# Régiments ayant participé à la conquête de l'Algérie par la France
Cette page recense les régiments de l'armée d'Afrique ayant participé à la conquête de l'Algérie par la France de 1830 à 1843.
Beaucoup de régiments débarqués à Sidi-Ferruch en 1830, sont restés. En raison d'une certaine relève, d'autres régiments ont rejoint l'Algérie, et en participant à cette conquête s'y sont illustrés glorieusement, comme l'indiquent leurs drapeaux sur lesquels on peut lire : Alger 1830, Blida 1830, Constantine 1837, Miliana 1842, Collo 1847, Zaatcha 1849, Laghouat 1852 Kabylie 1857...

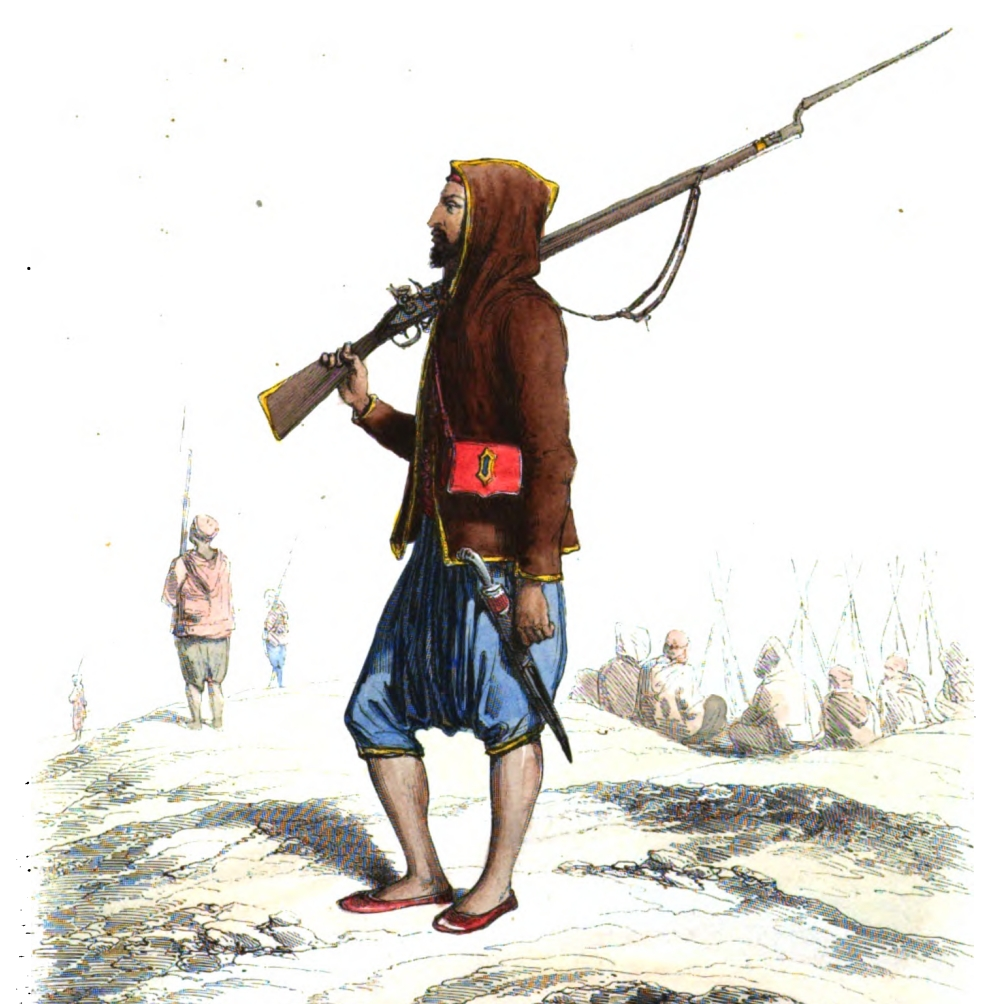
Infanterie régulière d'Abd el Kader
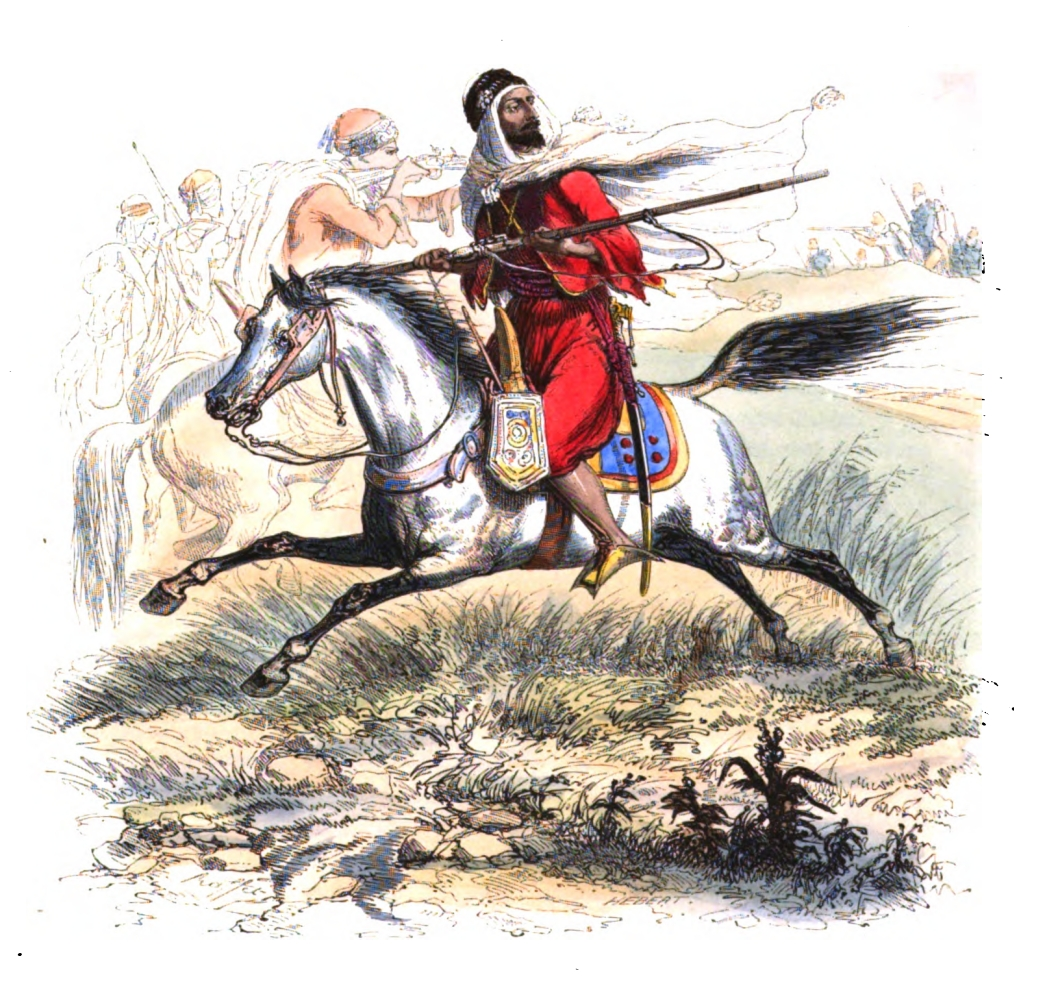
Cavaliers rouges d'Abd el Kader

## Sommaire
Infanterie de ligne : 1er – 2e – 3e – 4e – 5e – 6e – 7e – 8e – 8e provisoire
 – 9e – 10e – 11e – 12e – 13e – 14e – 15e – 16e – 17e – 18e – 19e – 20e – 21e – 22e – 23e – 24e – 25e – 26e – 27e – 28e – 29e – 30e – 31e – 32e – 33e – 34e – 35e – 36e – 37e – 38e – 39e – 40e – 41e – 42e – 43e – 44e – 45e – 46e – 47e – 48e – 49e – 50e – 51e – 52e – 53e – 54e – 55e – 56e – 57e – 58e – 59e – 60e – 61e – 62e – 63e – 64e – 65e – 66e – 67e – 108e.

Régiments d'infanterie légère : 1er léger – 2e léger – 3e léger – 4e léger – 5e léger – 6e léger – 7e léger – 8e léger – 9e léger – 10e léger – 11e léger – 12e léger – 13e léger – 14e léger – 15e léger – 16e léger – 17e léger – 18e léger – 19e léger

Chasseurs à pied, chasseurs d'Orléans : 3e chasseurs – 5e chasseurs – 6e chasseurs – 8e chasseurs – 9e chasseurs – 10e chasseurs

Infanterie légère d'Afrique : 1er BILA – 2e BILA – 3e BILA

Zouaves
Légion étrangère
Tirailleurs indigènes
Garde nationale ou Milice africaine

Génie : 1er génie – 2e génie – 3e génie

Artillerie : 2e d'artillerie – 3e d'artillerie – 4e d'artillerie – 5e d'artillerie – 6e d'artillerie – 7e d'artillerie – 9e d'artillerie – 10e d'artillerie – 11e d'artillerie – 12e d'artillerie – 13e d'artillerie – 14e d'artillerie – Artillerie de marine

Chasseurs à cheval d'Afrique : 1er chasseurs d'Afrique – 2e chasseurs d'Afrique – 3e chasseurs d'Afrique – 4e chasseurs d'Afrique

Spahis
Gendarmes maures
Vétérans
Unités disciplinaires
Tirailleurs et zouaves

Références – Bibliographie - Articles connexes

## Infanterie de ligne

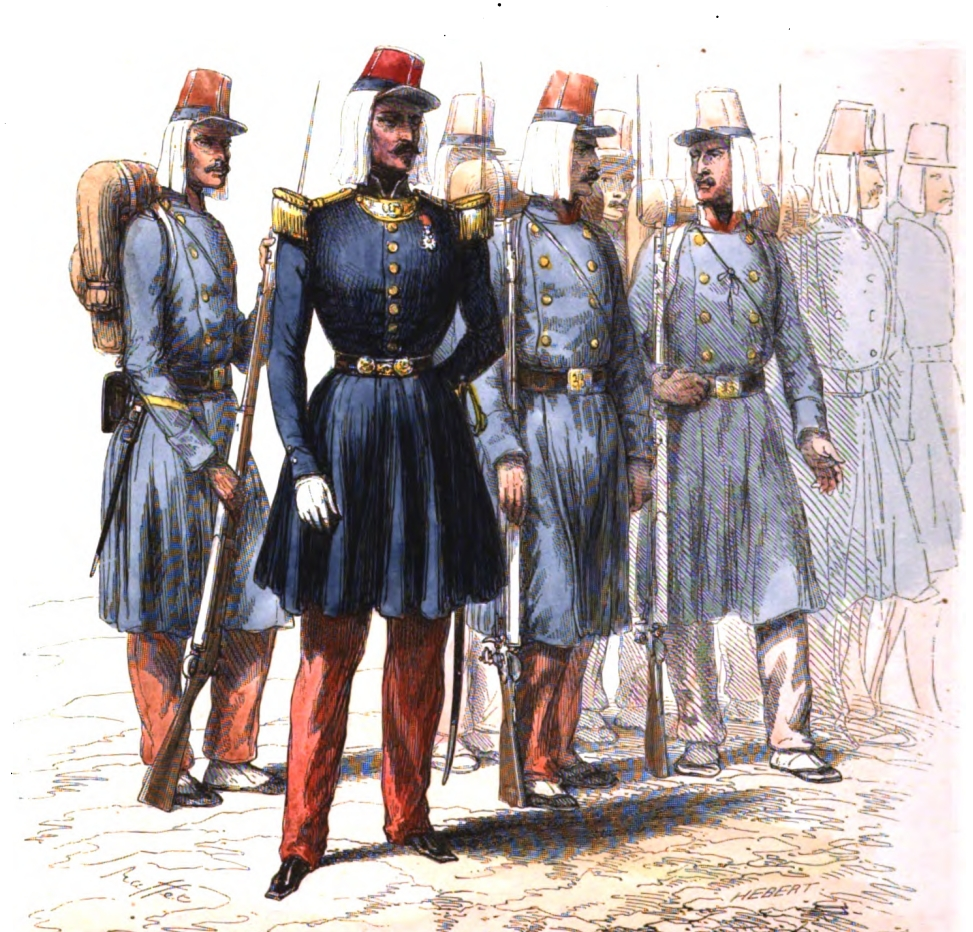
Infanterie de ligne, officier, sous-officier et soldats

### 1errégiment d'infanterie de ligne
En 1837, le 1er régiment de ligne passe en Afrique et y reste jusqu'en novembre 1842.
Pendant cette période de cinq ans, le régiment contribue à affermir la domination française en Algérie. De 1837 à 1842, le régiment fait partie de la division d'Oran.
1837
Le régiment fait partie de la division d'Oran.
1838
Le régiment fait partie de la division d'Oran.
1839
Le régiment fait partie de la division d'Oran.
1840
Le 12 mars 1840, le premier bataillon prend part au combat en avant de Mizerghin, puis le 18 du même mois, il participe au combat de Tem-Salmet ou il repousse victorieusement, lors des 2 batailles, plusieurs milliers de cavaliers arabes.
Le 7 mai, le 1er bataillon est désigné pour faire partie de l'expédition de Médéa, et il rejoint le corps expéditionnaire à Cherchell. Il se distingue, le 10 mai, lors des combats sur les hauteurs de la rive gauche de l'Oued el Hachem. Ce même bataillon fait partie de l'expédition de Miliana, du 4 juin au 4 juillet.

Pendant ces expéditions, les bataillons restés dans la division d'Oran, contribuent, le 14 mai, à repousser les attaques sur le camp de Bridia. Ils repoussent également avec vigueur de nouvelles attaques de l'ennemi les 28 mai, 1er, 13 et 14 juin.
Du 21 octobre au 11 novembre, ces bataillons opèrent contre les Ouled Ali, une fraction des Béni Amer, et les Garabas, et font une razzia dans les matamores de Bou-Chouicha.
1841
Du 18 mai au 3 juin, le régiment fait l'expédition de Tagdempt. 
Dans la nuit du 4 au 5 juillet, la garnison de Mostaganem, dont faisait partie le 1er de ligne, exécute une sortie et livre deux combats où le régiment se distingue, notamment la compagnie du capitaine de Monlelas, qui dégage une section de chasseurs qui se trouvait compromise. 
Du 23 décembre 1841 au 1er juillet 1842 le régiment participe à l'expédition qui amène la soumission des Borghias.
1842
Le régiment fait la campagne du printemps, du 28 avril au 10 mai, dans la division d'Oran. Alors en garnison à Miliana, il participe, les 6 au 7 juin, à une razzia contre les Beni-Menacer amenant un combat dans lequel le 1er de ligne s'est conduit vaillamment. Du 18 août au 7 septembre, le régiment participe à l'expédition du général d'Arbouville, qui amène la soumission des Hachem-Garabas et des 2 fractions des Beni-Meniarine et d'une partie des Djaffera et la capture de 3 canons en bronze du calibre de 2, 3 et 4 qui avaient été enterrés lors des troupes d'Abd-el-Kader. Durant cette expédition, le 1er de ligne montre toute sa valeur lors des affaires des 30 août et 4 septembre.

Le 1er régiment d'infanterie de ligne rentre en France dans le courant du mois de novembre 1842.

### 2erégiment d'infanterie de ligne
Le 2e régiment de ligne arrive en Afrique en avril 1842 et retourne en France en juin 1848.
1842
Le 2e régiment de ligne arrive à Oran en avril 1842 et y reste jusqu'au mois de juin ou il est envoyé dans la province de Constantine.
1843
Du 12 février au 14 mars, il fait partie de l'expédition contre la tribu des Zardeza et de celle de l'Edough. 
Du 6 avril au 14 mai il fait partie de l'expédition de Collo. Le 7 avril, la colonne étant entrée en pays ennemi, un engagement dans la nuit. Le 10 avril, après avoir pénétré dans les montagnes des Beni-Salah, elle arrive à l'entrée du défilé de Djebeil où les Beni-Toufous s'opposent à son passage et attaquent l'avant-garde mais chargés vigoureusement à la baïonnette ils sont dispersés. Le 15 avril, la colonne ayant rencontré l'ennemi à Bar-T'outa, le chasse une première fois puis celui-ci revenant en force, le combat s'engage vivement et après une lutte assez longue, vaincu il abandonne le terrain. Le 18 avril, l'ennemi, ayant réuni ses forces à Bar-T'outa, s'avance vers nos troupes et se précipite avec rage sur le 2e de ligne. Les Kabaïles, après avoir combattu en désespérés, finissent par céder, et sont mis en fuite.

Le 2e régiment de ligne était encore à l'armée d'Afrique et tenait garnison dans la province de Constantine.
1844
1845
1846
1847
1848
Le 2e régiment de ligne retourne en France en juin 1848.

### 3erégiment d'infanterie de ligne
Le 3e régiment de ligne arrive en Afrique avec les premières troupes de l'expédition de 1830. Il rentre en France en décembre de la même année.
1830
Le 3e régiment de ligne débarque en Afrique le 14 juin, et prend part à l'enlèvement de la position de Sidi-Ferruch. 
Le 19 juin, le régiment se trouve à la bataille de Staoueli, puis aux combats de Dely-Ibrahim et Sidi-Kalef les 24 au 29 juin ainsi qu'à l'investissement, au siège et à la prise d'Alger, du 30 juin au 5 juillet. 

Le 3e régiment de ligne rentre en France le 3 décembre 1830.

### 4erégiment d'infanterie de ligne
Le 4e régiment d'infanterie de ligne arrive en Afrique en 1832 qu'il quitte en juin 1834.
1832
Le 4e régiment de ligne rejoint l'armée d'Afrique en 1832.
1833
Faisant partie de la colonne commandée par le lieutenant-colonel Lemercier, le 2e bataillon du 4e de ligne prend part à l'attaque du marabout de Gouraya à Bougie, le 12 octobre et se couvre de gloire dans cette affaire. Les 24 et 25 octobre, il contribue à défendre vigoureusement les avant-postes de Bougie, que l'ennemi avait attaqués.
1834
Le 4e de ligne participe à l'expédition du 5 mars, à Bougie. Cent hommes du 4e, sous les ordres du chef de bataillon Gentil, formant la réserve, bien secondés par 250 hommes des compagnies polonaises et le chef de bataillon Horain, leur commandant, contiennent les Kabaïles accourus sur la réserve, au moment de l'attaque de Klailna, et les empêchent ainsi de se porter sur la colonne. 
Du 19 au 22 mai, le régiment fait partie, dans la province d'Alger, de l'expédition dirigée contre les Hadjoutes.

Après cette expédition, le 4e régiment d'infanterie de ligne rentre en France.

### 6erégiment d'infanterie de ligne
Le 6e régiment d'infanterie de ligne arrive en Afrique avec les premières troupes de l'expédition de 1830. Il rentre en France en décembre de la même année.
1830
Dès son débarquement le 6e régiment de ligne débarque en Afrique le 14 juin, et prend part à l'enlèvement de la position de Sidi-Ferruch, puis, le 19 juin, à la bataille de Staoueli, aux combats de Dely-Ibrahim et Sidi-Kalef des 24 au 29 juin ainsi qu'à l'investissement, au siège et à la prise d'Alger, du 30 juin au 5 juillet.

Il fait partie de l'expédition de Bône, commandée par le général Damrémont. Le corps expéditionnaire s'embarque le 25 juillet 1830, arrive le 2 août devant le port de Bône et prend possession de cette ville. Dans les journées des 6, 7, 10 et 11 août, les ennemis attaquent avec un grand acharnement deux redoutes en avant de Bône mais ils sont repoussés. Le 18 août, le général Damrémont ayant reçu l'ordre de ramener à Alger le corps dont le commandement lui avait été confié, les troupes s'embarquent le 20 au soir.

Le 6e de ligne fait partie de l'expédition de l'Atlas du 17 au 29 novembre, prend part au combat du col de Mouzaïa et coopère à la prise de Blida et au combat et à la prise de Médéa.

Après cette expédition il rentre en France à la fin du mois de décembre.

### 8erégiment d'infanterie provisoire
Le 8e régiment d'infanterie provisoire débarque à Stora, dans la province de Constantine, le 23 juin 1871.
1871
Le régiment est aussitôt désigné pour faire partie d'une colonne devant opérer entre Sétif et Bougie, sous le commandement du colonel Bonvallet, commandant la subdivision de Sétif.

Le 6 juillet 1871, la colonne se retrouve encerclée par divers contingents Kabyles dans la vallée de l'Oued Amour. Grâce à des dispositions de marche habiles, conçues par le lieutenant-colonel Louis, ils purent contenir l'ennemi et lui infliger des pertes considérables.

Les jours suivants, la colonne se dirige vers la petite Kabylie, traverse Sétif, puis rétrograda à Mila. Le 1er août, elle passe sous les ordres du général Le Poitevin de la Croix, chargé de pacifier la Kabylie orientale. Le 8e provisoire prend alors part à toutes les opérations, et assiste aux combats livrés le 9 août contre les Zouargha, et le 14 contre les Beni-Ourtia.

Le colonel Ritter, récemment appelé au commandement du régiment, le rejoignit le 4 septembre au camp de Chekfa. 

Le 11 octobre, la colonne Lacroix disperse les derniers contingents de la contrée, puis descendant vers le sud, elle traverse le Hodna, arrive le 15 novembre à Bou Saâda et le
9 décembre à Biskra. Elle entre alors dans le Sahara, et occupe Touggourt.
1872
Le 5 janvier 1872 il arrive à Ouargla, point extrême des possessions françaises. Après une excursion dans le Souf, le 8e reçoit l'ordre de regagner Bône et de là, d'aller tenir garnison à Alger.

Le 8 août 1872, un décret donne au 8e régiment provisoire le titre de 108e régiment d'infanterie de ligne.

### 11erégiment d'infanterie de ligne
Le 11e régiment d'infanterie de ligne arrive en Afrique en octobre 1835 qu'il quitte en février 1839.
1835
Les deux premiers bataillons du 11e de ligne arrivent à Oran en octobre 1835, et débutent par l'expédition de Mascara du 25 novembre au 13 décembre 1835.
1836
En janvier et février 1836, le 11e participe à l'expédition de Tlemcen. Le 26 janvier, alors qu'il est chargé de la garde des bagages, il lutte avec succès contre près de 2 000 cavaliers et fantassins Kabaïles. Le 27, un détachement de plusieurs compagnies du 11e donne assistance à la cavalerie française vivement attaquée.
Le 27 mai 1836, dans la province d'Alger, il prend part au combat de Beni Mered
1837
Le 24 mai 1837 trois compagnies du 11e participent à la prise du blockhaus d'Ouled Yaïch puis a celui situé en avant du camp de Ghelma. 
En octobre 1837, un bataillon fait partie de la seconde expédition de Constantine. Du 6 au 13 octobre, pendant les opérations du siège, la brigade du général Trézel, dont faisait partie ce bataillon, placée sur le Mansourah, fut constamment attaquée par les Kabaïles qui furent repoussés à chaque fois.
1838
Le régiment reste dans la province d'Alger.
1839
Le 19 février 1839, le 11e régiment d'infanterie de ligne rentre en France.

### 12erégiment d'infanterie de ligne
Le 12e régiment d'infanterie de ligne arrive en Afrique en septembre 1837 qu'il quitte en avril 1839.
1837
Le 12e régiment de ligne arrive à Bône au mois de septembre 1837. En octobre suivant, il participe à l'expédition de Constantine, mais arrivé au camp de Medez Ammar, il forme la garnison de ce poste.
1838
En 1838, il reste dans la province de Constantine.
1839
Le 12e de ligne rentre en France le 14 avril 1839.

### 13erégiment d'infanterie de ligne
Le 13e régiment d'infanterie de ligne arrive en Afrique en avril 1834 qu'il quitte en mai 1836.
1834
Le 13e régiment de ligne est appelé en Afrique en avril 1834, et fait partie des troupes de la province d'Alger.
1835
Il prend part à deux expéditions dirigées contre les Hadjoutes, la première du 5 au 9 janvier, et la seconde le 28 mars. 
Le 30 novembre Il se trouve à une affaire qui a lieu à Ouled Mendil. 
Une compagnie d'élite du 13e de ligne qui fait partie de la 2e brigade de la division d'Oran, sous les ordres du général Perregaux), fait partie de l'expédition de Mascara, du 25 novembre au 13 décembre.
1836
Du 1er au 3 mars, un détachement du 13e de ligne se trouve parmi les troupes qui opèrent une reconnaissance le long de la Chiffa et dans la direction de Coléah.
 Le 13e régiment de ligne rentre en France au mois de mai 1836.

### 14erégiment d'infanterie de ligne
Le 14e régiment de ligne arrive en Afrique avec les premières troupes de l'expédition de 1830. Il rentre en France en décembre de la même année.
1830
Le 14e régiment de ligne débarque à Sidi-Ferruch, le 14 juin, et prend part à l'enlèvement de la position. 
Le 19 juin, le régiment se trouve à la bataille de Staoueli, puis aux combats de Dely Ibrahim et Sidi Kalef les 24 au 29 juin ainsi qu'à l'investissement, au siège et à la prise d'Alger, du 30 juin au 5 juillet. 
 Du 17 au 29 novembre, le 1er bataillon, rattaché à la 1re brigade sous les ordres du général Achard, fait partie de l'expédition de l'Atlas, dirigée par le général Clauzel. Il coopère au combat et à la prise de Blida le 18, ainsi qu'à la prise de Médéa. Le 23, il prend enfin une grande part au combat du col de Mouzaïa.
 Au mois de décembre, les deux bataillons du 14e de ligne font partie de la seconde expédition de Médéa pour ravitailler la ville.

Le 14e régiment de ligne rentre en France à la fin du même mois.

### 15erégiment d'infanterie de ligne
Le 15e régiment de ligne arrive en Afrique avec les premières troupes de l'expédition de 1830. Il rentre en France en février 1832.
1830
Le 15e régiment de ligne débarque à Sidi-Ferruch, le 14 juin, et prend part à l'enlèvement de la position.
 Le 19 juin, le régiment se trouve à la bataille de Staoueli, puis aux combats de Dely Ibrahim et Sidi Kalef les 24 au 29 juin ainsi qu'à l'investissement, au siège et à la prise d'Alger, du 30 juin au 5 juillet.
Du 17 au 29 novembre, le 1er bataillon, rattaché à la 2e brigade sous les ordres du général Monck d'Uzer, fait partie de l'expédition de l'Atlas, dirigée par le général Clauzel. Il prend part à l'expédition de Blida le 18, lors de laquelle il participe au massacre de huit cents habitants non armés, en représailles de la mort de vingt et un soldats français, tués au combat.
Il intervient ensuite dans la prise de Médéa et prend part, le 23, au combat lors du passage du col de Mouzaïa.
1831
Du 7 au 10 mai 1831, Deux compagnies d'élite du 1er bataillon du 15e opèrent, avec plusieurs détachements d'autres régiments, à une reconnaissance dans la Plaine de la Métidja. Le 25 juin, sous les ordres du général Berthezène, six compagnies d'élite du régiment font partie de l'expédition de Médéa, et prennent part au combat du 1er juillet sur le plateau d'Ouara, et à celui du col de Mouzaïa, le 2 du même mois.
1832
Le 15e régiment de ligne rentre en France en février 1832

### 16erégiment d'infanterie de ligne
Le 3e bataillon du 16e régiment de ligne quitte Lyon le 27 avril 1881, et arrive à Tlemcen le 10 mai pour y tenir garnison. Le 30 mai 1883, il embarque à Oran, débarque à Marseille et va tenir garnison à Lyon.

### 17erégiment d'infanterie de ligne
Le 17e régiment de ligne arrive en Afrique avec les premières troupes de l'expédition de 1830. Il rentre en France en novembre 1831.
1830
Les deux premiers bataillons du 17e régiment de ligne débarquent à Sidi-Ferruch, le 14 juin, et prennent part aux combats de Dely Ibrahim et Sidi Kalef les 24 au 29 juin ainsi qu'à l'investissement, au siège et à la prise d'Alger, du 30 juin au 5 juillet. 
 Du 17 au 29 novembre, le 17e de ligne fait partie de l'expédition de l'Atlas et participe à la prise de Blida le 18, ainsi qu'à la prise de Médéa. 
En décembre, le 17e est envoyé à Oran sous les ordres du général Damrémont.
1831
Le régiment tient garnison à Oran et rentre en France en novembre 1831.

### 20erégiment d'infanterie de ligne
Le 20e régiment de ligne arrive en Afrique avec les premières troupes de l'expédition de 1830. Il rentre en France en novembre 1832.
1830
Les deux premiers bataillons 20e régiment de ligne débarquent à Sidi-Ferruch, le 14 juin, et prennent part à l'enlèvement de la position. 
Le 19 juin, le régiment se trouve à la bataille de Staoueli, et enlève à l'ennemi 20 pièces de canon puis il prend part aux combats de Dely Ibrahim et Sidi Kalef les 24 au 29 juin ainsi qu'à l'investissement, au siège et à la prise d'Alger, du 30 juin au 5 juillet. 
 Le 1er bataillon, rattaché à la 1re brigade sous les ordres du général Achard, fait partie de l'expédition de l'Atlas et assiste au combat et à la prise de Blida, au combat du col de Mouzaïa ou se distingue le sous-lieutenant Patrice de Mac Mahon, ainsi qu'à celle de Médéa, du 17 au 24 novembre. Il forme, avec un bataillon du 28e, la garnison de Médéa, laquelle repousse vigoureusement de nombreuses hordes de Kabaïles qui attaquent cette ville les 27 et 29 novembre et sont contraints d'abandonner 500 morts et ont en outre 1 800 hommes blessés. 
Un bataillon du 20e régiment, rattaché à la 1re division du général Boyer, prend part, au mois de décembre 1830, à la deuxième expédition de Médéa.
1831
Du 7 au 10 mai 1831, alors rattachés à la 2e brigade du général Feuchères, les deux bataillons du 20e de ligne font partie d'une expédition dirigée dans la plaine de la Métidja. Le 25 juin, le 20e de ligne fait partie d'une autre expédition sur Médéa et assiste au combat du 1er juillet sur le plateau d'Ouara,
1832
Le 20e régiment de ligne rentre en France en novembre 1832.

### 21erégiment d'infanterie de ligne
Le 21e régiment de ligne arrive en Afrique avec les premières troupes de l'expédition de 1830. Il rentre en France en septembre 1831.
1830
Débarqué à Sidi-Ferruch, le 14 juin, le 21e régiment de ligne prend part, le 19 juin, à la bataille de Staoueli, ainsi qu'à l'investissement, au siège et à la prise d'Alger, du 30 juin au 5 juillet. 
 Le 4 août, 1 300 hommes du régiment font partie de l'expédition d'Oran, et embarquent à Alger et mouillent dans la rade de Mers-el-Kebir. Ils reçoivent alors un contre-ordre, avant de débarquer, et partent sur trois bâtiments pour retourner à Alger.
 Un bataillon du 21e, sous les ordres du général Clauzel, forme la réserve lors de l'expédition de l'Atlas, du 17 au 29 novembre.
 En décembre 1830, quatre compagnies du 21e partent pour Oran, et le reste du corps est chargé de concourir à la garde d'Alger pendant la seconde expédition de Médéa.

1831
Le 21e régiment de ligne rentre en France, où il arrive le 28 septembre 1831.

### 22erégiment d'infanterie de ligne
Le 22e régiment d'infanterie de ligne arrive en Afrique en juin 1839 qu'il quitte en décembre 1846.
1839
Le 22e régiment de ligne débarque en Afrique en juin 1839. En octobre et novembre, il fait partie de l'expédition des Bibans.
1840
Rattachée à la division de Constantine, il prend part à une expédition dirigée, le 21 avril , contre les Ouamers , dans la subdivision de Sétif, et se trouve impliqué dans un combat qui est livré à une dizaine de kilopmètres de cette ville.
Du 10 au 25 avril, 265 hommes du régiment font partie d'une expédition dirigée, dans la province Constantine, contre les Aractas.
 En août, deux compagnies du 22e de ligne ont un engagement et battent les troupes d'Abd-el-Kader, au-delà du Raz el Oued, à une soixantaine de kilomètres au sud de Sétif.
 Le 13 septembre, les compagnies du 22e de ligne prennent part au combat qui est livré au pied du col d'Ouled Ibrahim. 
Le 1er décembre suivant, un bataillon du régiment assiste au combat de Merjazergah, en avant de Sétif.
1841
Toujours rattaché à la division de Constantine, les grenadiers des 1er, 2e, 3e bataillons, et les voitigeurs du 2e bataillon du 22e, sortent de Philippeville, le 12 septembre, pour châtier les Kabaïles. Le lendemain, la colonne engage plusieurs combats qui se prolongent pendant quatorze heures, et elle taille en pièces les ennemis. 
Le 28 septembre, partant du camp d'El Arrouch, 250 hommes du 22e de ligne exécutent une razzia contre la tribu des Aïssa .
1842
Rattaché à la division de Constantine et en garnison au camp d'El Arrouch, le 22e contribue, le 20 mai, à la défense de ce camp, attaqué par 4 000 kabaïles et fait ensuite partie, en mai et juin, à l'expédition de Tébessa.
1843
Du 12 au 22 février, le 22e de ligne participe à l'expédition contre les Zardezas, à celle de l'Edough, du 22 février au 14 mars puis à celle de Collo, du 6 avril au 14 mai. Partie de Constantine le 6 avril, la colonne chargée de cette dernière expédition entre en pays ennemi le 7, et dès la nuit suivante elle a un engagement avec les Arabes. Le lendemain, dans le défilé de l'Oued-Ueta, la gauche de cette colonne est attaquée par 800 Kabaïles. Le capitaine Bibart, du 22e de ligne, qui commande l'extrême arrière-garde, fait un retour offensif et dégage la colonne de cette masse d'ennemis. Le 9, ayant pénétré chez les Beni-Toufous, la colonne est attaquée par ces Arabes, qui se jettent avec force sur l'arrière-garde celle-ci, formée du 22e régiment, les charge vigoureusement à la baïonnette et les repousse. Le 10, la colonne a encore un engagement en quittant son bivouac de Marabout-Ali. Le 15, la colonne de droite, commandée par le chef de bataillon Damier, du 22e de ligne, rencontre l'ennemi à Sar l'Outa, où elle lui livre un combat dans lequel les Arabes perdent beaucoup de monde. Les 16 et 18, le 22e prend part a des engagements très-vifs contre les Kabaïles. 
Du 20 mai au 1er août, ce corps participe à l'expédition dirigée contre les Hanenchas et El Hasuaoui. 
En octobre 1843, le 22e de ligne fait partie de la division de Constantine.
1844
1845
1846
Le 22e régiment d'infanterie de ligne rentre en France en décembre 1846,

### 23erégiment d'infanterie de ligne
Le 23e régiment d'infanterie de ligne arrive en Afrique avec les premières troupes de l'expédition de 1830. Il rentre en France dans le courant de l'année 1831.
Il est rappelé de nouveau en Afrique en 1836 et rentre en France en décembre 1841.
1830
Le 23e régiment de ligne débarque, à Sidi-Ferruch, seulement le 15 juin 1830 et il est aussitôt employé aux travaux de retranchement de Sidi-Ferruch, dont les troupes françaises s'étaient emparées la veille puis concourt à l'investissement, au siège et à la prise d'Alger, du 29 juin au 5 juillet.
En juillet, il prend part à l'expédition de Blida sous le commandement du maréchal Bourmont, puis à celle de l'Atlas commandée par le général Clauzel, du 17 au 29 novembre. Dans cette dernière expédition, il se trouve au combat et à la prise de Blida, le 18 et au combat du col de Mouzaïa, le 23. Un bataillon du 23e fait partie de la seconde expédition de Médéa, en décembre.
1831
Dans le courant de l'année 1831, le 23e régiment d'infanterie de ligne rentre en France.
1836
Rappelé de nouveau en Afrique, il s'embarque à Port-Vendres le 25 mai 1836 et débarque à l'embouchure de la Tafna, le 5 juin.
 Il fait partie de l'expédition dans la province d'Oran, sous les ordres du général Bugeaud et prend part au combat de la Sickack, le 6 juillet 1836.
1837
Rattaché à la 2e brigade du maréchal de camp Trézel, deux bataillons du 23e de ligne repoussent l'ensemble des attaques ennemies qui ont lieu les 21, 22 et 23 septembre contre le camp de Medjez Ammar. Ils font aussi partie de la seconde expédition de Constantine, au mois d'octobre 1837.
1838
En 1838, le régiment reste à Bône.
1839
En octobre et novembre 1839, le régiment fait l'expédition des Portes de Fer puis il rentre à Alger avec le duc d'Orléans.
 Le 31 décembre, il prend part au combat d'Oued Lalleg.
1840
Le 24 janvier 1840 rattaché à la division d'Alger, le régiment prend part au combat de Merad. 
Du 12 au 21 mars, deux bataillons du 23e participent à l'expédition de Cherchell.
 Du 26 avril au 22 mai, alors rattachés à la 1re division sous le commandement du duc d'Orléans, deux bataillons du 23e, font partie de l'expédition de Médéa. Dans la marche du 4 mai, sur la Chiffa, ils soutiennent un engagement sérieux et concourent à repousser les attaques de l'ennemi. Le 8 mai, cinq compagnies du 23e appuient le 2e léger qui était assailli par une masse considérable de Kabaïles, après le passage de l'Oued-Nador, sur les hauteurs qui bordent l'Oued el Hachem. Le 12 mai, un bataillon du 23e, faisant partie de la 3e colonne du général d'Houdetot, prend part à l'attaque et à la prise du col de Mouzaïa. Il se trouve, le 16, au combat du bois des Oliviers, où il enlève à la baïonnette plusieurs positions dont l'ennemi profitait pour arrêter la marche de la colonne.
Après avoir participé au combat du 24 juin, près du Chelif il se distingue, le 3 juillet, lors du combat devant Médéa, contre les Arabes conduits par El-Berkani et Abd-el-Kader en personne, le 23e fait une charge à la baïonnette qui culbute complètement l'ennemi et le met en fuite. Dans ce combat, le régiment prend un petit drapeau, deux décorations d'honneur d'Abd-el-Kader, la plaque de l'agha blessé, des fusils, des cartouches et des burnous.
 Le 23e forme la garnison de Médéa jusqu'au 19 novembre.
1841
Il fait partie de la seconde division du général Baraguey d'Hilliers pendant la campagne du printemps de 1841, et il concourt aux ravitaillements de Médéa, du 1er au 8 avril, et du 27 de ce mois au 9 mai suivant. Il prend part aux engagements qui ont lieu pendant ces expéditions, les 3 avril, 3, 4 et 5 mai.
 Du 6 juin au 3 juillet, le 23e régiment, fait partie de l'expédition du général Baraguey d'Hilliers dans la province d'Alger.
 Le 23e de ligne rentre en France au mois de décembre 1841.

### 24erégiment d'infanterie de ligne
Le 24e régiment d'infanterie de ligne arrive en Afrique en juin 1836 et rentre en France en juillet 1842.
1836
Le 24e régiment de ligne embarque, le 25 mai, à Port-Vendres et débarque à l'embouchure de la Tafna le 5 juin suivant. 
Dès son arrivée, il prend part à l'expédition sous les ordres du général Bugeaud, dans la province d'Oran et se trouve au combat de la Sickack, le 6 juillet 1836. 
Du 23 novembre au 4 décembre, il fait partie d'une expédition pour ravitailler Tlemcen.
1837
Affecté à la division d'Oran, il reste en poste.
1838
Affecté à la division d'Oran, il reste en poste.
1839
Affecté à la division d'Oran, il reste en poste jusqu'en fin d'année ou il rejoint Blida.
Dans la matinée du 21 novembre, 1 500 cavaliers arabes ayant passé la Chiffa, sont arrêtés dans leur marche par 200 hommes du 24e de ligne sous les ordres du commandant du camp d'Oued Lalleg et leur infériorité numérique engagent le combat, et malgré une énergique résistance la garnison est décimée par les Arabes.
 A l'occasion du combat du 31 décembre, entre le camp supérieur de Blida et la Chiffa, le maréchal gouverneur-général de l'Algérie cite le 24e de ligne qui, sous les ordres du général Duvivier, formait la garnison de Blida, comme s'étant distingué par la vigueur avec laquelle il a repoussé les attaques dirigées, pendant plusieurs jours, par l'ennemi contre cette place.
1840
Dans la matinée du 29 janvier, à Blida, les kalifats d'Abd-el-Kader essaient de surprendre les soldats qui se rendent aux travaux. Le 24e de ligne les met en fuite, après leur avoir fait perdre beaucoup de monde. Du 12 au 21 mars deux bataillons du régiment, qui font partie de la colonne gauche du général Duvivier participent de l'expédition de Cherchell.

Un bataillon du 24e rattaché à la première division sous le ordres du duc d'Orléans participe à l'expédition de Médéa du 26 avril au 22 mai, et se trouve à l'attaque et à la prise du col de Mouzaïa, le 12 mai.
 Du 4 juin au 4 juillet, alors rattaché à la 1re division du général d'Houdetot, le régiment fait partie de l'expédition de Miliana. Le 12 juin , le corps expéditionnaire livre un combat à l'ennemi et le 23 juin, le 24e de ligne, chargé de fermer la vallée qui conduit de Médéa à Miliana, est attaqué par toute la cavalerie d'Abd-el-Kader. Les soldats du 24e, renforcés par le général Changarnier, prennent l'offensive et repoussent vigoureusement l'ennemi qui se disperse et s'éloigne rapidement.
 Du 26 au 30 août, le régiment fait partie d'une expédition qui va à Médéa, sous les ordres du général Changarnier. — Le régiment prend part aux combats des 27, 28 et à celui du 29, près des mines de cuivre, au col de Mouzaïa. 
 Revenu dans la province d'Alger, le 24e de ligne concourt, du 1er au 7 octobre, sous les ordres du général Changarnier à l'expédition dans la vallée du Chélif, jusqu'à Miliana. Il prend part au combat du 4, près de Miliana, à celui du 6, où l'arrière-garde dont faisait partie un bataillon du 34e de ligne, eut les honneurs de la journée. Le régiment rejoint ensuite la province de Tittery puis il fait la campagne d'automne, en octobre et en novembre.
1841
Affecté à la 1re division sous le commandement du duc de Nemours, le 24e de ligne fait la campagne du printemps et prend part aux ravitaillements de Médéa, du 1er au 8 avril, et à celui de Miliana, du 27 avril au 9 mai. Il se trouve aux combats du 3 avril, et des 3, 4 et 5 mai. 
Le régiment fait également partie de l'expédition de Koghar et de Thaza, du 18 mai au 2 juin puis il opère ensuite dans la province d'Alger, du 6 juin au 3 juillet. Dans la province de Tittery, le 24e de ligne fait la campagne d'automne du 27 septembre au 7 octobre. Le 2 de ce dernier mois, les Rabanes, réunis en grand nombre à Chab el Gotta, s'étant précipités sur la colonne de gauche de la division, le 24e les maintient et parvient à les éloigner après une charge vigoureuse. 
Le régiment fait partie de la colonne qui opère le ravitaillement de Médéa, en octobre, et prend part au combat du bois des Oliviers le 29 de ce mois.
1842
Le 24e de ligne concourt aux diverses opérations dirigées par le général Changarnier, en février, mars et avril, dans la province d'Alger. Durant ces expéditions, il prend une part active à tous les petits coups de main d'arrière-garde qui ont lieu, notamment à celui du 5 avril. 
Il rentre en France au mois de juillet 1842.

### 26erégiment d'infanterie de ligne
Le 26e régiment d'infanterie de ligne arrive en Afrique en septembre 1837 et rentre en France en 1845.
1837
Le 26e régiment d'infanterie de ligne arrive en Afrique au mois de septembre 1837, et fait partie en octobre, rattaché à la 4e brigade du maréchal de camp Bro de la seconde expédition de Constantine. Dans la journée du 7 octobre, il repousse vigoureusement les Kabaïles, sortis de cette ville et qui attaquent la position de Coudiat Aty.
1838
Le régiment fait partie de la subdivision de Bône et y reste en poste.
1839
Le régiment fait partie de la subdivision de Bône et y reste en poste.
1840
Du 16 au 25 avril, le 26e participe à l'expédition dirigée dans la province de Constantine, contre les Haractas. Une colonne, dont le 26e fait partie, envoyée de Bône dans les cercles de l'Edoudi pour lever l'impôt, est attaquée dans la nuit du 2 au 3 juin, elle repousse vigoureusement les Kabaïles et les disperse. 300 hommes du régiment coopèrent, dans la subdivision de Bône, à une expédition contre les Sancudjahs, et prennent part à un combat livré le 13 août.
1841
Du 27 décembre 1840 au 3 janvier 1841, le 26e régiment fait partie de l'expédition chargée de venger l'assassinat du capitaine Saget. 
Au mois de mars 1841, le 26e est envoyé dans la division d'Alger où il concourt aux opérations de la campagne du printemps, au ravitaillement de Médéah, du 1er au 8 avril, à un second ravitaillement de cette place et à celui de Miliana, du 27 avril au 9 mai. Dans cette dernière expédition, il se trouve au combat du 3 mai sous Miliana, et à ceux des 4 et 5 du même mois, au pont du Chelif et à Beni Zug Zug. 
Dans la nuit du 29 juin, 250 hommes du 26e et des zouaves, se portent de Blida sur la tribu des Harratcha dans le Mouzaïa, surprennent les Kabaïles et s'emparent de leur chef.
Le régiment fait la campagne d'automne, dans la province de Tittery, du 27 septembre au 3 octobre puis il rentre presque aussitôt en opérations, du 7 au 14 octobre en participant au ravitaillement de Miliana. Le 8 il se trouve au combat de Chab el Gotta. À la fin du même mois, il assiste de nouveau au ravitaillement de Miliana, et prend part, le 29, au combat du bois des Oliviers.
1842
Un bataillon du 26e quitte Alger, débarque à Oran dans la nuit du 13 au 14 janvier 1842, et est dirigé sur Tlemcen. 
 Le 21 février, le régiment fait partie d'une expédition dirigée par le commandant supérieur de Miliana contre la tribu des Rhigas. 
Le bataillon détaché à Tlemcen prend part, du 6 au 14 mars, à l'expédition dirigée par le général Bedeau, contre le camp d'Abd-el-Kader dans les montagnes de Trara et de Nedroma. Il se trouve au combat du 11, livré par la cavalerie ennemie dans les défilés de Keff, et à celui de Bab Taza, le 29 avril, livré contre les ennemis commandés par Abd-el-Kader en personne. 
Le 11 avril, 22 hommes du 26e, chargés de l'escorte de la correspondance, sont assaillis, entre Boufarik et Beni Mered, par 200 à 300 cavaliers arabes. Le sergent Blandan commandant le détachement, sommé de se rendre par l'un des Arabes, lui répond par un coup de fusil qui le renverse; alors s'engage un combat acharné. Blandan, frappé de trois coups de feu, tombe en s'écriant « Courage, mes amis, défendez-vous jusqu'à la mort. » Sa noble voix est entendue, et tous sont fidèles à l'ordre héroïque de leur sergent. Mais bientôt, le feu des Arabes, si supérieur en nombre met 17 de ces braves hors de combat. 5 seulement restent debout. Ils défendent encore leurs camarades blessés ou morts jusqu'à l'arrivée des secours amenés par le lieutenant-colonel Moris du 4e régiment de chasseurs, qui se précipitent sur l'ennemi et le mettent en fuite. Le sergent Blandan mourut le lendemain à Boufarik des suites de ses blessures. 
 Cette action héroïque a été portée à la connaissance de l'armée, par un ordre du jour du gouverneur général, du 14 avril 1842 qui a indiqué : L'armée et les citoyens conserveront longtemps le souvenir héroïque de 21 braves commandés par le sergent Blandan. 
 Une statue du Sergent Blandan a été érigée à Nancy à une extrémité de la rue qui porte son nom.

Le régiment concourt à l'expédition dans l'Ouarsenis, au mois de septembre, sous les ordres du général Changarnier. Il prend une part considérable aux combats des 19 et 20. Il fait partie d'une nouvelle expédition dans l'Ouarsenis, en novembre et décembre, sous le commandement du gouverneur général.
1843
Le 26e régiment, établi à Miliana, prend part, dans le mois de février, à une expédition contre la tribu des Beni-Ferrach, puis à une autre expédition contre les Beni-Menacer, dans les environs de Cherchell. Le régiment visite quatre autres fractions des Beni-Menacer sur les plus hautes montagnes et y trouve une vigoureuse résistance ou il est contraint de se battre toute une journée. 
En octobre 1843 il est en poste dans la province d'Alger.
1844
1845
Les 27 et 28 octobre 1845, le régiment s'illustre durant l'expédition contre les Flissa-el-Bahr.

Dans le courant de la fin de l'année 1845, le 26e régiment d'infanterie de ligne rentre en France.

### 28erégiment d'infanterie de ligne
Le 28e régiment d'infanterie de ligne arrive en Afrique avec les premières troupes de l'expédition de 1830. Il rentre en France en janvier 1832.
1830
Les 2 premier bataillon du 28e régiment de ligne concourent à la prise de Sidi-Ferruch, le 14 juin, ils se trouvent à la bataille de Staoueli, le 19 juin, et prennent part aux combats de Dely Ibrahim et Sidi Kalef les 24 au 29 juin ainsi qu'à l'investissement, au siège et à la prise d'Alger, du 30 juin au 5 juillet. 
 Du 17 au 29 novembre, le 28e de ligne fait partie de l'expédition de l'Atlas, sous les ordres du général Clauzel, et participe aux combats et à la prise de Blida, le 18, ainsi qu'à la celle de Médéa. Il forme, avec un bataillon du 20e, la garnison de Médéa, laquelle repousse vigoureusement de nombreuses hordes de Kabaïles qui attaquent cette ville les 27 et 29 novembre et sont contraints d'abandonner 500 morts et ont en outre 1 800 hommes blessés.
Il fait aussi partie d'une seconde expédition de Médéa, en décembre 1830.
1831
Du 7 au 10 mai, le régiment opère une reconnaissance dans la plaine de la Métidja. Du 25 juin à la fin de juillet, sous les ordres du général Berthezène, quatre compagnies d'élite font une autre expédition sur Médéa et se trouvent au combat du plateau d'Ouara le 1er juillet.
1832
Le 28e régiment d'infanterie de ligne rentre en France en janvier 1832.

### 29erégiment d'infanterie de ligne
Le 29e régiment d'infanterie de ligne arrive en Afrique avec les premières troupes de l'expédition de 1830. Il rentre en France en décembre de la même année.
1830
Les 2 premiers bataillons du 29e régiment de ligne font partie de l'expédition d'Alger qui débarque à Sidi-Ferruch, le 14 juin. Ils prennent part à la bataille de Staoueli, le 19 juin, aux combats de Dely Ibrahim et Sidi Kalef les 24 au 29 juin ainsi qu'à l'investissement, au siège et à la prise d'Alger, du 30 juin au 5 juillet. 
 Du 17 au 29 novembre, le 29e de ligne fait partie de l'expédition de l'Atlas, sous le commandement du général Clauzel, et participe à la prise de Blida le 18, ainsi qu'à la prise de Médéa. 
En décembre, 1 bataillon du 29e participe à la seconde expédition de Médéa.
Le 29e régiment de ligne rentre en France à la fin du mois de décembre 1830.

### 30erégiment d'infanterie de ligne
Le 30e régiment d'infanterie de ligne arrive en Afrique avec les premières troupes de l'expédition de 1830. Il rentre en France en 1832.
1830
Après avoir débarqué à Sidi-Ferruch, le 14 juin le 30e régiment de ligne prend part aux combats de Dely Ibrahim et Sidi Kalef les 24 au 29 juin ainsi qu'à l'investissement, au siège et à la prise d'Alger, du 30 juin au 5 juillet. 
 Du 17 au 29 novembre, le 29e de ligne fait partie de l'expédition de Blida, sous le commandement du maréchal Bourmont puis à celle de l'l'Atlas, sous le commandement du général Clauzel, et participe à la prise de Blida le 18, ainsi qu'à la prise de Médéa. 
En décembre, affecté à la 1re division du général Boyer, 1 bataillon du 30e participe à la seconde expédition de Médéa.
1831
Du 7 au 10 mai les deux bataillons font partie d'une colonne qui opère une reconnaissance dans la plaine de la Metidja.
 Du 25 juin à la fin de juillet, sous les ordres du général Berthezène, ils font une autre expédition sur Médéa, et prennent part au combat du 1er juillet sur le plateau d'Ouara. Durant le mois de juillet, un détachement du 30e, formant la garnison du blockhaus d'Oued el Kerma, livre différents combats où il montre beaucoup de sang-froid.
1832
Le 30e régiment de ligne rentre en France en 1832.

### 31erégiment d'infanterie de ligne
Le 31e régiment d'infanterie de ligne arrive en Afrique en juin 1840 qu'il quitte en 1848.
1840
Le 31e régiment d'infanterie de ligne arrive à Constantine en juin 1840.
1841
Au mois de janvier 1841, il prend part à l'expédition contre la tribu des Beni Ouelban.
1842
En mai et en juin, le régiment fait partie de l'expédition de Tébessa. Il se trouve au combat du 7 juin, contre les Hanenchas et autres tribus soulevées par El Hasnaoui.
1843
Du 12 au 22 février, le 31e fait partie de l'expédition dirigée contre les Zerdezas. 
Du 6 avril au 14 mai, le régiment participe à l'expédition et à la prise de Collo. Le 18 avril, le 31e prend part à un engagement très-vif contre les Kabaïles.
Du 21 mai au 1er août, le 31e fait partie de l'expédition sur les Hanenchas et El-Hasnaoui. Le 24 mai, la seconde colonne, dont faisait partie un bataillon du 31e, a affaire à El-Hasnaoui, chasse l'ennemi de toutes ses positions et s'établit sur l'Oued Rhizen. En octobre 1843, le 31e régiment de ligne était attaché à la division de Constantine.
1844
1845
Le 31e régiment d'infanterie de ligne participe à l'expédition de Kabylie.
1846
1847
1848
Le 31e régiment d'infanterie de ligne rentre en France en 1848.

### 32erégiment d'infanterie de ligne
Le 32e régiment d'infanterie de ligne arrive en Afrique en novembre 1842 qu'il quitte en 1848.
1842
Le 32e régiment de ligne arrive à Oran, le 10 novembre 1842 et il est aussitôt dirigé sur Mostaganem.
1843
Rattaché à la division de Mostaganem le régiment fait partie, en mars 1843, d'une expédition dans la vallée de l'Oued Ghrebel. Le 2l de ce mois, la colonne atteint le marabout de Sidi Lekhhal. Deux compagnies d'élite du 32e formant l'avant-garde, reçoivent l'ordre de donner l'assaut à ce fort. Les ennemis font une défense désespérée pendant une heure dans le marabout et dans quelques maisons voisines , et ils ne cèdent qu'après avoir eu un grand nombre de tués ou blessés.
 Le régiment concourt, en avril, à l'expédition d'El-Esnam et, en mai, à celle de Tenez.
Le 14 mai, à la suite d'une razzia faite sur les fractions rebelles des Flittas, un bataillon du 32e délivre une centaine de chasseurs du 2e régiment de chasseurs d'Afrique qui se défendaient depuis plus de deux heures, contre 300 ou 400 cavaliers réguliers et 1 000 à 1 200 cavaliers des tribus. 
En mai, juin et juillet, le régiment fait partie de l'expédition de l'Ouarsenis et se trouve, le 4 juillet, au combat de Zamora contre les Flittas. En octobre 1843, le 32e régiment faisait partie de la division de Mostaganem.
1844
Le 14 août, le 32e régiment d'infanterie de ligne participe à la bataille d'Isly.
1845
1846
1847
1848
Le 32e régiment d'infanterie de ligne retourne en France dans le courant de l'année 1848.

### 33erégiment d'infanterie de ligne
Le 33e régiment d'infanterie de ligne arrive en Afrique en août 1841 qu'il quitte en juillet 1848.
1841
Le 33e régiment d'infanterie de ligne est embarqué pour Alger le 25 août 1841.
1842
En juillet, un bataillon de ce corps, sous les ordres du général de Bar, fait partie d'une expédition dans la province de Tittery. 
Le 33e, sous le commandement du gouverneur général concourt à l'expédition de l'Ouarsenis, pendant les mois de novembre et décembre. Le 7 décembre, une colonne dont le régiment faisait partie est envoyée contre les tribus environnant le camp de Guedhal. Le 9, le régiment prend part à un combat vif et prolongé, dans lequel l'ennemi est mis en déroute. Le 10 décembre, deux compagnies, une du 33e et une du 53e, sont envoyées au secours de l'arrière-garde qui soutenait un combat très animé contre les Kabaïles. Ils restent maîtres du terrain couvert des cadavres de l'ennemi.
1843
Durant le mois de mars, le 33e régiment, sous les ordres du duc d'Aumale, fait partie, d'une expédition, dans la province de Tittery, contre les Beni-Djaad et les Nezlioua. Le régiment fait partie de l'expédition dans laquelle le duc d'Aumale prend la smala d'Abd-el-Kader, le 16 mai. Le capitaine Dupin, officier d'état-major détaché au 33e, s'est particulièrement distingué dans cette expédition. 
Le 29 juin, au camp de Theniet El Had, quatre compagnies du 33e de ligne font partie d'une colonne qui exécute une razzia dans le pays des Beni-Media.
1844
1845
1846
1847
Il construit des routes, et plus spécialement, la route des gorges de La Chiffa.
1848
En février 1848, il quitte la province de Tittery et revient à Alger où il prend ses quartiers. En mai il participe à une expédition punitive contre les tribus Kabyles qui se sont soulevées dans la région de Bougie.
Après son retour le régiment embarque à destination de la France et débarque à Toulon le 14 juillet 1848 puis il s'installe à Aix-en-Provence et Marseille.

### 34erégiment d'infanterie de ligne
Le 34e régiment d'infanterie de ligne arrive en Afrique avec les premières troupes de l'expédition de 1830. Il rentre en France fin décembre de la même année.
1830
Le 34e régiment de ligne fait partie de l'expédition d'Alger et prend part à l'investissement, au siège et à la prise d'Alger, du 30 juin au 5 juillet. 
 Le 23 juillet il fait l'expédition de Blida sous les ordres du maréchal Bourmont. Au retour de cette expédition, la faible colonne qui la compose soutient plusieurs combats qui lui font honneur.
Du 17 au 29 novembre, le 34e de ligne fait partie de l'expédition de l'Atlas, sous le commandement du général Clauzel, et participe à la prise de Blida le 18, ainsi qu'à la prise de Médéa.
En décembre, 1 bataillon du 34e participe à la seconde expédition de Médéa.
Le 34e régiment de ligne rentre en France à la fin du mois de décembre 1830.

### 35erégiment d'infanterie de ligne
Le 35e régiment d'infanterie de ligne arrive en Afrique avec les premières troupes de l'expédition de 1830. Il rentre en France fin décembre de la même année.
1830
Le 35e régiment d'infanterie de ligne prend part aux combats lors de défense camp de Sidi-Ferruch, du 24 au 29 juin, ainsi qu'à l'investissement, au siège et à la prise d'Alger, du 30 juin au 5 juillet. 
 Un bataillon du 35e, sous les ordres du général Clauzel, participe à l'expédition de l'Atlas, du 17 au 29 novembre. Après la prise de Blida, le 18 novembre, le 35e y est laissé en garnison pour maintenir les communications entre Alger et le corps qui se porte sur Médéa. Le 26, les Arabes attaquent Blida avec des forces supérieures. Ils entrent dans quelques quartiers de la ville, on les laisse s'engager dans plusieurs directions alors deux compagnies de grenadiers du 35e, envoyées sur leurs derrières, en font horrible carnage. Deux drapeaux que l'ennemi avait déjà plantés à l'intérieur de la place tombent au pouvoir de la garnison. Le 28, comme l'occupation de Blida n'offrait aucun avantage, le 35e rallie le corps expéditionnaire en retour de Médéa et revient avec lui à Alger.
En décembre, le 35e fait partie de la seconde expédition de Médéa.

À la fin de décembre 1830, le 35e régiment d'infanterie de ligne rentre en France.

### 36erégiment d'infanterie de ligne
Le 36e régiment d'infanterie de ligne arrive en Afrique en 1844 et retourne en France en 1848.
Il participe au combat contre les Beni-Mezedeck et combat de Borj-el-Karouh.
Il retourne en Algérie en 1864 et revient en métropole en 1869.
Il participe au combat de Aïn-Malakoff (ceb)

### 37erégiment d'infanterie de ligne
Le 37e régiment d'infanterie de ligne arrive en Afrique avec les premières troupes de l'expédition de 1830. Il rentre en France fin décembre de la même année.
1830
2 bataillon du 37e régiment d'infanterie de ligne contribuent, le 14 juin, à la prise de Sidi-Ferruch.
 Le 19 juin, le régiment se trouve à la bataille de Staoueli, puis aux combats de Dely Ibrahim et Sidi Kalef les 24 au 29 juin ainsi qu'à l'investissement, au siège et à la prise d'Alger, du 30 juin au 5 juillet. 
Du 17 au 29 novembre, le 1er bataillon, rattaché à la 1re brigade sous les ordres du général Achard, fait partie de l'expédition de l'Atlas, dirigée par le général Clauzel. Il concourt à la prise de Blida le 18 puis, le 23, il prend part au combat du col de Mouzaïa et bivouaque à une dizaine de kilomètres de Médéa après la prise de la ville. Le 29 novembre, le corps expéditionnaire rentre dans ses cantonnements.
 Au mois de décembre, un bataillon du 37e de ligne fait partie de la seconde expédition de Médéa pour ravitailler la ville.

Le 37e régiment de ligne rentre en France à la fin du même mois.

### 38erégiment d'infanterie de ligne
Le 38e régiment d'infanterie de ligne arrive en Afrique en 1845. Il rentre en France en 1850.
1845
1846
1847
1848
1849
Le régiment s'illustre lors du siège et de la prise de Zaatcha
1850
Le 38e régiment d'infanterie de ligne rentre en France dans le courant de l'année

### 41erégiment d'infanterie de ligne
Le 41e régiment d'infanterie de ligne arrive en Afrique en octobre 1839 qu'il quitte en octobre 1847.
1839
Le 41e régiment de ligne s'embarque pour Alger à la fin de septembre 1839.
1840
En mai 1840 le 1er bataillon du 41e, participe à l'expédition de Médéa. Partant d'Oran, il rejoint le corps expéditionnaire à Cherchell. Affecté à la 1re colonne du général Duvivier, il assiste au combat du 10 mai, sur les hauteurs de la rive gauche de l'Oued el Hachem, ainsi qu'à l'attaque et à la prise du col de Mouzaïa, le 12. Rattaché à la division d'Oran, le 41e se trouve au combat de Bridia, le 14 mai. 
Du 21 au 23 octobre, il fait partie de l'expédition contre les Ouled Ali, une fraction des Beni Amer, et contre les Garabas. 
Du 8 au 11 novembre, il contribue à exécuter une razzia dans les matamores de Bou Chouicha.
1841
Ce régiment fait partie des troupes commandées pour exécuter une razzia, du 12 au 14 janvier ou il livre un combat. Du 18 mai au 3 juin, le 41e de ligne participe à l'expédition de Tagdempt. Après la prise de cette place, le 25 mai, le corps expéditionnaire part, le lendemain, pour se rendre à Mascara. Le gouverneur-général laisse à Tagdempt les zouaves et un bataillon du 41e, qu'il place derrière les décombres du fort et dans les maisons voisines. À peine la colonne est-elle à une portée de canon, que 700 à 800 cavaliers Arabes inondent les rues et les places. Le bataillon du 41e sort alors de son embuscade, et en jette 15 sur le carreau. Le 30, le corps expéditionnaire rencontre Abd-el-Kader sur les hauteurs qui environnent Mascara; le gouverneur général Bugeaud lui livre combat et le force à abandonner le terrain. L'armée prend possession de Mascara, et après y avoir séjourné le 31 mai, en repart le 1er juin, y laissant pour garnison un bataillon du 41e. Le corps expéditionnaire se dirige, ensuite, sur Mostaganem par Abd el Kredda. Pendant cette marche, l'arrière-garde, dont fait partie le 41e, repousse l'attaque de 5 000 à 6 000 Arabes qu'il contient par sa résistance courageuse. 
Le 3 juin, il rentre à Mostaganem.
1842
Le régiment concourt à l'expédition dirigée de Tlemcen contre Abd-el-Kader, le 20 mars.
En novembre et en décembre, il prend part à une autre expédition contre les Flittas, sous les ordres du général Lamoricière.
1843
Le 41e de ligne fait partie de l'expédition au sud de Mascara et dans l'Ouarensenis, dirigée par le général de Lamoricière, pendant les mois de mai, juin et juillet. Le 19 juin, il se trouve à un combat dans la vallée du haut Rihou.
1844
1845
1846
1847
Le 41e régiment d'infanterie de ligne quitte l'Algérie en octobre 1847.

### 43erégiment d'infanterie de ligne
Le 43e régiment d'infanterie de ligne arrive en Afrique en 1845 qu'il quitte en 18?? (en 1850 au plus tôt).
1845
Le 43e régiment de ligne débarque en Algérie.
1846
1847
1848
1849
Du 16 juillet au 26 novembre, le régiment participe au siège et à la prise de Zaatcha
1850

### 44erégiment d'infanterie de ligne
Le 44e régiment d'infanterie de ligne arrive en Afrique en 1844 qu'il quitte en 18?? (en 1850 au plus tôt).
1844
Le 44e régiment de ligne débarque en Algérie.
1845
1846
1847
1848
1849
1850

### 47erégiment d'infanterie de ligne
Le 47e régiment d'infanterie de ligne arrive en Afrique en septembre 1835 qu'il quitte en août 1839.
1835
C'est en 1835 que le 47e régiment de ligne est appelé à faire partie de l'armée d'Afrique. Il arrive à Oran le 2 septembre et entre immédiatement en campagne.
Du 25 novembre au 13 décembre, il est affecté à la 4e brigade du colonel Combes et participe à l'expédition de Mascara. Le 3 décembre, alors que la 4e brigade forment l'arrière-garde, elle est assaillie par 3 000 cavaliers Arabes qui s'acharnent particulièrement sur les bataillons des 47e et 66e régiments, mais ces troupes ne sont pas ébranlées un seul instant.
1836
Le régiment fait partie de la colonne qui marche d'Oran, le 7 avril, vers l'embouchure de la Tafna, et arrive, le 14, à Gazer. Le 15, au moment où la colonne se met en marche pour se porter à l'embouchure de la Tafna , elle soutient un engagement très vif contre les troupes d'Abd-el-Kader.
 Un bataillon du 47e de ligne, sous les ordres du colonel Combes, fait partie de l'expédition sous les ordres du général Bugeaud, dans la province d'Oran et prend part, le 6 juillet, au combat de la Sikkak. Dans cette journée, les troupes françaises se précipitèrent sur la réserve qu'Abd-el-Kader conduisait en personne. Il laissa 1 200 à 1 500 morts ou blessés sur le champ de bataille ainsi que beaucoup de chevaux, d'armes et six drapeaux.
 Le 47e participe aux opérations dirigées sur la Mina par le général Létang prend part, le 12 octobre 1836, au combat de Madéra, et contribue à la défense du poste de la Tafna, le 8 novembre. Sept à huit cents Kabaïles, dans le but de surprendre le fort Mustapha, à la Tafna, s'embusquent pendant la nuit à une petite distance de cet ouvrage contre lequel ils dirigent, à la pointe du jour, un feu très nourri. La garnison riposte si bien, qu'en peu d'instants elle force l'ennemi à se retirer après avoir eu 25 à 30 tués. 
Du 2 novembre au 4 décembre 1836, le régiment fait partie de la colonne, partie d'Oran, qui ravitaille Tlemcen. Dans son retour à Oran, elle est attaquée, le 5 décembre, au défilé de la Chair. L'ennemi est vigoureusement reçu, et la 1re brigade ayant pris l'offensive, le repousse sur tous les points en lui faisant éprouver des pertes considérables.
1837
Les 22 et 23 septembre, le 47e de ligne contribue à la défense du camp de Medjez Amar. Rattaché à la 4e brigade du général Bro, deux bataillons du régiment prennent part à la seconde expédition de Constantine, du 6 au 13 octobre. Le 7 octobre, la brigade repousse les Arabes venus du camp d'Ahmed Bey. Dans la nuit du 10 au 11 octobre, le 47e, de garde à la tranchée, repousse vigoureusement l'ennemi à la baïonnette. À l'assaut de Constantine, le 13 octobre, les colonnes d'attaque sous les ordres du duc de Nemours, s'élancent successivement sur la brèche. Trois cents hommes du 47e régiment font partie de la seconde colonne commandée par le colonel Combes. L'ennemi oppose la résistance la plus acharnée. Le colonel Combes, frappé d'un coup mortel pendant l'assaut, descend de la brèche et dit avec un calme et une résignation qui sont admirés de tous : « « Ceux qui ne sont pas blessés mortellement pourront se réjouir d'un aussi beau succès. Pour moi, je suis heureux d'avoir pu faire encore quelque chose pour le Roi et pour la France ». À peine a-t-il prononcé ces nobles paroles qu'il tombe, et le 13 octobre il rend le dernier soupir.
 Après la prise de Constantine, le 47e régiment est envoyé à Bône et ensuite à Alger.
 Le 47e régiment d'infanterie de ligne rentre en France dans les premiers jours du mois d'août 1839.

### 48erégiment d'infanterie de ligne
Le 48e régiment d'infanterie de ligne arrive en Afrique avec les premières troupes de l'expédition de 1830. Il rentre en France fin décembre de la même année.
Il est rappelé de nouveau en Afrique en avril 1837 et rentre en France en 1845.
1830
Le 48e régiment de ligne, appelé à faire partie de l'expédition d'Alger en 1830, prend part à la bataille de Staoueli, le 19 juin et à l'investissement, au siège et à la prise d'Alger, du 30 juin au 5 juillet.
 Au mois de décembre il rentre En France.
1837
Retourné en Afrique au mois d'avril 1837, le 48e fait partie d'une expédition qui a pour but de châtier les Isser et les Amraouas. Il prend part aux combats qui sont livrés contre ces tribus, les 18 et 19 mai. Après ces engagements, 420 hommes ou régiment sont laissés avec d'autres fractions de corps à Boudouaou pour former la garnison de ce poste. Cette garnison, attaquée avec impétuosité, le 26 mai, par 4 000 à 5 000 Kabaïles, dont 1 000 cavaliers, les repousse partout.
 Affecté à la division d'Alger, 120 hommes du 48e et du 11e régiment prennent part au combat du 24 mai, en avant du blockhaus d'Ouled Yaïch. 
Le 28 mai, la garnison de Boudouaou attaque et met en déroute un nombre assez considérable de Kabaïles.
1838
Le 48e fait partie de la division d'Alger.
1839
Le 48e fait partie de la division d'Alger.
1840
Le 48e fait partie de la division d'Alger sous les ordres du général Changarnier. 
Du 18 au 20 avril, deux bataillons du 48e, sous les ordres du maréchal Valée, prennent part à l'expédition sur le Fondouk. 
Du 26 avril au 22 mai, un bataillon, rattaché à la 2e brigade du général Rumigny fait partie de l'expédition de Médéa. Le 30 avril, les troupes du général Rumigny sont vivement attaquées lors du combat de l'Oued Ger. L'engagement est soutenu et après deux heures de combat, la cavalerie arabe, découragée, cesse son feu et se retire avec de grandes pertes. Le 12 mai, un bataillon du 48e prend part à l'attaque et à la prise du col de Mouzaïa. Le 30 mai, au retour de Médéa il participe au combat du bois des Oliviers.
 Du 4 juin au 4 juillet, le 48e fait partie de l'expédition de Miliana. Au combat du 15 juin, près du bois des Oliviers, il se précipite sur l'ennemi, le chasse des ravins la baïonnette dans les reins, et le disperse dans toutes les directions.
Du 1er au 7 octobre, le régiment participe à l'expédition dirigée dans la vallée du Cheliff jusqu'à Miliana.
 Du 26 octobre au 22 novembre le 48e prend part aux opérations de la campagne d'automne dans la province de Tittery.
1841.
Le 21 mars, des Hadjoutes s'étant approchés de Coléah, 100 hommes d'infanterie du 48e et un peloton de gendarmes maures en sortent brusquement, met les ennemis en fuite et ramène 179 têtes de bétail et 2 prisonniers. du 1er au 8 avril, le régiment, sous les ordres du duc de Nemours, concourt à la campagne du printemps en faisant partie de la colonne chargée de ravitailler Médéa. Du 27 avril au 9 mai, il coopère ensuite à un second ravitaillement de cette ville et à celui de Miliana. Il se trouve aux engagements qui ont lieu pendant ces expéditions, les 3 avril, 3 et 5 mai.
1842
Rattaché à la division d'Alger, le 48e fait partie, au mois d'avril, de l'expédition contre les Beni-Menacer. Du 16 au 17 mai, le régiment fait aussi partie de l'expédition dirigée dans le bois des Karessa. Le régiment participe ensuite, sous les ordres du général Changarnier, aux opérations de la campagne du printemps dans la province d’Alger. 
Un bataillon du 48e sous les ordres du général de Bar, concourt, dans le mois de juillet, à une expédition exécutée dans la province de Tittery. Du 29 septembre au 16 octobre, sous les commandement du gouverneur général, le régiment fait partie de l'expédition dans l'Est de la province d'Alger (ex-califat de Ben-Salem). Le 5 octobre, les deux bataillons formant l'arrière-garde étant attaqués par la cavalerie d'Ahmed Ben-Salem et un certain nombre de fantassins Arabes, le 48e reçoit l'ordre d'aborder l'ennemi à la baïonnette. À la tête de ses troupes, le colonel Leblond charge la position des Kabaïles, qui est culbuté et mis en fuite mais le colonel est tué.
En novembre et décembre, le régiment concourt à l'expédition de l'Ouarsenis.
1843
En janvier, février et mars, le 48e de ligne prend part à l'expédition dirigée contre les Beni-Menacer, entre Cherchell et Tenez.
 Le régiment participe aux opérations de la colonne de Cherchell, du 11 au 12 avril. En mai et en juin, le régiment fait partie de l'expédition de l'Ouarsenis, sous les ordres du général Changarnier.
1844
Le 14 août 1844, le régiment est engagé à la bataille d'Isly ou il se couvre de gloire.
1845
Le 48e régiment d'infanterie de ligne quitte l'Algérie en 1845.

### 49erégiment d'infanterie de ligne
Le 49e régiment d'infanterie de ligne arrive en Afrique avec les premières troupes de l'expédition de 1830. Il rentre en France fin décembre de la même année.
1830
Le 49e régiment de ligne, appelé à faire partie de l'expédition d'Alger en 1830, prend part à la bataille de Staoueli, le 19 juin et à l'investissement, au siège et à la prise d'Alger, du 30 juin au 5 juillet.
Le 25 juillet, le régiment participe à l'expédition de Bône. Il débarque sans obstacle dans le port, le 2 août, et prend possession de la ville.
 Dans les journées des 6 au 11 août, le régiment chargé de défendre deux redoutes en avant de la ville repousse les attaques ennemies. Le général Damrémont, qui commandait cette expédition, ayant reçu, le 15 août, l'ordre d'abandonner la place de Bône et ramene alors les troupes à Alger.
 Le régiment rentre en France à la fin de l'année 1830.

### 51erégiment d'infanterie de ligne
Le 51e régiment d'infanterie de ligne arrive en Afrique en 1846 qu'il quitte en 1850.
1846
Le 51e régiment d'infanterie de ligne arrive en Afrique.
1847
1848
1849
Le régiment s'illustre lors de l'expédition de Kabylie et du siège de Zaatcha.
1850
Le 51e régiment d'infanterie de ligne quitte l'Afrique

### 53erégiment d'infanterie de ligne
Le 53e régiment d'infanterie de ligne arrive en Afrique en juin 1840 qu'il quitte en 1849.
1840
Les 19 et 20 juin 1840, le 53e régiment de ligne embarque pour Alger.
 En octobre et en novembre, il fait la campagne d'automne dans la province de Tittery.
1841
Affecté dans la province de Tittery, le 53e prend part à la campagne du printemps, au ravitaillement de Médéa, du 1er au 8 avril. Dans un engagement qui a lieu le 3, il contribue à battre et à disperser les ennemis. 
Du 27 avril au 9 mai, le régiment fait partie de la colonne de ravitaillement de Médéa et de Miliana. Il se trouve aux engagements qui ont lieu pendant ces expéditions, les 3, 4 et 5 mai. Du 18 mai au 2 juin, le 53e, sous les ordres du général Baraguey-d'Hilliers, concourt à l'expédition de Boghar et de Thaza.
1842
En avril 1842, le 53e fait partie de l'expédition dirigée contre les Beni-Menacer.
 En novembre et en décembre, sous les ordres du gouverneur général, le régiment fait partie de l'expédition de l'Ouarsenis.
1843
Le 53e régiment fait partie de la garnison de Miliana, et prend part, en février, à l'expédition contre les tribus des Beni-Ferrach et des Beni-Menacer.
 Alors en garnison au camp de Theniet El Had, il concourt à la razzia du 29 juin chez les Beni-Meda.
1844
Le 17 mai 1844 le régiment s'illustre au combat d'Ouarez-Eddin puis durant l'expédition contre le Maroc, lors de la bataille d’Isly le 16 août et enfin lors l'expédition contre les Flitta-el-Bahr, du 17 au 28 octobre.
1845
1846
1847
1848
1849
Le régiment rentre en France dans le courant de l'année 1849.

### 54erégiment d'infanterie de ligne
Le 54e régiment d'infanterie de ligne arrive en Afrique en février 1853 et rentre en France métropolitaine en octobre 1857.
- 1853

Le régiment débarque à Arzew en février.
- 1854

- 1855

- 1856

- 1857

En juin, il participe à la campagne de Kabylie et à la bataille d'Icheriden

En octobre, il retourne en France métropolitaine

### 55erégiment d'infanterie de ligne
Le 55e régiment d'infanterie de ligne arrive en Afrique en mai 1832 qu'il quitte en juillet 1834.
1832
Le 55e régiment de ligne débarque à Bône en mai 1832, où il reste en garnison.
1833
Le régiment de ligne en poste à Bône jusqu'à son retour en France. 
 Néanmoins il se trouve au combat du 13 mars, en avant de cette ville, puis il concourt à l'expédition contre les Ouled Attia, le 22 avril suivant. 
Les 1er et 2e bataillon regagnent la France en novembre 1833.
1834
Toujours en garnison à Bône le 3e bataillon rentre en France en juillet 1834.

### 56erégiment d'infanterie de ligne
Le 56e régiment d'infanterie de ligne arrive en Afrique en mars 1841 qu'il quitte en 1848.
1841
Le 56e de ligne embarque pour l'Afrique en mars 1841. Du 18 mai au 3 juin, il fait partie de l'expédition de Tagdempt dans la province d'Oran.
1842
Du 6 au 14 mars, le régiment participe à une expédition dirigée de Tlemcen par le général Bedeau, contre Abd-el-Kader qui était établi dans les montagnes de Trara et de Nedroma.
Alors rattaché à la subdivision de Mostaganem, un bataillon du 56e, sous les ordres du général Gentil, fait partie d'une expédition, en décembre 1842, contre les Chearfas et autres tribus, et concourt à l'exécution d'une razzia le 20 décembre.
1843
Rattaché à la division de Mascara, le 56e, sous les ordres du colonel Géry, envoyé, le 6 mars, pour établir un pont sur le Cheliff, repousse une attaque d'une troupe de Kabaïles Beni-Zerouels, au moment de commencer les travaux.
 Le 18 avril, deux bataillons du 56e sont envoyés pour combattre Abd-el-Kader qui a paru dans la plaine d'Eghris.
 Le 2 mai, le 56e atteint la queue d'une colonne émigrante qu'il poursuit depuis plusieurs jours, et fait un butin considérable.
 Du 18 mai à la fin juin, le colonel Géry est envoyé, avec son régiment, faire expédition au sud de Mascara. Le 21 mai, il exécute une razzia sur les Beni-Meniarennes-Thoutat, fait 140 prisonniers et s'empare d'un immense butin en troupeaux, tentes, armes, etc. Le 26 du même mois, il se dirige sur les Ouled Aouf et leur enlève dix grands douars, les tentes et ce qu'elles renferment, 1 500 têtes de bétail, 105 prisonniers. Le 22 juin, le 56e soutient à Djeda un très-beau combat contre Abd-el-Kader et ses troupes régulières. 250 cadavres au moins sont abandonnés par l'ennemi, 140 fantassins et cavaliers réguliers sont faits prisonniers, et en outre, un butin immense reste au pouvoir des troupes françaises.
 Le 12 septembre, le colonel Géry exécute un beau coup de main sur le camp d'Abd-el-Kader, à Assian-Tirsin.
1844
1845
1846
1847
1848

### 58erégiment d'infanterie de ligne
Le 58e régiment d'infanterie de ligne arrive en Afrique en 1840 qu'il quitte en octobre 1847.
1840
Le 58e régiment de ligne est envoyé en Afrique en 1840.
Du 22 avril au 22 mai un bataillon, sous les ordres du général Rumigny, fait partie de l'expédition de Médéa. Le 30 avril, il se trouve au combat de l'Oued-Ger. Le 12 mai , pendant que les colonnes d'attaque s'emparent du col de Mouzaïa, l'arrière-garde, composée du 58e de ligne, du 17e léger et de la Légion étrangère, soutient plusieurs combats contre de nombreux rassemblements de Kabaïles, et leur fait perdre beaucoup de monde.
 Pendant l'expédition de Miliana, une colonne où se trouvaient 400 hommes du 58e est dirigée de Médéa sur Miliana, le 22 juin, et rentre le 26 suivant, après avoir assisté à deux combats près de cette dernière ville.
1841
Le régiment, sous les ordres du duc de Nemours, prend part, du 1er avril au 9 mai, à la campagne du printemps, à deux ravitaillements de Médéa et à celui de Miliana. Pendant cette dernière expédition, le 58e se trouve aux combats des 3, 4 et 5 mai. Du 27 septembre au 30 octobre, il participe à la campagne d'automne dans la province de Tittery.
1842
Alors en garnison de Miliana, 300 hommes du 58e, sous les ordres du lieutenant-colonel Saint-Arnaud, commandant de la place, font partie, du 12 au 18 juillet, d'une expédition dans l'ouest du kalifat de Miliana.
 Au mois d'octobre suivant, le 51e prend part à une autre expédition dirigée contre les montagnards du nord de Miliana.
1843
En février, toujours en garnison de Miliana, le régiment fait une expédition contre la tribu de Beni-Ferrach. 
Il prend part aussi, au mois de février, a une expédition contre les Beni-Menacer, aux environs de Cherchell.
 En mai et juin, le régiment est compris parmi les troupes qui, sous les ordres du général Changarnier, font une expédition dans l'ouest de l'Ouarsenis. Le 18 mai, la colonne, ayant atteint la pointe est de l'Ouareusenis, l'avant-garde culbute les Kabaïles, qui font leur soumission le 20. Cette opération a eu pour résultat 200 prisonniers et la prise d'un immense troupeau mais elle couta la vie au colonel Illens du 58e
1844
1845
1846
1847
Le 58e régiment d'infanterie de ligne arrive quitte l'Afrique en octobre 1847.

### 59erégiment d'infanterie de ligne
Le 59e régiment d'infanterie de ligne arrive en Afrique en septembre 1833 qu'il quitte en décembre 1836.
1833
Désigné pour faire partie de l'expédition de Bougie, le 59e régiment de ligne, part de Toulon le 22 septembre 1833, et débarque, le 29, sur la rade de cette place, sous le leu de l'ennemi. Il s'empare de la Kasbah, des forts Moussa et Abd-el-Kader, et de toutes les hauteurs qui sont vigoureusement défendues par une partie des habitants et les Kabaïles du voisinage. Après s'être emparé de la position de Boali les troupes françaises y construisent un blockhaus. Le 12 octobre, elles font une attaque contre le mont Gouraya et enlèvent cette position importante. Le caporal Gauthier, des grenadiers du 1er bataillon du 59e, y parvient le premier et arbore le drapeau tricolore sur le marabout. Le régiment contribue à repousser les attaques des Arabes aux avant-postes, les 24 et 25 octobre.
1834
Le 2 mars 1834, la garnison de Bougie, composée 750 hommes du 59e, du 3e chasseurs, des zouaves, de l'artillerie, sous le commandement du chef de bataillon Duvivier, exécute une grande reconnaissance aux environs de la place. 
Le 23 avril, les Kabaïles attaquent 150 travailleurs du 59e, occupés au contre-fort de Mouzaïa, et blessent deux officiers et trois hommes. Le commandant sort avec 230 hommes du 59e de ligne qui poursuivent les Kabaïles jusqu’au village d'Aïn-Onneun, et, après un feu très-vif de mousqueterie, ils sont repoussés, laissant beaucoup de morts sur le terrain.

Le 10 octobre, l'ennemi attaque sur toute la ligne. Le blockhaus Salem, commandé le sous-lieutenant Mahout, du 59e, est l'objet des plus grands efforts et du plus vif acharnement.
1835
Alors en poste à Bône, 100 hommes du 59e de ligne font une expédition contre les Beni Salah, les 3 et 4 octobre 1835.
l836
En novembre 1836, 1 270 hommes du 59e de ligne participe à la première expédition de Constantine. Le 23 de ce mois, le général Trézel, attaqué du côté de Mansourah, fait repousser vivement les Arabes par le 59e. Dans la nuit du 23 au 24 le régiment concourt avec le 63e à l'attaque de la porte d'El-Kantara.

Au retour de la première expédition de Constantine, le 59e de ligne rentre en France.

### 61erégiment d'infanterie de ligne
Le 61e régiment d'infanterie de ligne arrive en Afrique en octobre 1837 qu'il quitte en décembre 1846.
1837
En octobre 1837, le 61e de ligne quitte la France et débarque à Bône, d'où il est ensuite dirigé sur Philippeville.
1838
En garnison à Philippeville.
1839
En garnison à Philippeville.
1840
Alors en poste dans la province de Constantine, un bataillon du 61e prend part, le 2 février, à une expédition contre les Beni-Saaks et les Beni-Duelban, puis du 16 au 25 avril à une autre expédition, contre les Aractas.

Le 1er septembre, un bataillon du régiment se trouve au combat de Merjazergha, près Sétif.
 Le 13 du même mois, une colonne sous les ordres du colonel Josse, du 61e, livre un combat au pied du col d'Ouled-lbrahim.
1841
Le 22 mars 1841, un détachement de spahis et 4 compagnies du 1er bataillon du 61e, sous les ordres du commandant Michelot partent de Sétif, pour châtier les Ouled-Skemedia. 
Quelque temps après, 400 hommes du 61e, sous le commandement du lieutenant-colonel Canneau concourent à une expédition contre la tribu des Ouled-Selem.
1842
Le 26 août, le régiment fait partie de l'expédition dirigée par le général Sillègue, contre la tribu des Ouled-Ben-Gassem, qu'on trouve complètement abandonnée. La colonne se porte alors sur la tribu des Hanenchas ou elle trouve des forces ennemies considérables, qu'elle attaque. Le combat dure pendant près de quatre heures. L'ennemi perd plus de 80 morts et plus de 100 blessés.
1843
Du 12 au 22 février, le régiment fait partie de l'expédition contre les Zerdezas, puis contre celle de l’Edough du 22 de ce mois au 14 mars. Dans la nuit du 2 au 3 mars, 3 compagnies de grenadiers du 61e, sous les ordres du commandant Montagnac, reçoivent l'ordre d'aller investir et d'amener mort ou vif Si-Zerdoud caché à 3 lieues du camp, dans les montagnes de Collo qui est finalement tué en fuyant.
 Du 7 avril au 14 mai, le 61e concourt à l'expédition de Collo. 
Du 23 mai au 1er août, 6 compagnies d'élite du 61e font partie de l'expédition contre les Hanenchas et El-Hasnaoui. Le 24 mai, la seconde colonne, commandée par le colonel Herbillon, du 61e, rencontre les troupes d'El-Hasnaoui, mais les troupes françaises, les chassent de toutes ses positions et s'établissent sur l'Oued-Rhizen.
1844
1845
1846
Le 61e régiment d'infanterie de ligne quitte l'Algérie en décembre 1846.

### 62erégiment d'infanterie de ligne
Le 62e régiment d'infanterie de ligne arrive en Afrique en juin 1836 qu'il quitte en décembre 1841.
1836
Le 62e régiment de ligne débarque en Afrique, sur la plage de la Tafna, le 6 juin 1836. Le 12 juin, il se trouve au combat durant l'expédition commandée par le général Bugeaud dans la province d'Oran, avec deux autres régiments. 
Le 6 juillet, au combat de la Sickack, le 62e et un demi-bataillon d'Afrique chargent les Arabes qui attaquaient le convoi, et les précipitent dans le ravin en leur faisant éprouver des pertes considérables.
 En novembre 1836, 1 607 hommes du 62e, rattachés à la 3e brigade du colonel Levesque, font partie de l'expédition de Constantine.
1837
1838
1839
Affecté dans la province d'Alger, le régiment prend part à l'engagement du 10 décembre, entre le camp de L'Arba et le cours de l'Arach.
Passé en garnison au camp de Sétif, dans la province de Constantine, deux compagnies d'élite du 62e font partie d'une expédition contre les Ouled-Nibotz.
1840
Le 2 février 1840, un bataillon du 62e fait partie d'une expédition commandée par le colonel Lafontaine, contre les Beni-Saak et les Beni-Duelkan.
 Le 21 avril, le régiment participe à une expédition dirigée contre la tribu des Ouamars, et se trouve au combat livré à quatre lieues de Sétif. 
Après cette expédition, le 62e est envoyé à Philippeville.
1841
Le 1er avril 1841, une colonne quitte de Philippeville, pour châtier le cheik Ben-el-Lakal, de la tribu des Zerdezas. Le 12 septembre, 300 hommes du 62e participe à l'expédition pour châtier les Kabaïles. Le 13, la colonne engage, pendant quatorze heures, des combats et taille en pièces les groupes ennemis qui ne peuvent lui échapper.

Le 62e régiment d'infanterie de ligne rentre en France au mois de décembre 1841.

### 63erégiment d'infanterie de ligne
Le 63e régiment d'infanterie de ligne arrive en Afrique en avril 1835 qu'il quitte en juillet 1839.
1835
Le 63e régiment de ligne débarque en Afrique au mois d'avril 1835.
 Du 18 au 22 octobre, il prend part, dans la province d'Alger, à une expédition dans la Mitidja et du 25 novembre au 13 décembre, dans la province d'Oran ou il concourt à l'expédition de Mascara.
1836
En poste dans la province d'Alger, le 63e fait partie d'une expédition dirigée vers Médéa et se trouve au combat du 2 avril, au passage du col de Mouzaïa, et le 4 du même mois, il arrive à Médéa.
 En novembre 1836, 1 300 hommes du régiment participent à l'expédition de Constantine. Dans la journée du 24, pendant la retraite, l'arrière-garde soutient l'attaque de toute la garnison de Constantine et des cavaliers des tribus voisines. Mais le 63e régiment et le bataillon du 2e léger, soutenus par les chasseurs d'Afrique , repoussent toutes les attaques, font éprouver de grandes pertes à l'ennemi.
1837
Du 23 au 26 février, le régiment effectue une reconnaissance vers l'Arbah sous le commandement du colonel Maximilien Joseph Schauenburg.
1838
En 1838 le régiment reste à Alger.
1839
Le 63e régiment d'infanterie de ligne rentre en France en juillet 1839.

### 64erégiment d'infanterie de ligne
Le 64e régiment d'infanterie de ligne arrive en Afrique en septembre 1841 qu'il quitte en octobre 1847.
1841
Le 13 septembre 1841, le 64e régiment de ligne débarque à Alger.
1842
Alors en poste dans la province d'Alger, le régiment fait partie de l'expédition dirigée contre les Beni-Menacer, en avril 1842. 
 Le régiment fait l'expédition du printemps sous les ordres du général Changarnier et prend part, le 5 juin, à un combat d'arrière-garde livré par le colonel Leblond, du 48e RI, dans lequel il est secondé par le colonel Picouleau et le chef de bataillon Helliès, tous deux, du 64e. Dans un autre combat, le commandant Helliès, fait un retour offensif qui décourage l'ennemi pour le reste de la journée.
 Alors en garnison de Miliana, 300 hommes du 64e, sous les ordres du lieutenant-colonel Saint-Amand, concourent à une expédition dans l'ouest du califat de Miliana, du 12 au 18 juillet.
 Du 29 septembre au 16 octobre, sous le commandement du gouverneur général, le régiment fait partie de l'expédition dans l'est de la province d'Alger. Le 5 octobre, un bataillon du 64e prend part au combat dans lequel est tué le colonel Leblond du 48e RI.
 En octobre, le régiment se trouve compris parmi les troupes de l'expédition dirigée contre les montagnards du nord de Miliana. Dans la nuit du 10 au 11 octobre, ces Arabes sont enveloppés, et après un combat très-difficile, les troupes françaises s'emparent de leurs villages, d'une partie de leurs troupeaux et d'une cinquantaine de prisonniers.
 En novembre et décembre, le 64e prend part à une expédition dirigée par le gouverneur général dans l'Ouarensenis. Le 9 décembre, le 64e contribue à mettre en déroute les Arabes qui entouraient la colonne.
1843
En février 1843, le régiment concourt à une expédition contre la tribu des Beni-Ferruch. 
Dans ce même mois, il fait partie de l'expédition dirigée contre les Beni-Menacer, dans les environs de Cherchell.
En mai et juin, le régiment fait l'expédition dans l'ouest de l'Ouarsenis, sous les ordres du général Changarnier.
 1 300 hommes des 33e, 64e de ligne et des zouaves sont détachés, le 10 mai, pour faire partie de l'expédition dans laquelle le duc d'Aumale prend la smala d'Abd-el-Kader, le 16 mai 1843.
1844
1845
1846
1847
Le 64e régiment d'infanterie de ligne retourne en France en octobre 1847.

### 66erégiment d'infanterie de ligne
Le 66e régiment d'infanterie de ligne arrive en Afrique en avril 1832 qu'il quitte en août 1836.
1832
Le 3e bataillon du 66e régiment de ligne débarque à Oran en avril 1832; il est suivi du 4e bataillon, qui arrive par détachements dans les mois de juin , juillet et août.
 Alors en garnison à Oran, le parc d'artillerie est attaqué, le 23 octobre, par 500 cavaliers garabas; 200 hommes du 66e et 130 cavaliers du 2e régiment de chasseurs d'Afrique concourent à mettre les Arabes en fuite.
 Le régiment se trouve au combat de Sidi-Chabal. Le 10 novembre, la garnison du fort Saint-Philippe culbute 500 fantassins arabes qui s'étaient jetés, dès le commencement de l'affaire, dans le ravin de Ras-el-Ain.
1833
Le 8 mai le régiment se trouve au combat de Sidi-Kaddour-Deby. Dans la nuit du 7 au 8 mai, une colonne, dont fait partie un bataillon du 66e, sort d'Oran pour marcher contre les Arabes Garabas, et s’empare de leurs camps; la plupart des Arabes s’enfuient, beaucoup sont tués. Dans la marche pour rentrer à Oran, de nouveaux engagements ont lieu, mais les Arabes sont toujours repoussés. Cependant ils font, avec environ 900 cavaliers, une tentative plus sérieuse sur le flanc gauche de la colonne expéditionnaire, mais c’est la dernière et la plus malheureuse de toutes leurs entreprises. Enfoncés de tous côtés, ils perdent un de leurs chefs et couvrent le champ de bataille de leurs morts.
 Des détachements des deux bataillons du 66e font partie de l'expédition d'Arsew et assistent à la prise de possession de ce poste, le 4 juillet. 
 Le 3e bataillon du 66e de ligne et les deux compagnies d‘élite du 4e bataillon du même régiment font partie de l'expédition de Mostaganem. Le 28 juillet, après plusieurs engagements, les troupes françaises prennent possession de cette place. Le 5 août, les Arabes font sur Mostaganem une attaque générale qui dure toute la journée et que la garnison repousse avec vigueur. Les tribus, découragées et ayant subi des pertes énormes, lèvent leur camp et se séparent. Les troupes qui ont coopéré à la prise de Mostaganem y sont laissées comme garnison.
Revenu à Oran, le 66e de ligne, sous les ordres du colonel Létang, fait partie d'une expédition dirigée contre la tribu des Smelas. Le 9 octobre, le 66e fait partie des troupes qui opèrent une reconnaissance sur Meserghin, et se trouve au combat sur le lac Sebgha. 
Les 2 et 3 décembre, il prend part à l'expédition contre les Bordgia et au combat de Tamezouat, le 3 décembre.
1834
En 1834, le régiment reste à Oran et Mostaganem.
1835
Le 26 juin 1835, lors du combat de Mouley-lsmaël, le 66e contribue à soutenir l'avant-garde dans la défense qu’elle oppose aux tirailleurs ennemis.
 À celui de la Macta, le 28 juin, le régiment, qui fait l'arrière-garde, contribue également à repousser les Arabes.
Du 25 novembre au 13 décembre, le 3e bataillon du 66e de ligne prend part à l’expédition de Mascara. Le 3 décembre, la 4e brigade, formant l'arrière-garde, est assaillie par 3 000 cavaliers qui s‘acharnent particulièrement sur les bataillons des 47e et 66e de ligne, mais ces troupes font face aux attaques et les repoussent toutes.
1836
En janvier et février 1836, le régiment, rattaché à la 2e brigade fait partie de l’expédition de Tlemcen. Le 26 janvier, un combat a lieu au pied de la montagne de Seba-Choukh, entre une compagnie du 66e, des sapeurs du génie et un grand nombre de Kabaïles mêlés à quelques cavaliers qui essaient, avec une audace remarquable, de s'emparer de cette position. 
Le 7 avril, 300 hommes du 66e se trouvent parmi les troupes qui marchent d’Oran, vers l'embouchure de la Tafna, et arrivent, le 14, à Gazer. Le 15, au moment où la colonne se met en marche pour se porter à l'embouchure de la Tafna, elle soutient un engagement très vif contre les troupes d'Abd-el-Kader, qui se défendent vigoureusement et ne cèdent qu’après avoir éprouvé des pertes considérables. Dans la même journée, la colonne prend position au débouché des gorges, sur la Tafna. Le 16, elle établit, près de l’embouchure de cette rivière, un camp retranché. Le 25 avril, dans une reconnaissance sur le mont Telgoat, les Français découvrent des forces considérables que l'émir a réunies sur ce point. 10 000 Arabes, arrivent de toutes les directions. Aussitôt un mouvement rétrograde est commandé et la marche se fait en bon ordre, mais sous une grêle de balles. Les Arabes combattent avec acharnement; les tirailleurs du 17e léger et du 66e de ligne, un escadron de chasseurs à cheval et une compagnie du 47e se trouvent pèle-mêle avec les fantassins et les cavaliers ennemis, qui éprouvent une perte immense évaluée à plus de 2 000 hommes.

Le 66e régiment de ligne rentre en France au mois d'août 1836.

### 67erégiment d'infanterie de ligne
Le 67e régiment d'infanterie de ligne est organisé en Afrique dans le courant de l'année 1831. Il quitte l'Afrique pour la France en avril 1835.
1831
Le régiment est organisé au cours du 1er semestre 1831
Du 25 juin à la fin de juillet, le 67e régiment, à peine organisé, fait partie de l'expédition de Médéa, sous les ordres du général Berthezène. Le 1er juillet, il se trouve au combat sur le plateau d'Ouara.
1832
Le 2 octobre, le régiment prend part au combat de Bouffarick.
1833
Les 3 et 4 mai, le 67e fait partie d'une expédition dirigée contre les Bouyagueb et les Guerouaou. Le 4 mai, il contribue à repousser les Arabes au passage du défilé de Bouffarick.
En septembre, 2 bataillons du 67e se trouvent à l'expédition de Coléah , en septembre.
1834
Le régiment se trouve aux combats des 5 et 8 décembre, à Bougie.
1835
Du 5 au 9 janvier, il fait partie d'une expédition dirigée contre les Hadjoutes.
 Au mois d'avril, il rentre en France.

### 108erégiment d'infanterie de ligne
Le 108e régiment d'infanterie de ligne est l'ancien 8e régiment d'infanterie provisoire débarqué en Algérie le 23 juin 1871.
1872, 1873 et 1874
Le 108e régiment d'infanterie de ligne occupe successivement, par fractions détachées, Alger, Oran, Dellys, Palestro, Tizi Ouzou, Draâ El Mizan, Miliana et Theniet El Had.

Le 7 octobre 1874, le régiment s'embarque pour Toulon, où il débarque le 10 du même mois.
1880 à 1886
Au mois d'octobre 1880, le 3e bataillon est envoyé maintenir l'ordre colonial en Algérie, en rejoignant Dellys.
Ce bataillon fut concentré à Tiaret pour faire partie de la colonne Brunetière, chargée de comprimer l'insurrection du sud Oranais. Il resta en observation dans cette place jusqu'au mois de février 1882, et alla ensuite tenir garnison à Miliana qu'il quitta en 1884 pour tenir garnison à Orléansville en 1885. 
Le bataillon quitte l'Algérie en juin 1886.

## Infanterie légère

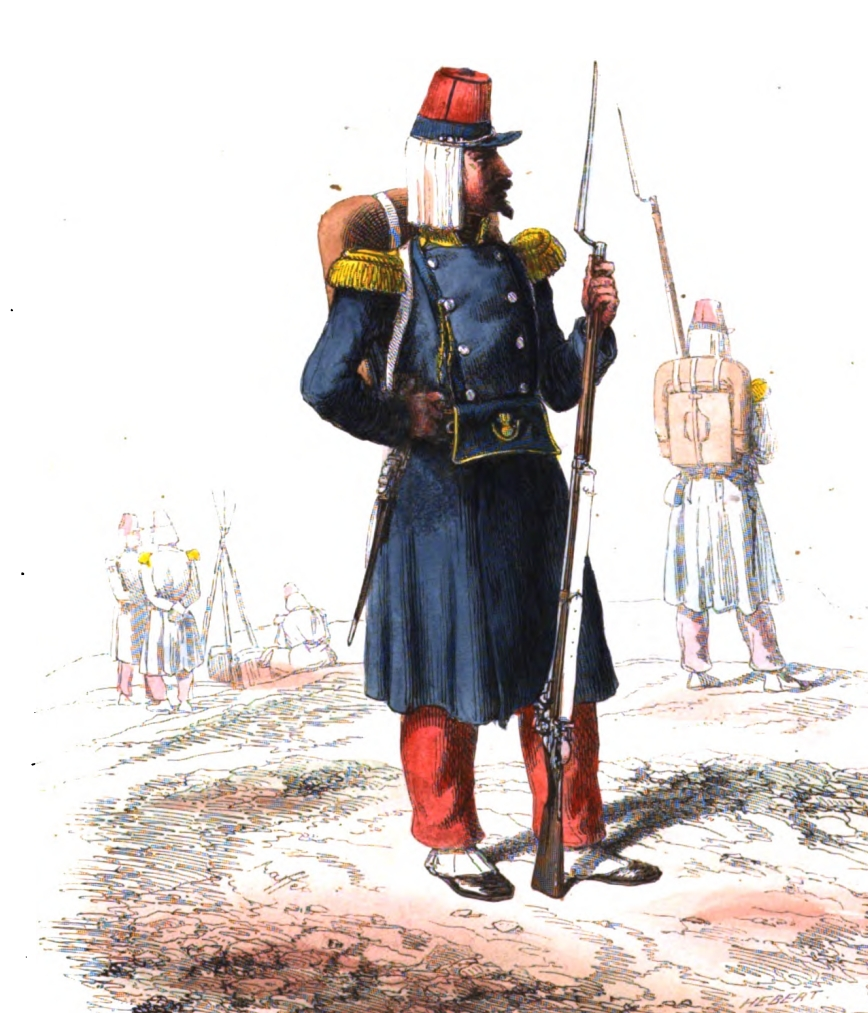
Infanterie légère, voltigeurs

### 1erléger
Le 1er régiment léger arrive en Afrique avec les premières troupes de l'expédition de 1830. Il rentre en France en octobre de la même année.
1830
Le premier bataillon du 1er régiment d'infanterie légère fait partie de l'expédition d'Alger, en 1830 et prend part aux combats de Dely-Ibrahim et Sidi-Kalef du 24 au 29 juin ainsi qu'à l'investissement, au siège et à la prise d'Alger, du 30 juin au 5 juillet. 

Le 1er régiment d'infanterie légère rentre en France fin octobre 1830.

### 2eléger
Le 1er bataillon du 2e régiment léger arrive en Afrique avec les premières troupes de l'expédition de 1830. Il rentre en France en novembre 1830. 
 L'ensemble du 2e régiment d'infanterie légère, envoyé en Afrique au mois d'octobre 1835. Il rentre en France en novembre 1840.
1830
Le premier bataillon du 2e régiment d'infanterie légère, débarque en Afrique le 14 juin 1830, et contribue, le même jour, à enlever les batteries de Sidi-Ferruch. 
Le 19 juin, le régiment se trouve à la bataille de Staoueli, puis aux combats de Dely-Ibrahim et Sidi-Kalef les 24 au 29 juin ainsi qu'à l'investissement, au siège et à la prise d'Alger, du 30 juin au 5 juillet. 
 Ce bataillon rentre en France en novembre 1830.
1835
Le 2e régiment d'infanterie légère est envoyé en Afrique en mois d'octobre 1835.
Du 25 novembre au 13 décembre, il fait partie de l'expédition de Mascara et se trouve au combat sur le Sig le 1er décembre et au combat et au passage du bois de l'Habrach le 2 jours plus tard.
1836
En janvier et février 1836, le régiment concourt à l'expédition de Tlemcen. En poste dans la [province d'Alger], un détachement du 2e léger fait partie, du 1er au 3 mars, d'une reconnaissance dirigée le long de la Chiffa et dans la direction de Coléah.
En novembre, le 3e bataillon du 2e léger participe de l'expédition de Constantine. Le 24, premier jour de la retraite, le bataillon du 2e léger et le 63e de ligne, formant l'arrière-garde, repoussent les attaques de toute la garnison de Constantine et d'un grand nombre de cavaliers arabes auxquels ils tuent beaucoup de monde. Le 25, l'armée campe à Sued-Talaga, repoussant toujours avec succès les attaques réitérées des Arabes.
1837
Le 7 février, 300 hommes du 2e léger font partie d'une expédition contre les Hadjoutes dans la province d’Alger. Du 23 au 26 du même mois, le régiment se trouve parmi les troupes qui opèrent une reconnaissance sur l'Abra. 
Dans le but de châtier les Isser et les Amraouas, une colonne part le 17 mai au soir, de la position de Boudouaou, franchit le col au point du jour, malgré la résistance des Kabyles de Beni Aïcha. Le commandant La Torre fait enlever toutes les crêtes par les troupes d'élite, et, arrivé dans la plaine, met en fuite les Isser et les Amraouas.
Après ces affaires, 500 hommes du 2e léger, 420 du 48e de ligne, 50 chasseurs, etc., sont laissés au poste de Boudouaou, sous les ordres du commandant La Torre. Le 26 mai, au lever du jour, ce poste est attaqué par 4 000 à 5 000 Kabyles dont 1 000 cavaliers qui sont partout repoussés. Cependant, profitant de sa supériorité numérique, il enveloppe de tous côtés le commandant La Torre, qui fait charger les voltigeurs du 2e léger. Les Arabes sont rejetés dans un ravin où ils perdent beaucoup de monde.
 Les 22 et 23 septembre, le 47e régiment de ligne et 2 compagnies du 2e léger font partie de la colonne qui, sous les ordres du colonel Lamoricière, repousse les attaques des Kabyles contre le camp de Medjez Amar.
En octobre le 1er bataillon du 2e léger fait partie de la seconde expédition de Constantine.
1838
Le régiment reste en garnison.
1839
En octobre et en novembre 1839, le régiment participe à l'expédition des Portes de Fer. Le 31 octobre, les cavaliers arabes s'étant montrés derrière l'arrière-garde française formée par le 2e léger, ils commencent leur feu contre l'infanterie qui couvre le convoi, et viennent ensuite s'établir sur un mamelon qui domine la plaine. À cet instant, le 3e de chasseurs reçoit ordre de gravir cette hauteur et de tourner la gauche des Arabes pour les rejeter dans le ravin. Deux compagnies d'élite du 2e léger sont chargées d'appuyer ce mouvement et de s'établir sur la hauteur. Les Arabes sont bientôt culbutés. Deux bataillons du régiment se trouvent au combat du 31 décembre entre le camp supérieur de Blida et la Chiffa, contre les troupes régulières d'Abd-el-Kader. Celles-ci sont abordées à la baïonnette par les 2e léger et 23e de ligne. Les drapeaux du califat d'Abd-el-Kader, une pièce de canon, les caisses des tambours arabes et 400 fusils sont pris et 300 cadavres de fantassins réguliers sont pris par les troupes françaises.
1840
Dans la matinée du 29 janvier 1840, à Blida, les califats d'Abd-el-Kader essaient de surprendre les soldats qui se rendent aux travaux. Le 2e léger contribue à les refouler dans le bois Sacré et à les mettre en fuite après leur avoir fait éprouver des pertes considérables. 
Du 12 au 21 mars, deux bataillons du 2e léger font partie de l'expédition de Cherchell.
Du 26 avril au 22 mai, ils font aussi partie de l'expédition de Médéa. Le 8 mai, après le passage de l'oued Nador, 4 compagnies du 2e léger enlèvent, les hauteurs qui bordent l'oued el Hachem, fortement occupées par les Kabaïles.
Le 12 mai, deux bataillons du 2e léger prennent part à l'attaque et à la prise du col de Mouzaîa. Au retour de Médéa, le 20 mai, le 2e léger se trouve au combat du bois des Oliviers.
Du 4 juin au 4 juillet, le régiment fait partie de l'expédition de Miliana.
 Le 12 juin,
après avoir quitté cette ville, la colonne rencontre une masse de Kabyles soutenus par deux bataillons réguliers. Le 2e léger, lancé sur ces Arabes, les culbute et leur tue un grand nombre d'hommes. Le 15, il se trouve au combat du bois des Oliviers.
Le 25, des tirailleurs ennemis ayant attaqué l'arrière-garde, sont repoussés par ceux du 2e léger qui leur font éprouver des pertes considérables, leur enlèvent des armes et tuent un porte-drapeau.
Du 26 au 30 août, le régiment prend part à une expédition sur Médéa. Le 27, la colonne repousse les attaques à Boudouaou et au passage de l’oued Messaoud. Dans la journée du 28, quelques Arabes engagent le combat avec le 2e léger qui forme l'arrière-garde. Le 29, près des mines de cuivre, au col de Mouzaïa, le 2e léger et 150 tirailleurs exécutent une charge à la baïonnette, à la suite de laquelle l'ennemi
est renversé et mis en fuite, laissant sur le terrain de 80 à 100 morts presque tous tués à coups de baïonnette.

Le 2e régiment d'infanterie légère quitte l'Afrique en novembre 1840.

### 3eléger
Le 3e régiment léger arrive en Afrique en décembre 1839 qu'il quitte en octobre 1847.
1839
Le 3e régiment d'infanterie légère arrive en Afrique au mois de décembre 1839.
1840
Du 18 au 20 avril, un bataillon du 3e léger prend part à l'expédition du Fondouk.
Du 4 juin au 4 juillet, le régiment fait partie de l'expédition de Miliana. Le 6 juin, il a avec les Kabyles un engagement ou il leur tue ou blesse une trentaine d'hommes sans éprouver de pertes. Le 8 juin, après la prise de Miliana, un bataillon du 3e léger et un bataillon de la Légion étrangère sont laissés dans cette place sous les ordres du lieutenant-colonel d'Illens, du 3e léger. Le reste du régiment prend part, au retour, au combat du 15 juin, dans le bois des Oliviers, près du col de Mouzaïa.
 Le 12 août, 166 hommes du 3e léger participent au combat près Koléa, sur les bords du Mazafran. Les tirailleurs, chargés de protéger la retraite de la colonne, charge l'ennemi à la baïonnette qui perd beaucoup d'hommes, parmi lesquels se trouvent deux porte-drapeaux.
Du 19 au 7 octobre, le régiment fait partie de l'expédition dirigée par le général Changarnier, dans la vallée du Chélif, jusqu'à Miliana.
 En octobre et novembre le 3e léger fait la campagne d'automne dans la province de Tittery.
1841
Le régiment fait partie de l'expédition dirigée contre la tribu des Beni-M'Hemet et Sidi-Zerdond dans la province de Constantine, pour venger l'assassinat du sous-lieutenant Alleaume. Partie de Bone le 14 novembre, la colonne surprend la tribu au milieu des divertissements de la fête du Ramadan. Au signal convenu, l'attaque commence, en un instant tout est tué ou mis en fuite, les troupeaux sont enlevés ainsi que tout ce qui se trouve dans les tentes.
1842
Affecté à la division d'Oran, le 3e léger fait partie de l'expédition sur le Chélif, du 14 mai au 13 juin, sous les ordres du gouverneur général et il se trouve au combat et à la razzia du 26 mai, contre la tribu des Sbiah.
Affecté à la division d'Alger, un bataillon du régiment prend part, au mois de juillet, à une expédition dans la province de Tittery, sous les ordres du général de Bar.
 Du 29 septembre au 16 octobre, le 3e léger concourt à une expédition dirigée dans l'ex-kalifat de Ben-Salem situé dans l'est de la province d'Alger dirigée par le gouverneur général.
 En novembre et décembre, le 3e léger fait également partie de l'expédition dans l'Ouarsenis, commandée aussi par le gouverneur-général.
1843
En janvier et février 1843, le 3e bataillon du régiment fait partie d'une expédition contre les Beni-Menacer, entre Cherchell et Tenez. Il contribue, le 28 janvier, à repousser les attaques d'Abd-el-Kader, et à le chasser, le lendemain, de la vallée de l'Oued Messelmoun, et à le refouler dans les grandes montagnes des Gourayas. En février, alors en garnison à Miliana, un détachement du 3e léger fait partie du bataillon de marche dans l'expédition dirigée contre la tribu des Beni-Ferrach.
Du 11 au 22 avril, le 3e bataillon participe, aux opérations de la colonne de Cherchell. 
En avril, mai, juin, jusqu'au 13 juillet, les deux premiers bataillons du régiment font partie des expéditions dirigées dans l'Ouarsenis par le gouverneur général.
Du 27 mai au 13 juin, le 3e bataillon du 3e léger concourt aux opérations de la colonne de Cherchell, dans l'agalick de Saïd-Ghoberini.
Le 1er bataillon fait ensuite partie de la colonne qui, sous les ordres du colonel Pelissier, opère dans l'ouest de l'Ouarsenis, du 13 juillet au 11 août, et qui obtient de nombreuses soumissions.
1844
1845
1846
1847
Le 3e régiment d'infanterie légère rentre en France en octobre 1847.

### 4eléger
Le 4e régiment léger arrive en Afrique avec les premières troupes de l'expédition de 1830. Il rentre en France en octobre de la même année.
1830
Le premier bataillon du 1er régiment d'infanterie légère débarque en Afrique le 14 juin, et prend part à l'enlèvement de la position de Sidi-Ferruch. 
Le 19 juin, le régiment se trouve à la bataille de Staoueli, puis aux combats de Dely-Ibrahim et Sidi-Kalef les 24 au 29 juin ainsi qu'à l'investissement, au siège et à la prise d'Alger, du 30 juin au 5 juillet. 

Le 1er régiment d'infanterie légère rentre en France fin octobre 1830.

### 6eléger
Le 6e régiment léger arrive en Afrique en avril 1841 qu'il quitte en septembre-octobre 1847.
1841
Le 6e régiment d'infanterie légère arrive en Afrique au mois d'avril 1841.
Du 18 mai au 3 juin, il fait partie de l'expédition de Tagdempt, dans la province d'Oran.
Du 27 novembre 1841 au 29 janvier 1842, le régiment prend part aux expéditions autour de Mascara.
1842
Affecté à la division de Mascara, le 6e léger reste en garnison dans la ville.
1843
Du 13 au 29 janvier 1843, deux bataillons du 6e léger prennent part à une expédition faite par la division de Mascara, contre deux fractions insoumises des Flittas, les Cheleg et les Beni-Issard.
 Les 1er et 2e bataillons du 6e léger font partie des expéditions dirigées dans l'Ouarsenis, par le gouverneur général, en avril, mai, juin et une partie de juillet. Le 9 juillet, en quittant la vallée de l'Oued-el-Hardjem, l'arrière-garde soutient une vive attaque dans laquelle est blessé le colonel Renaud, du 6e léger. Du 13 juillet au 11 août, ces mêmes bataillons font ensuite partie de la colonne qui, sous les ordres du colonel Pélissier, opère dans l'ouest de l'Ouarensenis, et obtient de nombreuses soumissions.
Le 24 juillet 1843, Abd-el-Kader, avec 600 cavaliers et 200 hommes d'infanterie, tombe sur un détachement de 250 hommes de diverses armes (6e léger, 1er bataillon d'Afrique et sapeurs conducteurs), campés sur l'Oued el Hammam, derrière une enceinte en pierres sèches. L'attaque commence dès l'aube du jour. Les assaillants arrivent plusieurs fois jusqu'à toucher la frêle muraille; mais toujours ils sont repoussés en laissant plusieurs des leurs au pied du retranchement. Après une heure de combat, les troupes Arabes se retirent avec des pertes beaucoup plus considérables que celles des troupes françaises, qui ne sont que de deux hommes tués et dix blessés.
1844
1845
1846
1847
Le 6e régiment d'infanterie légère rentre en France en septembre-octobre 1847.

### 9eléger
Le 9e régiment léger arrive en Afrique avec les premières troupes de l'expédition de 1830. Il rentre en France en octobre de la même année.
1830
Le 9e régiment léger débarque en Afrique le 14 juin, et prend part à l'enlèvement de la position de Sidi-Ferruch. 
Le 19 juin, le régiment se trouve à la bataille de Staoueli, puis aux combats de Dely-Ibrahim et Sidi-Kalef les 24 au 29 juin ainsi qu'à l'investissement, au siège et à la prise d'Alger, du 30 juin au 5 juillet. 
 Le 23 juillet, le 1er bataillon de ce régiment, fait partie de l'expédition de Blida, sous les ordres du maréchal Bourmont, durant laquelle il prend part à tous les combats qui ont eu lieu au retour de cette expédition.

Le 9e régiment léger rentre en France en octobre 1830.

### 10eléger
Le 10e régiment léger arrive en Afrique en novembre 1831 qu'il quitte entre janvier et mars 1836.
1831
Les 2e et 3e bataillons du 10e régiment d'infanterie légère arrivent en Afrique, à la fin de novembre 1831
1832
Le 1er bataillon rejoint les 2 autres bataillons dans les premiers jours de janvier 1832, dans la province d'Alger.
Le 2 octobre, le régiment se trouve au combat de Boufarik
1833
Les 3 et 4 mai, le 3e bataillon du régiment prend part à une expédition dirigée par le général Trézel, contre les Bouyaqueb et les Guerouaou.
1834
Le régiment reste en garnison durant l'année 1834.
1835
Le 25 mars 1835, de 700 à 800 cavaliers se présentent devant le camp d'Erlon, près Bouffarick, et engagent une fusillade avec les bataillons du 10e léger. 
Le 29 du même mois, le régiment fait partie de l'expédition contre les Hadjoutes, vers la Chiffa.
 Du 18 au 22 octobre, le 10e léger concourt à une expédition dans la Metidja.
 Du 27 au 28 novembre, 600 hommes de ce corps font partie d'une nouvelle expédition dirigée encore contre les Hadjoutes.
Du 25 novembre au 13 décembre, trois compagnies d'élite du 10e léger font partie de l'expédition de Mascara dans la province d'Oran.
 Le 31 décembre, le régiment concourt une nouvelle fois à une autre expédition contre les Hadjoutes, dans la province d'Alger.
1836
Entre janvier et mars 1836, le 10e régiment d'infanterie légère rentre en France.

### 13eléger
Le 13e régiment léger arrive en Afrique en avril 1840 qu'il quitte en septembre-octobre 1847.
1840
Le 13e régiment d'infanterie légère arrive à Oran en avril 1840.
Les 28 mai et 1er juin, le régiment contribue à repousser Bou-Hamidi dans l'attaque qu'il fait du camp de Bridia.
 Du 21 au 23 octobre, le régiment fait partie de l'expédition contre les Ouled Ali, une fraction des Béni Amer, et les Garabas. Du 8 au 11 novembre, il contribue à exécuter une razzia dans les matamores de Bou-Chouicha.
1841
Du 12 au 14 janvier, le 13e léger fait partie des troupes qui exécutent une razzia, dans la plaine du Sig, dans la province d'Oran,
contre les troupes arabes de Ben Tamy.
Du 18 mai au 3 juin, le régiment fait partie de l'expédition de Tagdempt.
 Du 7 au 27 juin, le régiment fait partie de la colonne chargée de ravitailler Mascara, sous les ordres du gouverneur-général, et prend part à un combat d'arrière-garde le 25, après avoir quitté cette place.
1842
Du 14 mai au 13 juin 1842, le régiment concourt, sous les ordres du gouverneur-général, à une expédition sur le Chélif, et se trouve au combat et à la razzia contre la tribu des Sbiah, le 26 mai.
 Affecté à la division d'Oran, subdivision de Mostaganem, le régiment fait partie d'une expédition contre la tribu des Flittas, du 5 au 22 juillet. 
Du 15 août au 5 septembre deux bataillons du 13e léger prennent part à l'expédition en avant et autour de Tagdempt.
En novembre et en décembre, le régiment fait partie de l'expédition dirigée, contre les Flittas, les Alouyas et les Beni-Farès. Le 17 décembre, deux compagnies du 13e léger qui remontent la vallée de l'Oued-Teghighest essuient un feu très-vif de la part d'une cinquantaine de cavaliers Arabes.
1843
En mai, juin, juillet et septembre le régiment fait partie des expéditions dirigées au sud de Mascara.
1844
1845
1846
1847
Le 13e régiment d'infanterie légère rentre en France en septembre-octobre 1847.

### 15eléger
Le 15e régiment léger arrive en Afrique en juillet 1839 qu'il quitte le 7 octobre 1846.
1839
Le 15e régiment d'infanterie légère est envoyé de France en Afrique, au mois de juillet 1839, et est dirigé sur Oran. 
Le 15 décembre, il exécute avec la garnison de Mostaganem, une sortie contre les troupes d'Abd-el-Kader qui attaquaient Mazagran.
1840
Du 2 au 6 février 1840, pendant la bataille de Mazagran, le 1er bataillon du 15e léger, sorti de Mostaganem et placé en réserve, il a reçu et repoussé l'ennemi.
 Le 7 mai le même bataillon quitte Oran et rejoint à Cherchell le corps d'expédition de Médéa, et fait partie d'un régiment de marche. Il se trouve au combat du 10 mai, sur les hauteurs de la rive gauche de l'Oued el Hachem. Le 12 mai, il prend part à l'attaque et à la prise du col de Mouzaia, et au combat du bois des 0liviers, le 20 mai. Pendant la furieuse attaque que le 17e léger soutient dans ce dernier combat, contre les Arabes, le bataillon du 15e léger et un du 48e de ligne appuient le 17e léger.
Le 14 mai, un bataillon du 15e léger se trouve au combat de Bridia dans la province d'Oran.
Mostaganem. Du 21 au 23 octobre, 500 hommes du 15e léger font partie de l'expédition contre les Ouled Ali, une fraction des Béni Amer, et les Garabas. Ils concourent à l'exécution de deux razzias, la première, du 8 au 11 novembre, dans les matamores de Bou-Chouicha, et la seconde, le 30 novembre, dans la plaine de Tounin, à 3 lieues de Mostaganem.
1841
Du 12 au 14 janvier 1841, le régiment contribue à exécuter une razzia dans la plaine du Sig, à environ 13 lieues d'Oran, contre les troupes arabes de Ben Tamy. Le 14, il se trouve au combat livré par la cavalerie ennemie.
Le 6 mars, le colonel Tempoure, du 15e léger, sort de Mostaganem avec 600 hommes d'infanterie et 80 chevaux pour combattre la cavalerie régulière d'Abd-el-Kader, qui est mise en fuite. 
Du 18 mai au 3 juin, le 15e léger prend part à l'expédition de Tagdempt.
Du 21 septembre à la fin d'octobre, le 15e léger prend part à la campagne d'automne. Le 21 octobre, la division expéditionnaire, campée dans la vallée boisée de l'Oued des Beni Meghieren, fut assaillie, à deux heures du matin, par l'infanterie régulière de Mustapha Ben Thamy. Trois compagnies du 15e léger et deux compagnies de zouaves, lancées sur l'ennemi, le mirent en fuite.
1842
Du 12 mai au 13 juin 1842, le régiment concourt à l'expédition sur le Chélif, sous les ordres du gouverneur général.
1843
Le régiment est à Tlemcen où il concourt, octobre 1843, aux opérations dirigées par le général Bedeau.
1844
1845
1846
Le 15e régiment léger quitte l'Algérie le 7 octobre 1846.

### 17eléger
Le 17e régiment léger arrive en Afrique en octobre 1835 et septembre 1836, qu'il quitte le 26 juillet 1841
1835
Les deux premiers bataillons du 17e régiment d'infanterie légère sont envoyés en Afrique au mois d'octobre 1835.
 Un bataillon du régiment fait partie de l'expédition de Mascara , du 23 novembre au 15 décembre 1835, et se trouve, le 1er de ce dernier mois, au combat sur le Sig. Le 3 il est combat et au passage du bois de l'Habrack.
1836
En janvier et février, un bataillon d'élite du régiment prend part à l'expédition de Tlemcen. Le 7 avril 1836, 1 000 hommes du régiment font partie de la colonne qui marche d'Oran vers l'embouchure de la Tafna, et arrive le 14 à Gazer. Le 15 avril, au moment où la colonne se met en marche, elle soutient un engagement très-vif contre les troupes d'Abd-el-Kader, qui se défendent vigoureusement et ne cèdent qu'après avoir éprouvé des pertes considérables. Dans la même journée, la colonne prend position au débouché des gorges sur la Tafna. Le 16, elle établit un camp retranché près de l'embouchure de cette rivière. Le 17e léger est commandé, le 25 avril , pour faire partie d'une colonne envoyée en reconnaissance sur le mont Telgoat. Les deux bataillons du 17e léger font reconnaissance sur le mont Telgoat sous le ordres du général Bugeaud dans la province d'Oran, et prennent part au combat de la Sickack le 6 juillet. Lors de ce combat, Abd-el-Kader laisse 1 200 à 1 500 morts sur le champ de bataille, beaucoup de chevaux et d'armes ainsi que 6 drapeaux.
 Le 3e bataillon arrive de France et débarque à Bone, en septembre 1836. Le 9 octobre, il se trouve au combat du camp de Dréan. Un parti nombreux de Kabaïles s'étant montré près du camp, les spahis se portent à sa rencontre et le forcent à se retirer en désordre vers Sidi-Amar. Au même moment, deux autres partis plus considérables débouchent des montagnes. Trois compagnies du 17e léger et un détachement de sapeurs-conducteurs, envoyés vers l'ennemi, engagent la fusillade, et, avec l'aide des spahis qui revenaient sur leurs pas, refoulent les Arabes jusqu'aux montagnes de Ouara. 
En novembre 1836, 1 428 hommes du 17e léger font partie de la première expédition de Constantine.
1837
Deux bataillons du régiment, rattachés à la 1re brigade, du duc de Nemours prennent part à la seconde expédition de Constantine, au mois d'octobre 1838. Du 6 au 13 octobre, le 17e léger et le 11e de ligne repoussent les diverses attaques des Kabyles sur le Mansourah puis il prend part, le
13 octobre à l'assaut et à la prise de Constantine.
1838
En décembre, le régiment fait partie de l'expédition de Sétif, et prend part aux combats des 16 et 17.
1839
Au mois de mai, le régiment fait partie d'une autre expédition de Sétif. 
En octobre et novembre, rattaché à la 1re division du duc de Nemours, le régiment prend part à l'expédition des Portes de Fer. Le régiment se trouve au combat du 31 décembre, entre le camp supérieur de Blida et la Chiffa, contre les troupes régulières d'Abd-el-Kader. Dans cette affaire, les troupes n'ont fait usage que de l'arme blanche. Les drapeaux du kalifat d'Abd-el-Kader, une pièce de canon, les caisses des tambours arabes et 400 fusils ont été pris. En outre, 300 cadavres de fantassins réguliers Arabes sont restés sur le champ de bataille.
1840
Du 12 au 21 mars, le régiment fait partie l'expédition de Cherchell. Il participe à la prise de la ville, et y reste en garnison. Le 29 mars, le régiment repousse et jette dans un ravin de 300 à 400 Arabes qui attaquent la ville. 
Du 18 au 20 avril, deux bataillons du 17e léger prennent part à l'expédition sur le Fondouk avant de faire partie de l'expédition de Médéa, du 26 avril au 22 mai. Le 27 avril, lors du combat de l'Affroun, le
17e léger s'empare, au pas de charge et à l'arme blanche, du centre de la position occupée par l'ennemi sur les hauteurs de l'Affroun. Le 29 avril, il attaque vigoureusement culbute de 1 200 à 1 500 cavaliers qui couronnaient les hauteurs de Fum-oued-Ger. Toute cette cavalerie essaie de se jeter sur le 17e léger, mais elle est culbutée. Le 8 mai,
au passage de l'Oued-Nador, le régiment tient en respect pendant deux heures des cavaliers arabes qui avaient attaqué l'arrière-garde. Dans la même journée, l'arrière-garde, que compose le 17e léger, retrouve à l'Oued-el-Hachem la même cavalerie qui l'a inquiétée au passage de l'Oued-Nador. Les Kabaïles couronnent rapidement une crête qu'une compagnie de carabiniers du 17e léger vient d'abandonner. Cette compagnie se porte au pas de course sur l'ennemi, le culbute et lui tue une vingtaine d'hommes. Le 12 mai, le régiment se trouve à l'attaque et à la prise du col de Mouzaïa. Pendant que les colonnes d'attaque enlevaient le col, l'arrière-garde avait à repousser de sérieuses attaques. De nombreux rassemblements de Kabaïles eurent avec le 17e léger, le 58e de ligne et la Légion étrangère, plusieurs engagements qui leur coûtèrent beaucoup de monde. Au retour de Médéa, le 20 mai, pendant que notre cavalerie et le convoi pénètrent dans le bois des Oliviers, Abd-el-Kader fait attaquer le colonel Bedeau avec beaucoup de vigueur. Le 17e léger attend l'ennemi avec sang-froid, et, lorsqu'il est à portée, il marche à lui et l'aborde à la baïonnette. Un combat sanglant s'engage, et l'ennemi, après avoir éprouvé des pertes considérables, s'arrête pour attendre son infanterie. Les bataillons arabes essaient d'arriver sur les derrières du colonel Bedeau, la cavalerie d'Abd-el-Kader met pied à terre, et arrive au secours de l'infanterie. Le 2e bataillon de zouaves et une compagnie de tirailleurs sont dirigés sur le flanc gauche du 17e léger pour le protéger. Le combat continue pendant deux heures avec un grand acharnement, ce qui permet à notre cavalerie et au convoi de passer le défilé.
Du 4 juin au 4 juillet, le régiment prend part à l'expédition de Miliana et se trouve au combat du 12 juin, lors du départ du corps expéditionnaire puis à celui
du 15, près du bois des Oliviers, où trois compagnies du 17e léger abordent les ennemis à la baïonnette et les culbutent dans un ravin.
Du 1er au 7 octobre, le régiment fait partie d'une expédition dans la vallée du Chelif jusqu'à Miliana, sous les ordres du général Changarnier. Le 5 octobre, le colonel Bedeau, avec un bataillon du 17e léger et un bataillon de zouaves, ayant pris position à mi-côte du Gontas, charge l'ennemi qui cherche à le déborder. De nouveaux
contingents d'infanterie étant entrés en ligne, des engagements assez vifs sont encore livrés au sommet du Gontas et sur l’Oued-Adelia. L'arrière-garde, commandée par le colonel Bedeau, a supporté presque seule tout le poids de cette journée.
 Du 26 octobre au 22 novembre, le régiment prend part à la campagne d'automne, dans la province de Tittery. Le 1er novembre, les tirailleurs du 17e léger, placés dans une embuscade, tuent 40 hommes à l'ennemi qui suivait l'arrière-garde Française, et font
ainsi cesser la poursuite.
1841.
Du 1er au 8 avril le régiment fait la campagne du printemps, et concourt au ravitaillement de Médéa puis il prend part à un second ravitaillement de cette place et à celui de Miliana du 27 avril au 9 mai, ainsi qu'a plusieurs engagements qui ont
lieu pendant ces expéditions, les 3 avril, 3, 4 et 5 mai.
 Du 18 mai au 2 juin, le 17e léger fait partie de l'expédition de Boghar et de Thaza, sous les ordres du général Baraguay-d'Hilliers. Le 28 mai, il a un petit engagement en quittant le Deurdens, près le Chelif. Du 6 juin au 3 juillet, il prend part aussi à la seconde période des opérations dirigées également par le général Baraguay d'Hilliers, dans la province d'Alger.
 Le 17e régiment d'infanterie légère quitte Alger, le 26 juillet 1841 pour rentrer en France.

### 19eléger
Le 19e régiment léger arrive en Afrique en décembre 1841, qu'il quitte en septembre-octobre 1847
1841
Le 29 décembre 1841, 1 100 hommes du 19e régiment d'infanterie légère, envoyés de France, arrivent en rade d'Alger. Un autre bataillon est transporté directement à Philippeville.
1842
Du 1er au 4 mai 1841, une colonne composée de 1 250 hommes du 19e léger et du 3e bataillon légère d'Afrique, sous les ordres du général Brice, commandant de Philippeville, fait une expédition, contre un rassemblement considérable formé sous le commandement de Si-Zerdoud, dans la vallée de l'Oued Guebli. Le 3, à l'approche de la colonne, le rassemblement se dissipe, mais à peine a-t-elle quitté la vallée, que les Kabaïles se réunissent de tous côtés au nombre de 3 000. Malgré son infériorité numérique, la colonne combat avec la plus grande vigueur pendant neuf heures sur un terrain hérissé de difficultés. À l'entrée de la nuit, le colonel Brice est attaqué avec une rage extraordinaire, sur le Djebel Hageb, par le contingent de Gigelly, qui est repoussé, puis se retire avec des pertes considérables, et ne tente plus aucune attaque.
Le 12 mai, deux compagnies d'élite du 19e léger et un détachement du 3e bataillon d'Afrique, sont envoyés prêté main-forte au blockhaus d'Eddis et aux avant-postes de Gigelly, attaqués par 500 Kabaïles et les mettent en fuite.
Le 20 mai, quelques compagnies du 19e léger prennent part a la défense du camp d'El Arrouch attaqué par 4 000 Kabaïles.
En mai et en juin 1842, sous les ordres du général Négrier, le régiment participe à l'expédition de Tebessa.
1843
Le 19e régiment d'infanterie légère tient garnison à Sétif.
1844
1845
1846
1847
Le 19e régiment léger quitte l'Afrique en septembre-octobre 1847.

## Chasseurs à pied, chasseurs d'Orléans

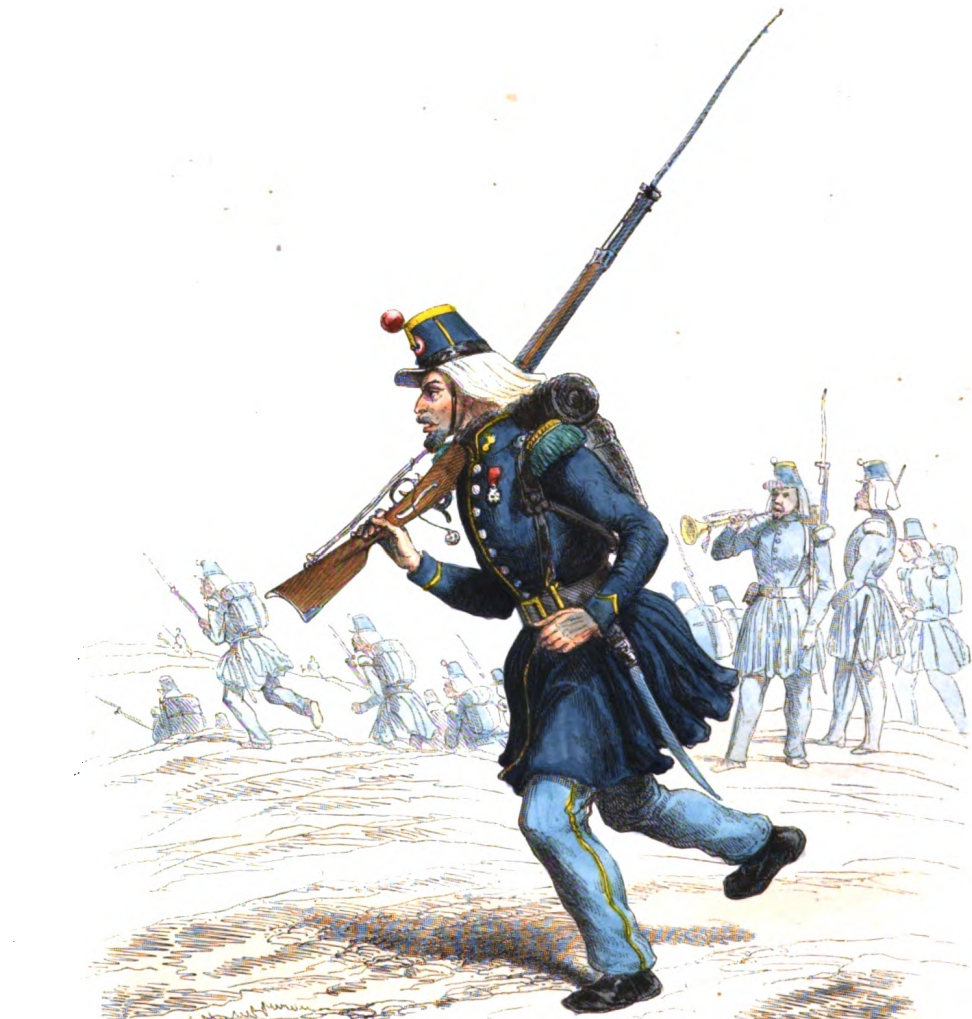
Chasseurs d'Orléans, carabiniers

Les chasseurs d'Orléans ont été créés par ordonnance du 28 septembre 1840, sous la dénomination de chasseurs à pied. Une autre ordonnance, du 19 juillet 1842, leur a conféré la dénomination de chasseurs d'Orléans.

### 3ebataillon de chasseurs
Le 3e bataillon de chasseurs d'Orléans, arrive en Afrique en juin 1841 qu'il quitte en septembre-octobre 1847.
1841
Le 3e bataillon de chasseurs d'Orléans arrive en Afrique au mois de juin 1841. Du 7 au 14 octobre, il prend part aux ravitaillements de Miliana.
1842
Du 12 au 18 juillet, 300 hommes du 3e bataillon de chasseurs d'Orléans font partie de l'expédition dirigée dans l'ouest du kalifat de Miliana.
 Du 29 septembre au 17 octobre, le 3e bataillon de chasseurs d'Orléans fait partie, sous les ordres du gouverneur général, d'une expédition dans l'est de la province d'Alger, ex-kalifat de Ben-Salem, et prend part, le 5 octobre, au combat dans lequel est tué le colonel Leblond, du 48e de ligne. En novembre et en décembre, le bataillon fait partie de l'expédition dans l'Ouarensenis, sous les ordres du gouverneur général.
1843
Du 22 au 31 janvier, le bataillon concourt, sous les ordres du duc d'Aumale, aux expéditions contre les Ouled Antheur et les Ben-Allaï-Embarck puis du 1er au 14 mars contre les Senadja et autres tribus, qui font leur soumission.
1844
1845
1846
1847
Le 3e bataillon de chasseurs d'Orléans retourne en France en septembre-octobre 1847.

### 5ebataillon de chasseurs
Le 5e bataillon de chasseurs d'Orléans, arrive en Afrique en juin 1841 qu'il quitte en 1850.
1841
Le 5e bataillon de chasseurs d'Orléans arrive en Afrique au mois de juin 1841 et reste en poste dans la province d'Oran.
1842
Du 12 mai au 13 juin, le 5e bataillon prend part à une expédition sur le Chelif, sous les ordres du gouverneur général.
Du 18 août au 7 septembre, le bataillon fait partie de l'expédition dans la vallée de l'Oued Rhiou, sons les ordres du général d'Arbouville. Le 31 août, il contribue a disperser 300 hommes des Amameras et des Choualas qui attaquaient l'arrière-garde.
 Envoyé dans la subdivision de Mostaganem, le bataillon concourt à l'expédition dirigée contre les Cheurfas et autres tribus, au mois de décembre. Au retour d'une razzia exécutée le 20, la colonne est suivie par une centaine de fantassins, auxquels les carabiniers du 5e bataillon de chasseurs d'Orléans tuent une dizaine d'hommes.
1843
Affecté à la division de Mostaganem, le 5e bataillon de chasseurs d'Orléans fait partie de l'expédition d'El Esnam et de Tenez, aux mois d'avril et de mai.
 En juin et juillet, le 5e bataillon prend part à l'expédition dans l'Ouarensenis, sous les ordres du gouverneur général. Le 4 juillet, le lieutenant-colonel Leflo, avec le 3e bataillon de zouaves, le 5e bataillon de chasseurs d'Orléans et 70 chasseurs à cheval, atteint les califats Ben Allal et Mustapha Ben Thami, ainsi que le caïd des Flittas, occupant, avec environ 1 200 hommes, une succession de collines entrecoupées. Les tirailleurs ennemis engagent la fusillade; le colonel Lello, qui n'avait en ce premier moment que le bataillon des zouaves très fatigué, temporise autant qu'il peut pour attendre la colonne qu'il a jetée sur sa droite, ce qui rend l'ennemi plus audacieux. Enfin arrivent quatre compagnies du 5e bataillon de chasseurs. Alors le colonel Lello, malgré la supériorité numérique de l'ennemi, se décide à l'attaquer. Les Arabes sont successivement délogés de toutes leurs positions, et le point culminant est couronné par les chasseurs et zouaves, qui ont montré dans cette circonstance leur vigueur accoutumée. Du 13 juillet au 11 août, le 5e bataillon fait partie de la colonne qui, sous les ordres du colonel Pelissier, opère dans l'ouest de l'Ouarensenis, et qui obtient de nombreuses soumissions.
1844
1845
1846
1847
1848
1849
1850
Le 5e bataillon de chasseurs d'Orléans, quitte l'Afrique dans le courant de l'année 1850.

### 6ebataillon de chasseurs
Le 6e bataillon de chasseurs d'Orléans, arrive en Afrique en juin 1841 qu'il quitte en septembre-octobre 1847.
1841
Le 6e bataillon de chasseurs d'Orléans arrive en Afrique au mois de juin 1841. En octobre, il prend part au ravitaillement de Médéa et, le 28, en revenant de cette ville, au bois des Oliviers, des cavaliers ennemis, sortis des gorges de Bouroumi, s'étant approchés de bonne portée du 6e bataillon de chasseurs d'Orléans, ceux-ci en tuent 5 à une distance de 400 mètres.
1842
Le 6e bataillon prend part à la campagne du printemps, sous les ordres du général Changarnier. Le 4 juin, lors de l'évacuation de Mahali, il repousse 300 cavaliers Kabaïles qui avaient attaquer l'arrière-garde.
En septembre, le 6e bataillon fait partie de l'expédition dans l'Ouarensenis, sous les ordres du général Changamier. Le 15, il est chargé de débusquer les Arabes qui occupaient des positions difficiles, à El Harbourg, et s'acquitte parfaitement de sa mission. Le 19, 3 compagnies du bataillon contribuent à charger, avec le plus grand succès, 4 000 Kabaïles qui attaquaient la division.
En octobre et en novembre, le 6e bataillon de chasseurs d'Orléans fait partie de l'expédition dirigée, contre les montagnards du nord de Miliana, sons les ordres du lieutenant-colonel Saint-Arnaud.
1843
En janvier et février, le 6e bataillon de chasseurs d'Orléans prend part à l'expédition contre les Béni-Menacer, entre Cherchell et Tenez.
1844
1845
1846
1847
Le 6e bataillon de chasseurs d'Orléans, quitte l'Afrique en septembre-octobre 1847.

### 8ebataillon de chasseurs
Le 8e bataillon de chasseurs d'Orléans, arrive en Afrique en juin 1841 qu'il quitte en 1850.
1841
Le 8e bataillon de chasseurs d'Orléans arrive en Algérie, dans la province d'Oran au mois de juin 1841, et dès les premiers jours de juillet suivant, il débute en se distinguant d'une manière particulière dans deux combats livrés contre 4 000 à 5 000 Kabaïles des Beni-Zerouels, qui demeurent sur la rive droite du Chelit.
 Du 29 juillet au 1er août, le bataillon concourt, avec la garnison de Mostaganem, à exécuter une sortie contre Abd-el-Kader.
1842
Le 8e bataillon de chasseurs d'Orléans se trouve au combat de la Sassef puis le 29 avril au combat de Bab-el-Taza, contre Abd-el-Kader.
1843
Le bataillon est à Tlemcen, où il concourt aux opérations dirigées par le général Bedeau.
1844
1845
Le régiment est détruit puis reformé en Algérie
1846
1847
1848
1849
1850
Le 8e bataillon de chasseurs d'Orléans, quitte l'Afrique en 1850.

### 9ebataillon de chasseurs
Le 9e bataillon de chasseurs d'Orléans, arrive en Afrique en avril 1843 qu'il quitte en 1851.
1843
Le 9e bataillon de chasseurs d'Orléans débarque à Oran le 21 avril 1843 et est dirigé le lendemain sur Mascara.
1844
1845
1846
1847
1848
1849
1850
1851
Le 9e bataillon de chasseurs d'Orléans, quitte l'Afrique en 1851.

### 10ebataillon de chasseurs
Le 10e bataillon de chasseurs d'Orléans, arrive en Afrique en juin 1841 qu'il quitte en septembre 1848.
1841
Le 10e bataillon de chasseurs d'Orléans arrive en Afrique au mois de juin 1841. Affecté dans la province de Tittery il fait partie, du 7 au 14 octobre, de la colonne de ravitaillement de Miliana, et se trouve, le 8, au combat de Chaab-el-Gotta. 
À la fin du mois d'octobre, il concourt à d'autres ravitaillements de Médéa, et prend part, le 29, a un combat au bois des Oliviers.
1842
Affecté à la subdivision de Tlemcen, dans la province d'Oran, le 10e bataillon fait partie, du 6 au 14 mars, d'une expédition dirigée par le général Bedeau, contre Abd-el-Kader qui était établi dans les montagnes de Trara et de Medroma. Le 11, la cavalerie Arabe occupe les défilés du Kef. Les habitants ayant fait des préparatifs de défense sur la rive droite de la Tafna, couronnent, au nombre de 400 environ, les hauteurs escarpées qu'ils supposent inaccessibles. Le chef de bataillon Mac-Mahon, commandant le 10e bataillon de chasseurs d'Orléans, reçoit l'ordre de tourner les escarpements, soutenu par le 56e par la droite tandis que la gauche est tournée par le 26e, tandis que les cavaliers du général Mustapha attaquent par la vallée. Les troupes françaises profitent des accidents du terrain, obligeant les Kabaïles du Kif a évacuer leurs positions après la première fusillade. Les rochers de la Tafna sont traversés rapidement, les troupeaux sont pris ainsi qu'une grande partie des familles. Les hommes armés, acculés à un col étroit, laissent sur le terrain au-delà de 45 cadavres.
Le 21 mars, le 10e bataillon de chasseurs d'Orléans se trouve aux combats de la Sassef-Sickak, et à celui de Bab-el-Taza, le 29 avril.
1843.
Du 8 au 16 mai, le 10e bataillon prend part aux opérations dirigées chez les Djaffras par le général Bedeau. Le 12,
alors qu'il forme l'arrière-garde, le bataillon fait un bon usage de grosses carabines pour éloigner le goum des Djaffras, qui essaie un engagement dans un terrain où il n'a pas à craindre le retour de la cavalerie.
1844
1845
1846
1847
1848
Le 10e bataillon de chasseurs d'Orléans, quitte l'Afrique en septembre 1848.

## Infanterie légère d'Afrique
Une ordonnance royale du 3 juin 1832 prescrit la formation de deux bataillons d'infanterie légère, sous la dénomination de premier et second bataillons d'Afrique également connus sous l'acronyme de BILA.

### 1erbataillon d'infanterie légère d'Afrique
1832
Le 1er bataillon d'infanterie légère d'Afrique a été formé en même temps que le second, le 3 juin 1832.
1833
Le 1er bataillon d'infanterie légère d'Afrique fait partie de l'expédition dirigée par le général Trézel, les 3 et 4 mai, contre les Bouyaqueb et les Guerouaou.
Le 19 juillet 1833, 400 hommes du bataillon sont quittent Alger et débarquent à Mers-el-Kebir dans la province d'Oran. Le 4 août, les quatre compagnies sont dirigées sur Mostaganem ou elles prennent leur quartier. Du 5 au 9 août, ces compagnies contribuent à repousser les attaques des Arabes contre Mostaganem.
 Le 19 novembre, dans une sortie faite par la garnison de Mostaganem, un détachement du 1er bataillon d'Afrique enlève au pas de course un village où avait été refoulé l'ennemi. 
Le 15 décembre, la garnison de Mostaganem opère une sortie contre les douars des Hachems. Après trois heures de marche, un de ces douars est enlevé par un détachement du bataillon d'Afrique.
Les 2 et 3 décembre, un détachement du bataillon fait partie de l'expédition contre les Bordjias, et prend part, ce dernier jour, au combat qui a lieu dans la plaine de Tamezouat, à une trentaine de kilomètres d'Oran, contre 6 000 cavaliers arabes.
1834
1835
Le 26 juin 1835, le 1er bataillon d'infanterie légère d'Afrique se trouve au combat de Mouley-lsmaël, puis à celui de la Macta, le 28 du même mois.
Du 25 novembre au 13 décembre, le bataillon prend part à l'expédition de Mascara et se trouve au combat sur le Sig le 1er décembre.
1836
Du 8 janvier au 12 février 1836, affecté à la brigade du général d'Arlanges, le bataillon fait partie de l'expédition de Tlemcen.
Le 15 avril, 500 hommes du bataillon faisant partie d'une colonne dirigée vers la Tafna se trouvent au combat, près Gazer, et à l'établissement du camp retranché à l'embouchure de cette rivière.
 Le bataillon est compris dans l'armée d'expédition commandée par le général Bugeaud dans la province d'Oran, et prend part au combat de la Sickak, le 6 juillet.
En novembre , 600 hommes du bataillon rattachés à la 1re brigade, formant l'avant-garde, du général de Rigny font partie de la première expédition de Constantine.
1837
1838
1839
Le 15 décembre, à la pointe du jour, des Arabes en très-grand nombre se montrent entre Mostaganem et Mazagran. Ce dernier poste est attaqué, entre six et sept heures, par 1 500 à 1 800 cavaliers et fantassins. Le lieutenant Magnien, commandant la 10e compagnie du 1er bataillon d'Afrique, recommande à sa troupe de ne tirer que de très-près. L'ennemi ayant vu cesser le feu, s'approche de la muraille d'enceinte et est reçu par un décharge qui lui tue quatre hommes. En se
retirant, il en perd encore six et une vingtaine de blessés. Alors les Arabes se portent vers la porte supérieure de Mazagran, tiraillent jusqu'à neuf heures et demie, perdent encore 30 hommes et 80 blessés.
1840
Du 2 au 6 février, défense de Mazagran. 4 000 fantassins arabes, appuyés par deux pièces de canon, essayent, vainement, d'enlever le fort construit dans la partie haute de Mazagran. Les 123 défenseurs de ce réduit, appartenant tous au 1er bataillon d'infanterie légère d'Afrique, soutiennent pendant quatre jours de violentes attaques. Grâce à l'opiniâtre intrépidité des 123 soldats, commandés par le capitaine Lelièvre, l'assaillant sur le point de pénétrer dans l'enceinte dans un assaut, est repoussé, tantôt à coups de baïonnette, tantôt avec des grenades et même des pierres. Le 6, les Arabes, au nombre de 2 000, tentèrent une dernière attaque qui n'eut pas plus de succès que les précédentes. Ils firent alors retraite, emportant de 500 à 600 tués ou blessés, et laissant plusieurs silos remplis de cadavres. Après les combats, le lieutenant-général Guéhéneuc autorisa la 10e compagnie du 1er bataillon d'infanterie légère d'Afrique à conserver, comme trophée, le drapeau qui flottait sur la place de Mazagran pendant les journées des 3, 4, 5 et 6 février, et qui, tout criblé par les projectiles de l'ennemi, attestait à la fois l'acharnement de l'attaque et l'opiniâtreté de la défense.
1841
Du 18 mai au 3 juin, le bataillon participe à l'expédition de Tegdempt.
Du 7 au 27 juin, le bataillon concourt au ravitaillement de Mascara, sous les ordres du gouverneur général.
1842
En novembre et décembre 1842, le 1er bataillon prend part à une expédition contre les Flittas. Le 17 décembre, il se trouve au combat livré contre les Keraïches, sur la rive gauche de l'Oued Teghighest.
1843
Le 24 juillet 1843, Abd-el-Kader attaque du camp de l'Oued-el-Hammam.
Le 12 septembre, le 1er bataillon d'infanterie légère d'Afrique, faisant partie d'une colonne commandée par le colonel Géry, du 56e, contribue à exécuter un coup de main sur le camp d'Abd-el-Rader, à Assian Tircin sur l'Oued-Tifrit.

### 2ebataillon d'infanterie légère d'Afrique
1832
Le 2e bataillon d'infanterie légère d'Afrique a été formé en même temps que le 1er, le 3 juin 1832 à Birkhadem.
1833
Les 1re et 2e compagnies du 2e bataillon d'infanterie légère d'Afrique prennent part à l'attaque et à la prise du marabout de Gouraya, à Bougie, le 12 octobre.
1834
Le 7 mai 1834, le bataillon se couvre de gloire lors de la défense du blockhaus Salem et du blockhaus Roumann, attaqués par les Kabaïles, dans la région de Bougie.
Les 5 et 6 juin, le bataillon contribue, une nouvelle fois, à défendre les blockhaus attaqués par environ 5 000 Kabaïles, dont 400 cavaliers.
Le 10 octobre, les troupes arabes attaquent de nouveau sur toute la ligne. Le blockhaus de Salem devient l'objet d'un combat acharné. La garnison de ce blockhaus, composé de 20 hommes du 2e bataillon d'infanterie d'Afrique et de 5 artilleurs, tient tête et repousse toutes les attaques pendant quatre heures que dure le combat. 
Le bataillon se trouve, de nouveau aux combats des 5 et 8 décembre.
1835
Le bataillon prend part aux combats des 7, 8, 9, 10 et 11 novembre, pour la prise du fort du moulin de Démons, situé également dans la région de Bougie. Le 11 a lieu l'affaire décisive. L'ennemi ayant massé toutes ses forces, environ 4 000 hommes, se précipite plusieurs fois contre les troupes françaises, qui à chaque fois repoussent à la baïonnette et par des feux de peloton les attaques.
 Les 28, 29 et 30 du même mois, le bataillon contribue à repousser les attaques des Kabaïles contre le fort du moulin de Démons.
1836
Environ 100 hommes de la compagnie franche du second bataillon d'Afrique, rattachés à la 1re brigade et formant avant-garde, font partie de l'expédition de Constantine, en novembre 1836.
1837
La compagnie franche du second bataillon d'Afrique fait partie de la seconde expédition de Constantine, au mois d'octobre 1837.
1838
1839
1840
Du 12 au 21 mars 1840, le second bataillon d'infanterie légère d'Afrique fait partie de l'expédition de Cherchell, et se trouve aux combats des 30 avril et 2 mai, en avant de cette place. 
Le 2 mai, lors d'un engagement le capitaine Franceschetti est atteint de deux coups de feu mais il conserve néanmoins son commandement. 
Le 16 août, le bataillon prend part au combat devant Cherchell durant lequel le capitaine Thomas est tué.
1841
Du 1er au 8 avril 1841, le bataillon fait la campagne du printemps dans la province de Tittery, et concourt au ravitaillement de Médéa, puis à un second ravitaillement de cette place et a celui de Miliana , du 27 avril au 9 mai. 
Il prend part à divers engagements qui ont lieu pendant ces expéditions, les 3 avril, 3, 4 et 5 mai.

Le bataillon fait partie des troupes chargées de ravitailler Miliana, du 7 au 14 octobre.
1842
En novembre et décembre 1842, le second bataillon d'infanterie légère d'Afrique fait partie d'une expédition dans l'Ouarensenis, sous les ordres du gouverneur-général.
1843
Le bataillon fait partie de l'expédition dirigée contre les Beni-Menacer, entre Cherchell et Tenez et dans les mois de janvier et février. Du 1er au 3 mars, un détachement de ce bataillon fait partie des troupes qui opèrent une reconnaissance le long de la Chiffa ans la direction de Coléah

### 3ebataillon d'infanterie légère d'Afrique
Le 3e bataillon d'infanterie légère d'Afrique a été formé en vertu d'une ordonnance royale du 20 juin 1833 à Alger.
1833
Le 9 août, 500 hommes du 3e bataillon d'infanterie légère d'Afrique font partie de l'expédition contre les Hadjoutes.
Le bataillon se trouve au combat du 30 novembre, contre les Ouled-Mendil.
1834
1835
1836
Du 1er au 3 mars, un détachement de ce bataillon fait partie des troupes qui opèrent une reconnaissance le long de la Chiffa, dans la direction de Coléah.
Le bataillon concourt à une expédition dans la direction de Médéa, et prend part au combat du 2 avril, au passage du col de Mouzaïa.
 Le 21 avril, l'ennemi s'étant emparé de la batterie Rapatel, et menaçant
les blockhaus Rapatel et Doriac, aux abords de Bougie, 200 hommes des 2e et 3e bataillons d'Afrique, appuyés
par un obusier de montagne, assaillent la droite de l'ennemi, tandis qu'un pareil nombre d'hommes attaque l'aile gauche, et qu'un peloton de la compagnie franche, parvenu au Gouraya, se porte par les crêtes de cette montagne, pour plonger la gauche des Arabes. Dès ce moment, l'ennemi se retire à toutes jambes et est poursuivi, la baïonnette dans les reins, jusqu'au village de Heydounem, d'où il est bientôt chassé par le feu de deux obusiers.
1837
Les 21, 22 et 23 septembre, le 3e bataillon contribue à repousser 4 000 à 5 000 Kabaïles qui viennent attaquer le camp de Mjez Ammar.
 Le 3e bataillon d'infanterie légère d’Afrique fait partie de la seconde expédition de Constantine, au mois d'octobre 1837.
1838
En décembre, le bataillon prend part à l'expédition sur Sétif. Laissé à Djimmilah, pendant la marche de la colonne expéditionnaire sur Sétif, le bataillon repousse toutes les attaques menées par les Kabaïles et les force à renoncer à leurs entreprises contre ce poste.
1839
En octobre et en novembre, le 3e bataillon d'Afrique fait partie de l'expédition des Portes de Fer.
1840
1841
Le 12 septembre, une colonne, dont 50 hommes du 3e bataillon d'Afrique font partie, sort de Philippeville pour aller châtier des Kabaïles. Le 13, après un combat qui dure 14 heures, elle les taille en pièces.
1842
Du 1er au 4 mai, sous les ordres du colonel Brice, commandant de Philippeville, le bataillon prend part à une expédition contre un rassemblement considérable formé sous le commandement de Si-Zerdoud, dans la vallée de l'Oued Guebli.
Dans la journée du 20 mai, le 3e bataillon d'Afrique contribue à la défense du camp d'El Arrouch, attaqué par 4 000 Kabaïles.
1843
Du 12 au 22 février, le 3e bataillon d'Afrique fait partie d'une expédition contre les Zerdezas. Le 16, il a un engagement dans lequel il chasse les Kabailes de toutes leurs positions.
 Du 22 février au 14 mars, le bataillon prend part à l'expédition de l'Edongh. Du 6 avril au 14 mai, il participe à l'expédition et à la prise de Collo.
Du 23 mai au 1er août, le bataillon fait l'expédition des Hanenchas et contre El Hasnaoui.

## Zouaves

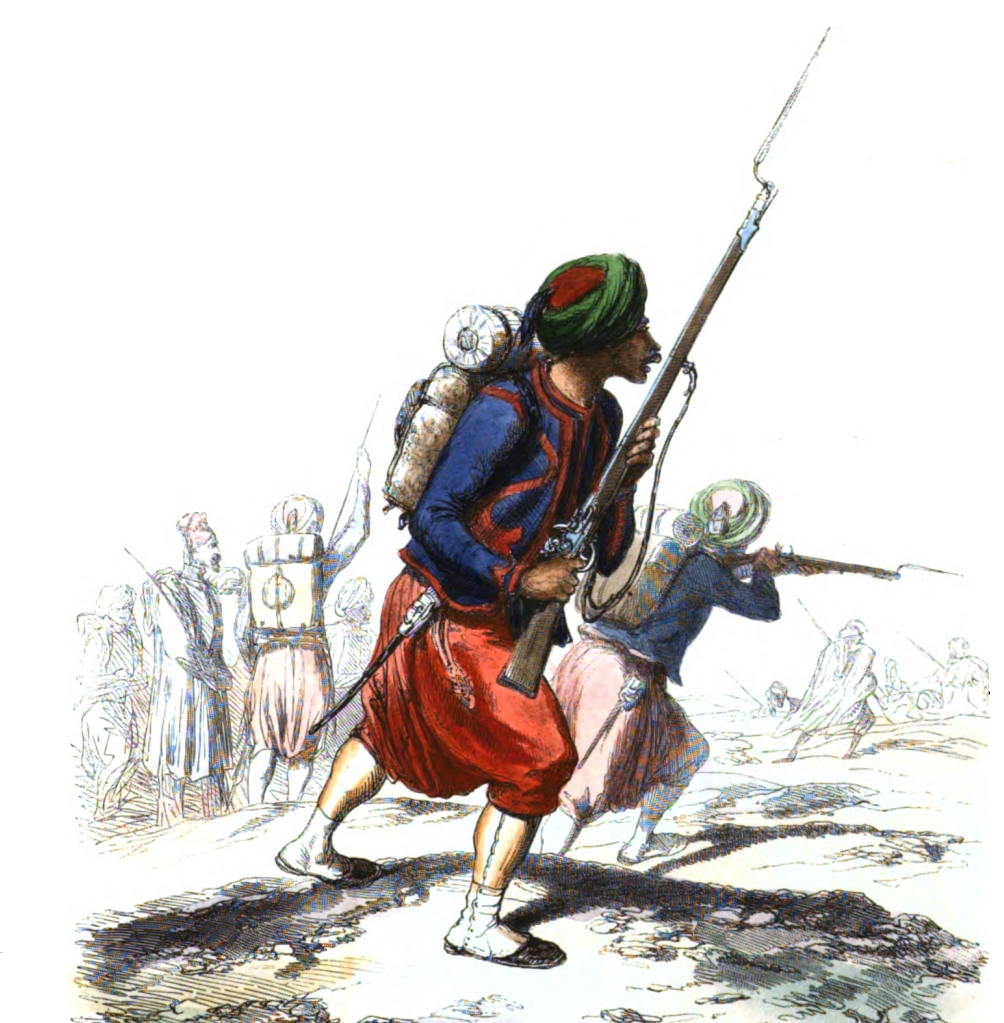
Zouaves

Dès la prise de possession d'Alger, le maréchal de Bourmont eut la pensée de l'utilité de former un corps de troupes dans lequel seraient admis les indigènes.
 Par arrêté du 1er octobre 1830, le général Clauzel organisa ce corps et ordonna la formation de deux bataillons d'indigènes sous le nom de zouaves. 
En 1843, le corps des zouaves formait un régiment à trois bataillons, chacun de neuf compagnies dont une de dépôt et se composait de Français et d'autochtones.
1830
Du 17 au 24 novembre, un bataillon de zouaves fait partie de l'expédition de l'Atlas sous les ordres du général Clauzel.
1831
Du 25 juin à la fin de juillet, les zouaves font partie de l'expédition de Médéa, sous les ordres du général Berthezène, et se trouvent au combat du 1er juillet, sur le plateau d'Ouara, et à celui du col de Mouzaïa, le lendemain, où ils résistent vigoureusement à l'ennemi.
1832
Le 2 octobre 1832, les zouaves prennent part à l'expédition et au combat de Boufarik.
1833
Les 3 et 4 mai, sous les ordres du général Trézel, les zouaves, qui ne formaient plus qu'un bataillon depuis l'ordonnance du 7 mars 1833, prennent part à l'expédition contre les Bouyaguel et les Guerouaou.
 Le 25 septembre, ils font partie de l'expédition de Coléah et se trouvent au combat de Boufarik
1834
Le 22 janvier, 300 zouaves et 100 cavaliers français et arabes font partie d'une expédition contre les Hadjoutes.
1835
Les zouaves font partie de plusieurs nouvelles expéditions dirigées contre les Hadjoutes, et dans tous les engagements avec ces redoutables adversaires. Ils donnent des preuves de la plus grande valeur.
1836
Du 8 janvier au 12 février, les zouaves prennent part à l'expédition de Tlemcen.
1837
Au mois d'octobre, le 1er bataillon des zouaves, rattaché à la 1re brigade sous les ordres du duc de Nemours, fait partie de la seconde expédition de Constantine. La prise de Constantine est le dernier fait d'armes auquel les zouaves aient pris part, jusqu'à la reprise des hostilités au commencement de 1840.
1838
1839
1840
Du 12 au 21 mars, les zouaves font partie de l'expédition de Cherchell. 
Du 26 avril au 22 mai, rattachés à la 1re brigade du général d'Houdetot elle-même rattachée à la 1re division du duc de Nemours ils prennent part à l'expédition de Médéa. Le 27 avril lors du combat de l'Affroun, les zouaves s'emparent au pas de charge et à l'arme blanche d'un des premiers mamelons de l'Affroun occupé par les ennemis. Dans la marche du 4 mai, sur la Chiffa, un engagement sérieux a lieu à l'arrière garde : les zouaves, sur lesquels l'ennemi essaie un houra, le culbutent et lui tuent ou blessent beaucoup d'hommes et de chevaux.
 Le 12 mai, deux bataillons de zouaves, affectés à la 2e colonne, sous les ordres du colonel Lamoricière, prennent part à l'attaque et à la prise du col de Mouzaia. Au combat du 16 mai, en avant du bois des Oliviers, les zouaves abordent un bataillon régulier dans le bois et le rejettent au-delà de la Chiffa. Le 20 mai, lors du combat acharné au bois des Oliviers que les Arabes livrent à l'arrière garde de la colonne, composé du 17e léger, un bataillon de zouaves est commandé pour appuyer le bataillon du 15e léger et le 48e de ligne qui se portent au secours du 17e léger fortement engagé.
Du 4 juin au 4 juillet, les zouaves font partie de l'expédition de Miliana.
Du 18 au 20 septembre, 550 zouaves prennent part à une expédition contre Ben Salem sur les rives du Boudouaou dans la province d'Alger. 
 Du 26 octobre au 22 novembre, dans la province de Tittery, les zouaves prennent part aux opérations de la campagne d'automne.
 Le 29 décembre, la garnison de Médéa, dont font partie les zouaves, exécute une sortie contre la tribu des Ouzra-Ghazala durant laquelle 30 Arabes environ sont tués et 10 sont faits prisonniers.
1841
Dans la nuit du 16 au 17 janvier, une partie de la garnison de Médéa, composée de 500 zouaves environ, s'avance jusqu'à la vallée d'Ouara, et ramènent sept heures du matin 1 500 moutons, 150 bœufs, 40 bêtes de somme, et 32 prisonniers. À son retour, la colonne est attaquée par 300 Kabaïles qu'elle repousse vigoureusement.
 Le 5 février, El-Berkani à la tête de 800 à 900 réguliers se présente devant Médéa, en même temps qu'un corps considérable de Kabaïles des environs prend position de manière à attaquer les troupes qui sortiront de cette place. 550 hommes et deux pièces de montagnes sortent et chargent l'ennemi qui lâche prise en éprouvant des pertes considérables.
 Du 27 avril au 9 mai, le régiment des zouaves prend part au ravitaillement de Médéa et de Miliana, et se trouve aux combats qui ont lieu pendant ces expéditions les 2, 3, 4 et 5 mai. Du 18 mai au 3 juin, les zouaves font partie de l'expédition de Tegdempt. Du 7 au 27 juin, ils concourent au ravitaillement de Mascara et ils livrent un combat d'arrière-garde, le 25.
Les zouaves prennent part à la campagne d'automne, du 21 septembre à la fin d'octobre. Le 22 septembre, au point du jour, le gouverneur général pénètre dans les montagnes boisées et difficiles de Sidi-Yahia; la cavalerie, soutenue par les zouaves, se précipite résolument dans les fourrés où s'engage un feu très vif à bout portant, sur tous les points. 2 000 têtes de bétail sont capturées ainsi que 329 prisonniers, hommes et femmes.
 Du 7 au 14 octobre, les zouaves prennent part au ravitaillement de Miliana et au combat de Chaab-el-Gotta, le 8 du même mois.
1842
Le 29 avril, les zouaves participent au combat de Rab-el-Taza contre Abd el-Kader.
 Les 14 et 15 mai, les zouaves prennent part à une expédition contre les Ouled-Ham.
 Les 16 au 17 mai, les zouaves font partie d'une expédition dirigée dans le bois des Karessas situé dans la province d'Alger puis ils font partie de l'expédition du printemps en mai et juin.
Au mois de septembre, ils prennent part à une expédition dans l'Ouarensenis. 
Le 19 septembre, ils contribuent à charger avec le plus grand succès 4 000 Kabaïles qui attaquaient la division. Les combats de cette la journée, coûtent la vie à un grand nombre de Kabaïles mais deux lieutenants des zouaves dont sont tués ainsi quatre capitaines et deux lieutenants blessés. Dans la journée du 20, les zouaves concourent à repousser les diverses attaques que les Arabes tentent contre la colonne. Aux mois de novembre et de décembre, les zouaves font, sous les ordres du gouverneur général, une seconde expédition dans l'Ouarensenis.
1843
En février 1843, un bataillon des zouaves se distingue dans l'expédition contre la tribu des Beni-Ferrah dans la région de Miliana.
 Au mois de mars, dans la province de Tittery, les zouaves font partie de l'expédition chez les Beni-Djaad et contre les Nezliona, sous les ordres du duc d'Aumale. Le 11 mars, alors l'avant-garde arrive au pied des montagnes de Nezliona, 120 spahis se lancent hardiment sur quelques cavaliers Arabes postés sur le mamelon de Dra-el-Abhas. L'infanterie les rejoint aussi promptement que possible et une compagnie de zouaves, entraînée par le colonel Cavaignac, tombe à la baïonnette sur les Kabaïles surpris, et les culbute.
En mai, juin et juillet, les zouaves prennent part à une expédition dans l'Ouarensenis, sous les ordres du gouverneur général. Le 12 mai , la cavalerie, le goum et le 3e bataillon de zouaves, se dirigent sur la tribu des Sbihh, l'atteignent vers le soir, et après un petit combat où cette tribu perd une trentaine d'hommes, ils font une des razzias considérables : 1 900 prisonniers, 300 à 400 poulains ou juments, 700 ou 800 ânes et 10 000 ou 12 000 têtes de bétail restent au pouvoir des troupes françaises.
Du 13 juillet au 11 août, après cette expédition, le 3e bataillon de zouaves, entre dans la composition de la colonne, qui opère dans l'ouest de l'Ouarensenis, sous les ordres du colonel Pelissier, et qui obtient de nombreuses soumissions de tribus.
Du 8 au 16 mai, les zouaves prennent part aux opérations chez les Djaffras, dans la région de Mostaganem.
 Le 29 juin, un bataillon de zouaves, sous les ordres du lieutenant-colonel Chasseloup participe à la razzia exécutée chez les Beni-Meda.

## Légion étrangère

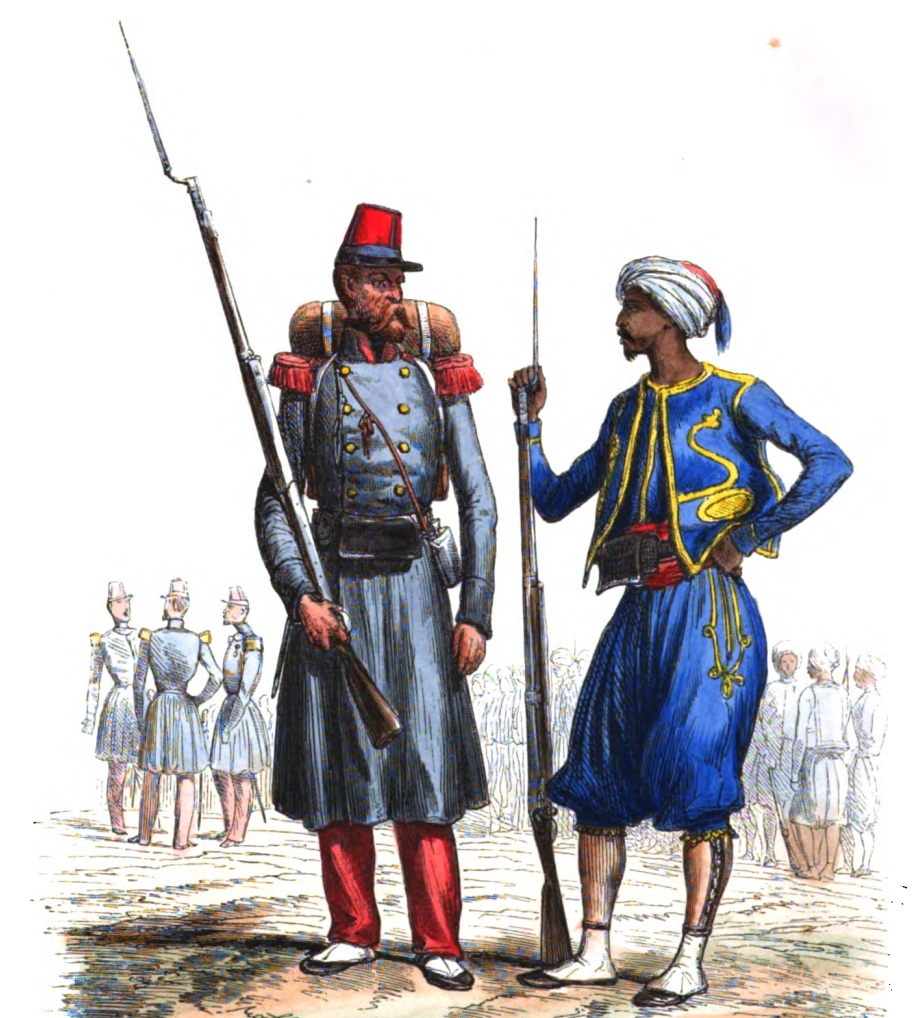
Légion étrangère et tirailleurs indigènes

Une loi du 9 mars 1831 ayant autorisé la formation d'une légion d'étrangers, sous la condition qu'elle ne pourra être employée que hors du territoire continental du royaume, l'ordonnance royale du 10 du même mois prescrivit la formation de cette légion, laquelle fut organisée successivement avec les étrangers de toutes nations, déserteurs ou réfugiés.
Une ordonnance du 25 juin 1835 ayant rapporté celle du 10 mars 1831, et disposé que la Légion étrangère cesserait de faire partie de l'armée française, cette légion est passée alors au service de la reine d'EspagneIsabelle II, dans le cadre de la première Guerre carliste.
Mais dans la même année, la formation d'une nouvelle Légion étrangère fut prescrite par l'ordonnance du 16 décembre. Le 1er bataillon a été organisé immédiatement, et les autres bataillons à mesure que les besoins du service l'ont exigé.
 Enfin, une ordonnance du roi, du 30 décembre 1840, a divisé la Légion étrangère en deux régiments, qui ont pris la dénomination de 1er et 2e régiments de la Légion étrangère. 
Le 1er régiment s'est trouvé constitué avec les trois premiers bataillons. 
Le 2e régiment a été organisé à Bône, le 13 avril 1841, provisoirement à deux bataillons avec le 4e bataillon envoyé d'Alger et le 5e bataillon qui était à Bône. Le 3e bataillon a été formé au mois de mai suivant.
 Cette légion a pris part à tous les combats que les troupes françaises ont livrés en Algérie depuis 1831. 
Les compagnies polonaises se sont particulièrement distinguées.
1831
En août 1831, les premiers bataillons de la Légion étrangère débarquent en Algérie.
1832
1833
7 bataillons de la Légion étrangère sont en poste en Algérie.
1834
Le 4e bataillon de la Légion est dissous.

Le 14 février 1834, le 7e bataillon de la Légion composé de Polonais devient 4e bataillon. 

6 bataillons de la Légion Étrangère sont en Algérie.
1835
La Légion Étrangère part pour l'Espagne.
1837
Le 1er bataillon de la nouvelle Légion étrangère est en Algérie.
1838
Le 2e bataillon de la nouvelle Légion étrangère est en Algérie.
1839
1840
Du 22 avril au 22 mai la Légion, sous les ordres du général Rumigny, fait partie de l'expédition de Médéa. Le 30 avril, elle se trouve au combat de l'Oued-Ger. Le 12 mai, pendant que les colonnes d'attaque s'emparent du col de Mouzaïa, l'arrière-garde, composée du 58e de ligne, du 17e léger et de la Légion étrangère, soutient plusieurs combats contre de nombreux rassemblements de Kabaïles, et leur fait perdre beaucoup de monde.

Une ordonnance royale, du 30 décembre 1840, divise la Légion étrangère en deux régiments, qui prennent la dénomination de 1er régiment de la Légion étrangère et 2e régiment de la Légion étrangère.
étrangère.
1841
Le 1er régiment de la Légion étrangère est constitué avec les trois premiers bataillons.

Le 2e régiment de la Légion étrangère est organisé à Bone, le 13 avril 1841, provisoirement à deux bataillons avec le 4e bataillon envoyé d'Alger et le 5e qui était à Bone. Le 3e bataillon est formé au mois de mai suivant.
1842
1843
Création par la Légion Étrangère de Sidi-bel-Abbès, ville-garnison de la Légion étrangère et en sera la maison-mère et la capitale jusqu'à l'indépendance de l'Algérie en 1962.
1844
1845
1846
1847
1848
1849
Du 16 juillet au 26 novembre 1849 les 1er et 2e bataillons de la Légion étrangère ainsi que les 8e et 43e régiments d'infanterie de ligne, 8e bataillon de chasseurs à pied et 3e BILA sont engagés au siège de Zaatcha.

## Tirailleurs indigènes
Une ordonnance du 7 décembre 1841 prescrit la formation de bataillons d'infanterie indigènes, prenant la dénomination de bataillons de tirailleurs indigènes, et portant en outre le nom de la province ou de la subdivision dans laquelle ils ont été organisés.
En 1843, le nombre des bataillons de tirailleurs indigènes était de trois :
- Bataillon de tirailleurs indigènes d'Alger pour les provinces d'Alger et de Tittery qui deviendra en 1856 le 1er régiment de tirailleurs algériens
- Bataillon de tirailleurs indigènes d'Oran pour la province d'Oran qui deviendra en 1856 le 2e régiment de tirailleurs algériens
- Bataillon de tirailleurs indigènes de Constantine pour la province de Constantine qui deviendra en 1856 le 3e régiment de tirailleurs algériens

## Garde nationale ou milice africaine

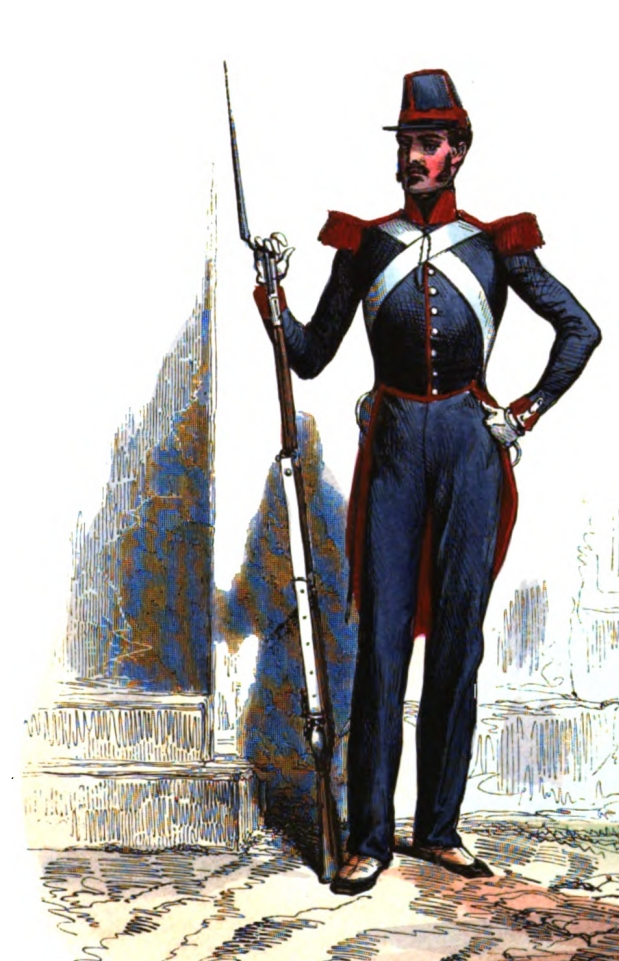
Garde nationale d'Alger

Dès les premiers temps qui ont suivi l'arrivée des troupes françaises en Afrique, l'autorité française a senti que la formation d'une milice locale était le seul moyen d'assurer l'ordre et la tranquillité sur les divers points occupès, dans les circonstances où l'on serait forcé de réunir contre les ennemis du dehors toutes les troupes disponibles.
 Frappé de l'importance de cette institution, le général Clauzel, commandant en chef l'armée d'Afrique, créa, par un arrêté du 24 décembre 1830, dans la ville d'Alger, une garde urbaine dont les rangs devaient s'ouvrir indistinctement à tous les Européens, et, sous certaines garanties, aux autochtones eux-mêmes; mais cette mesure reçut à peine un commencement d'exécution.
La garde nationale, en Afrique, ne fut régulièrement organisée que par un arrêté par Anne Jean Marie René Savary duc de Rovigo, en date du 21 septembre 1832, dont les dispositions s'étendaient aux villes d'Oran et de Bône, et appelaient les Français seuls à en faire partie.
Plus tard, le rapide accroissement de la population européenne dans l'Algérie fit reconnaître la nécessité d'apporter quelques modifications à cette dernière disposition, et, par arrêté du 22 mars 1836, le maréchal Clauzel admit au service de la garde nationale tous les Européens âgés de 20 à 50 ans, domiciliés à Alger, et propriétaires et patentés. En conséquence de cette disposition, et pour mieux faire comprendre aux étrangers de tous les pays, établis dans l'Algérie et jouissant des mêmes droits que les Français, qu'ils devaient être assujettis aux mêmes devoirs, on a substitué au titre de garde nationale celui de milice africaine.

## Génie

### 1errégiment du génie
- 1er bataillon du 1er régiment du génie
  - Compagnie de mineurs arrive en Afrique avec les premières troupes de l'expédition de 1830. Elle rentre en France le 11 janvier 1831. Cette compagnie est renvoyée une seconde fois en Algérie du 1er mars 1837 au 13 janvier 1842.
  - 1re compagnie de sapeurs arrive en Afrique avec les premières troupes de l'expédition de 1830. Elle rentre en France le 3 janvier 1831. Cette compagnie est renvoyée une seconde fois en Algérie du 31 décembre 1839 au ???.
  - 2e compagnie de sapeurs arrive en Afrique avec les premières troupes de l'expédition de 1830. Elle rentre en France le 3 janvier 1831. Cette compagnie est renvoyée une seconde fois en Algérie du 13 janvier 1840 au ???.
  - 3e compagnie de sapeurs arrive en Afrique avec les premières troupes de l'expédition de 1830. Elle rentre en France le 11 janvier 1831. Cette compagnie est renvoyée une seconde fois en Algérie du 24 août 1840 au ???.
  - 4e compagnie de sapeurs part de France le 29 septembre 1836. Elle rentre en France le 23 juillet 1841.
  - 5e compagnie de sapeurs part de France le 2 mars 1837. Elle rentre en France le 11 février 1842.
  - 6e compagnie de sapeurs part de France le 23 novembre 1841.

- 2e bataillon du 1er régiment du génie
  - 5e compagnie de sapeurs part de France les 5 et 9 novembre 1835. Elle rentre en France le 6 septembre 1841.
  - 6e compagnie de sapeurs part de France les 19 novembre 1835. Elle rentre en France le 25 juillet 1841.
  - 7e compagnie de sapeurs part de France les 28 novembre 1835. Elle rentre en France les 21 et 23 octobre 1842.

- Compagnie de sapeurs conducteurs part de France le 12 août 1838.

### 2erégiment du génie
- 1er bataillon du 2e régiment du génie
  - 1re compagnie de sapeurs part de France le 1er avril 1834. Elle rentre en France le 12 août 1838.
  - 2e compagnie de sapeurs part de France le 4 décembre 1836. Elle rentre en France le 1er août 1841.
  - 3e compagnie de sapeurs part de France le 23 novembre 1841.
  - 4e compagnie de sapeurs arrive en Afrique avec les premières troupes de l'expédition de 1830. Elle rentre en France le 11 janvier 1831. Cette compagnie est renvoyée une seconde fois en Algérie du 28 décembre 1841 au ???.
  - 5e compagnie de sapeurs arrive en Afrique avec les premières troupes de l'expédition de 1830. Elle rentre en France le 11 janvier 1831.
  - 7e compagnie de sapeurs part de France le 4 août 1839.

- 2e bataillon du 2e régiment du génie
  - Compagnie de mineurs part de France le 12 avril 1834.
  - 1re compagnie de sapeurs part de France les 17 juillet et 10 août 1832. Elle rentre en France le 17 février 1836.
  - 3e compagnie de sapeurs part de France le 20 septembre 1833. Elle rentre en France le 16 janvier 1837.
  - 4e compagnie de sapeurs part de France les 3 et 8 décembre 1833. Elle rentre en France le 2 septembre 1840.
  - 5e compagnie de sapeurs part de France le 24 décembre 1833. Elle rentre en France le 28 mars 1839.
  - 6e compagnie de sapeurs part de France le 8 avril 1841.
  - 7e compagnie de sapeurs part de France le 27 décembre 1833. Elle rentre en France le 12 août 1838.

- Compagnie de sapeurs conducteurs part de France le 6 mars 1837.

### 3erégiment du génie
- 1er bataillon du 3e régiment du génie
  - Compagnie de mineurs arrive en Afrique avec les premières troupes de l'expédition de 1830. Elle rentre en France le 2 mars 1832.
  - 1re compagnie de sapeurs part de France le 3 avril 1841.
  - 2e compagnie de sapeurs part de France le 3 avril 1841.
  - 3e compagnie de sapeurs part de France le 28 janvier 1842.
  - 4e compagnie de sapeurs arrive en Afrique avec les premières troupes de l'expédition de 1830. Elle rentre en France le 22 décembre 1831. Cette compagnie est renvoyée une seconde fois en Algérie du 3 avril 1841 au ???.
  - 5e compagnie de sapeurs part de France le 30 mars 1837. Elle rentre en France le 6 mars 1842.
  - 6e compagnie de sapeurs part de France les 23 juillet, 2 et 4 août 1837. Elle rentre en France le 30 mars 1842.
  - 7e compagnie de sapeurs part de France le 9 mai 1832. Elle rentre en France le 22 avril 1834.

- 2e bataillon du 3e régiment du génie
  - Compagnie de mineurs part de France le 26 janvier 1832. Elle rentre en France le 2 mai 1834.
  - 1re compagnie de sapeurs part de France les 3 et 30 janvier 1833. Elle rentre en France le 23 avril 1836.
  - 2e compagnie de sapeurs part de France les 3 et 30 janvier 1833. Elle rentre en France le 23 avril 1836.
  - 3e compagnie de sapeurs part de France le 9 février 1840.
  - 5e compagnie de sapeurs part de France en novembre 1831. Elle rentre en France en janvier 1834.
  - 6e compagnie de sapeurs part de France en novembre 1831. Elle rentre en France en janvier 1834.
  - 7e compagnie de sapeurs part de France le 28 mai. Elle rentre en France 17 août 1836.

- Compagnie de sapeurs conducteurs part de France le 20 janvier 1842.

## Artillerie

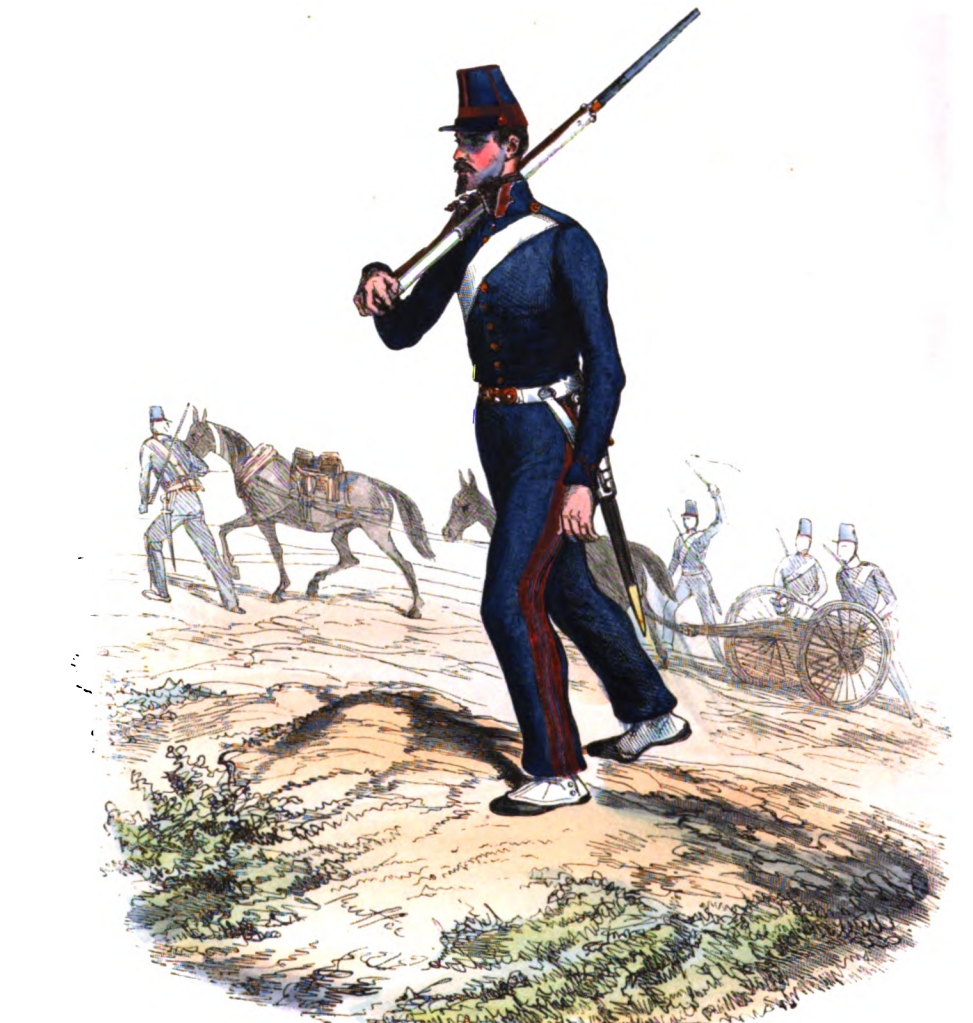
Artillerie de montagne - Tenue de campagne

### 2erégiment d'artillerie
- 2e régiment d'artillerie
  - 4e batterie arrive en Afrique avec les premières troupes de l'expédition de 1830. Elle rentre en France le 8 septembre 1830.
  - 10e batterie arrive en Afrique avec les premières troupes de l'expédition de 1830. Elle rentre en France le 8 décembre 1831.
  - 11e batterie arrive en Afrique avec les premières troupes de l'expédition de 1830. Elle rentre en France le 29 décembre 1837.

### 3erégiment d'artillerie
- 3e régiment d'artillerie
  - 4e batterie arrive en Afrique avec les premières troupes de l'expédition de 1830. Elle rentre en France le 3 janvier 1831.
  - La moitié de la 7e batterie part de France les 20 et 21 septembre 1837. Elle rentre en France le 29 janvier 1839.
  - 10e batterie arrive en Afrique avec les premières troupes de l'expédition de 1830. Elle rentre en France le 3 janvier 1831.
  - 11e batterie arrive en Afrique avec les premières troupes de l'expédition de 1830. Elle rentre en France le 29 décembre 1831.
  - 13e batterie part de France le 9 mai 1832. Elle rentre en France le 28 août 1836.

### 4erégiment d'artillerie
- 4e régiment d'artillerie
  - 4e batterie part de France le 5 août 1837. Elle rentre en France le 21 mars 1838.
  - 10e batterie arrive en Afrique avec les premières troupes de l'expédition de 1830. Elle rentre en France le 3 janvier 1831.
  - 11e batterie arrive en Afrique avec les premières troupes de l'expédition de 1830. Elle rentre en France le 11 janvier 1832.

### 5erégimentd'artillerie
- 5e régiment d'artillerie
  - 4e batterie part de France le 23 novembre 1831. Elle rentre en France le 5 octobre 1834.
  - 5e batterie part de France le 30 octobre 1833.
  - 10e batterie part de France le 1er décembre 1831. Elle rentre en France le 15 avril 1835.
  - 11e batterie part de France le 13 décembre 1831. Elle rentre en France le 30 août 1834.
  - 12e batterie part de France le 13 décembre 1831. Elle rentre en France le 2 avril 1833.

### 6erégimentd'artillerie
- 6e régiment d'artillerie
  - 3e batterie part de France les 11 et 12 janvier 1840.

### 7erégiment d'artillerie
- 7e régiment d'artillerie
  - 4e batterie arrive en Afrique avec les premières troupes de l'expédition de 1830. Elle rentre en France le 8 décembre 1831.
  - 10e batterie arrive en Afrique avec les premières troupes de l'expédition de 1830. Elle rentre en France fin août 1830.
  - 11e batterie arrive en Afrique avec les premières troupes de l'expédition de 1830. Elle rentre en France le 11 janvier 1832.
  - 12e batterie part de France le 9 mai 1832. Elle rentre en France le 4 février 1838.

### 9erégiment d'artillerie
- 9e régiment d'artillerie
  - 4e batterie arrive en Afrique avec les premières troupes de l'expédition de 1830. Une partie rentre en France le 8 septembre 1830 et l'autre partie le 8 décembre 1831.
  - 8e batterie part de France le 24 juillet 1837. Elle rentre en France le 10 juin 1839.
  - 10e batterie arrive en Afrique avec les premières troupes de l'expédition de 1830. Elle rentre en France fin août 1830.
  - 11e batterie arrive en Afrique avec les premières troupes de l'expédition de 1830. Elle rentre en France le 11 janvier 1832.

### 10erégiment d'artillerie
- 10e régiment d'artillerie
  - 3e batterie y combat en 1837
  - 4e batterie part de France les 30 mars et 1er avril 1833. Une partie rentre en France le 26 mars 1838 et l'autre partie rentre le 18 février 1839.
  - 5e batterie part de France le 20 septembre 1833. Elle rentre en France le 10 septembre 1836.
  - 6e batterie part de France le 20 septembre 1833. Elle rentre en France le 10 septembre 1836.
  - 10e batterie part de France le 13 novembre 1831. Elle rentre en France le 4 octobre 1831.
  - 11e batterie batterie part de France le 13 novembre 1831. Elle rentre en France le 1er octobre 1831.
  - 12e batterie part de France le 1er décembre 1831. Elle rentre en France le 1er octobre 1831.
  - 16e batterie part de France le 11 juillet 1832. Elle rentre en France le 27 juin 1836.

### 11erégiment d'artillerie
- 11e régiment d'artillerie
  - 5e batterie y combat le 22 juillet 1845 contre les Onled-Nail et les Beni-Djaad[15]

### 12erégiment d'artillerie
- 12e régiment d'artillerie
  - 4e batterie part de France les 3 et 4 janvier 1840.

### 13erégiment d'artillerie
- 13e régiment d'artillerie
  - 5e batterie part de France les 7 et 12 avril 1837.

### 14erégiment d'artillerie
- 14e régiment d'artillerie
  - 4e batterie part de France le 31 juillet 1837 et rentre en métropole en 1839.
  - Les 4e et 5e batteries partent de France les 27 et 31 décembre 1840 et reviennent en France en 1844.

### Artillerie de marine
- Artillerie de marine
  - 1re batterie arrive en Afrique avec les premières troupes de l'expédition de 1830. Elle rentre en France en octobre 1830.
  - 2e batterie arrive en Afrique avec les premières troupes de l'expédition de 1830. Elle rentre en France en octobre 1830.
  - 3e batterie arrive en Afrique avec les premières troupes de l'expédition de 1830. Elle rentre en France en octobre 1830.
  - 4e batterie arrive en Afrique avec les premières troupes de l'expédition de 1830. Elle rentre en France en octobre 1830.

## Chasseurs à cheval d'Afrique

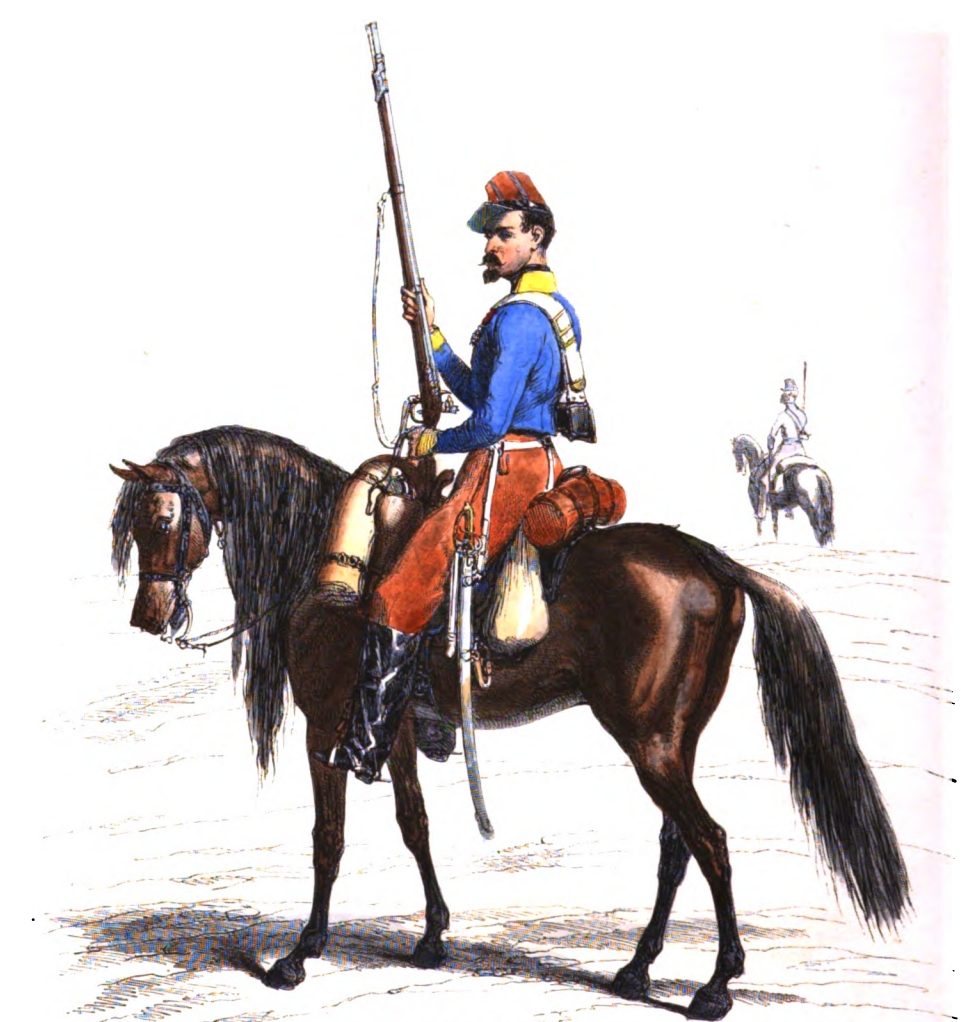
Chasseurs d'Afrique - Tenue de guerre

Les 1er et 2e régiments de chasseurs à cheval d'Afrique ont été organisés en vertu d'une ordonnance royale du 17 novembre 1831, qui prescrivit la formation de deux régiments de cavalerie légère sous la dénomination de chasseurs d’Afrique.

Le 3e régiment de chasseurs à cheval d'Afrique est créé par une ordonnance royale du 6 janvier 1833, prescrivant la formation, à Bône, d'un régiment de chasseurs d'Afrique, sous le numéro 3. 

Le 4e régiment de chasseurs à cheval d'Afrique est créé par une ordonnance royale du 31 août 1839, prescrivant la formation, à Constantinople, d'un régiment de chasseurs d'Afrique, sous le numéro 4.

### 1errégiment de chasseurs d'Afrique
1831
Le 17 novembre 1831, le 1er régiment de chasseurs à cheval d'Afrique est organisé en vertu d'une l'ordonnance royale qui prescrit la formation de deux régiments de cavalerie légère sous la dénomination de chasseurs d'Afrique.
1832
Le 6 avril 1832 , le 1er régiment de chasseurs, soutenu par deux compagnies de la Légion étrangère, marche sur la tribu des El-Ouflia, pour la châtier de l'acte de trahison qu’elle avait commis quelque temps auparavant. Le 2 octobre 1832, le régiment prend part à l'expédition et au combat de Boufarik.
1833
Les 3 et 4 mai, sous les ordres du général Trézel, les 2e et 3e escadrons du régiment font partie d’une expédition contre les Bouyagaeb et les Guerouaou. Le 25 septembre, 200 cavaliers du régiment prennent part à une expédition sur Coléah et au combat des défilés de Boufarik.
1834
Du 19 au 22 mai, 100 chasseurs du 1er régiment font partie d’une expédition dirigée contre les Hadjoutes.
1835
Du 5 au 9 janvier, le régiment prend part à une autre expédition contre les Hadjoutes.
 Le 29 mars, deux escadrons du 1er régiment de chasseurs, faisant partie d’une colonne qui avait quitté Boufarik, se dirigeant vers la Chiffa, traversent au petit jour cette rivière et exécutent une charge sur les rassemblements ennemis qui s’enfuient épouvantés.
 Le 9 août le régiment fait partie d'une nouvelle expédition dirigée contre les Hadjoutes.
Du 11 au 22 octobre, le régiment prend part à une expédition dans la Metidja. 
Le 18, il concourt à culbuter 3 000 fantassins ennemis.
 Le 30 novembre, le régiment se trouve à l‘affaire de Ouled Mendil.
1836
Du 1er au 3 mars, le régiment est au nombre des troupes qui opèrent une reconnaissance le long de la Chiffa et dans la direction de Coléah.
 En mars et avril, le régiment prend part à une expédition qui va jusqu’à Médéa. Au combat du 31 mars, un peloton de chasseurs refoule les ennemis. Le 2 avril le régiment se trouve au passage de Teniah de Mouzaïa et arrive le 4 à Médéa.
1837
Du 23 au 26 février, le régiment fait partie d'une reconnaissance sur l'Arba et se trouve à un combat livré le 24.

Du 25 au 30 mai, sous le commandement du général Perrégaux, le régiment prend part à une expédition. Dans la nuit du 25 au 26 mai, le colonel Maximilien Joseph Schauenburg accompagné du 1er régiment de chasseurs, 2 bataillons d'infanterie et 20 sapeurs sont envoyés au secours du poste de Boudouaou. Le 28, la colonne longeant l’Oued Isser, aperçoit au gué de Ben Batah un nombre assez considérable de Kabaïles. Le gué est franchi par la cavalerie et les zouaves, les hauteurs sont attaquées, et les Arabes débusqués de crêtes en crêtes, sont précipités dans l'Oued Isser. Dès ce moment, l’ennemi disparaît avec une grande rapidité.
En octobre, deux escadrons du régiment prennent part à l'expédition de Constantine
1838
1839
En octobre et en novembre, pendant l'expédition des Portes de Fer, le régiment fait partie de la première division commandée par le duc d’Orléans.
Le 1er régiment de chasseurs se trouve au combat du 31 décembre, entre le camp supérieur de Blida et la Chiffa.
1840
Du 12 au 21 mars, 4 escadrons du régiment font partie de l'expédition de Cherchell.
Du 18 au 20 avril, 2 escadrons concourent à une expédition sur le Fondouk.
 Du 26 avril au 22 mai, 500 hommes de ce corps prennent part à l'expédition de Médéa. Le 27 avril, au combat de l'Affroum, les chasseurs attaquent avec beaucoup de vigueur et rejettent l'ennemi jusqu'au pied des hauteurs de l'Affroum.
 Du 4 juin au 4 juillet, le régiment participe à l'expédition de Miliana. Les 7 et 12 juin, le commandant Bouscarens, du 1er de chasseurs, à la tête des spahis et des gendarmes maures, charge vigoureusement les Kabaïles et les chasse de leurs positions. Du 18 au 20 septembre, 380 chevaux du régiment prennent part à une expédition dirigée contre les troupes de Ben-Salem, sur les rives de Boudouaou. Au combat du 19 septembre, le 1er de chasseurs passe rapidement la rivière de Boudouaou, aborde vigoureusement la cavalerie arabe, qui est coupée en deux et dispersée complètement par le 1er escadron. 120 cadavres restent sur place.
Du 1er au 7 octobre, le régiment fait partie d'une expédition dans la vallée du Chelif, jusqu'à Miliana, et se trouve au combat du 4 près de cette ville.
1841
Du 1er au 8 avril, le 1er régiment de chasseurs prend part aux ravitaillements de Médéa et à celui de Miliana du 27 avril au 9 mai. Le 3 mai, le corps expéditionnaire est attaqué devant Miliana par Abd-el-Rader, qui avait réuni 9 000 fantassins et 10 000 cavaliers. Cette petite armée est mise dans une déroute complète en laissant 400 morts. Le 4 mai, toute la cavalerie ennemie est poussée jusqu'au-delà du pont du Chelif El-Kantara, que les troupes françaises passent. Le 5, la cavalerie française bat, à Beni-Zoug-Zoug, 4 000 cavaliers commandés par
Abd-el-Kader lui-même. 4 escadrons de sa cavalerie régulière éprouvent une perte considérable, et laissent 180 hommes sur la place et 49 prisonniers.
Du 18 mai au 2 juin, le régiment fait partie de l'expédition de Boghar et de Thaza sous les ordres du général Baraguay-d'Hilliers, puis concourt aux diverses opérations exécutées par cet officier général, dans la province d'Alger, du 6 juin au 3 juillet.
1842
En avril, un détachement du régiment fait partie de l'expédition contre les Beni Menacer. Le 1er avril, il contribue par un coup de main à enlever ou détruire quatre postes qu'Embarek tenait le long de la Chiffa.
Du 16 au 17 mai, le régiment prend part à l'expédition, dans le bois des Karessas, qui permet la capture de 150 brigands Hadjoutes.
En juin et juillet, le régiment concourt à une expédition vers le Chelif, sous les ordres du général Changarnier. Le 1er juillet, la cavalerie, commandée par le colonel Korte, du 1er de chasseurs, se jette au milieu de la population, en enveloppe une partie pendant qu'elle lutte avec les cavaliers, dont les femmes, les enfants et les troupeaux se trouvent compromis. On se bat corps à corps et durant ce combat court, mais très-vif, 5 chasseurs sont tués, 11 sont blessés. L'ennemi perd de 40 à 50 cavaliers, 3 000 prisonniers, 1 500 chameaux , 300 chevaux ou mulets , et de 15 000 à 16 000 têtes de bétail tombent au pouvoir des troupes françaises.
 En juillet, un escadron du 1er régiment de chasseurs opère également, sous les ordres du général de Bar, dans la province de Tittery.
 En septembre, le régiment prend part à l’expédition dirigée dans l'Ouarensenis, par le général Changarnier. Le 19, 50 chasseurs chargent 4 000 Kabaïles qui attaquaient la division et les mettent en déroute. 
Du 22 novembre au 5 janvier 1843, le régiment fait partie de l'expédition de l'Ouarensenis sous les ordres du gouverneur général.
1843
Du 17 janvier au 12 février, un détachement du 1er régiment de chasseurs prend part à l'expédition contre les Beni-Menacer. Il contribue , le 23 janvier, à repousser Abd-el-Kader, et le lendemain à le chasser de la vallée de l'Oued Messelmoun et à le refouler dans les grandes montagnes des Gourayas.
Le 16 mai, sous les ordres du duc d'Aumale, 600 cavaliers, des 1er et 4e chasseurs, des spahis et gendarmes maures, prennent part à l'expédition dans laquelle ils s'emparent, à Taguin, de la Smala d'Abd-el-Kader. Le 28 juin, au camp de Teniet-el-Had , 120 cavaliers du 1er régiment de chasseurs contribuent à
exécuter une razzia, dans le pays des Beni-Meda.
Du 21 mai au 13 juin 1843 un peloton de 20 cavaliers du 1er de chasseurs prend part
aux opérations dans l'agalick de Sidi-Ghoberini.

### 2erégiment de chasseurs d'Afrique
1831
Le 17 novembre 1831, le 2e régiment de chasseurs à cheval d'Afrique est organisé en vertu d'une ordonnance royale qui prescrit la formation de deux régiments de cavalerie légère sous la dénomination de chasseurs d'Afrique.
1832
Le 23 octobre, le parc est attaqué par 500 cavaliers garabas. 130 hommes du 2e chasseurs et 200 hommes du 66e de ligne mettent les Arabes en déroute. Pendant le combat, 50 chasseurs s’étant trouvés au milieu de l'ennemi, conservent constamment l’avantage, et les Arabes ne peuvent prendre la fuite qu'en passant sous leurs coups meurtriers.
1833
Dans la nuit du 7 au 8 mai, une colonne, dans laquelle se trouvent 400 chevaux, sort d’Oran pour marcher sur les Arabes Garabas. Ceux-ci occupaient le premier plan des montagnes de Sidi-Kaddour-Deby. En un instant, deux escadrons du 2e régiment de chasseurs à cheval, les Turcs à pied et à cheval, deux compagnies de voltigeurs du 66e, et un demi-bataillon de la Légion étrangère, sont maîtres des trois camps des Garabas. La plupart des Arabes s’enfuient, beaucoup sont tués.
Le 27 mai, à cinq heures du matin, un escadron du 2e chasseurs, deux pièces de montagne, le 4e bataillon de la Légion étrangère, deux compagnies du 66e, sortent d'Oran pour protéger les travailleurs aux fortifications du poste de Kergeutah. Une vive fusillade s'engage entre les tirailleurs Français et les éclaireurs Arabes qui se présentent de tous côtés. Peu de temps après, les troupes Arabes, qui marche sur Oran, se déploient pour attaquer les troupes françaises de front, tandis qu’une autre colonne cherche à tourner la gauche. Pendant le combat, un escadron du 2e chasseurs d’Afrique fait une belle charge sur un détachement Arabe. Presque tout ce qui le composait est sabré par les chasseurs ou fusillé par 2 compagnies du 66e, embusquées derrière des haies d'aloès, et par des tirailleurs sortis à de la place. À trois heures après-midi, les troupes arabes commencent leur mouvement de retraite, après avoir eu plus de 200 tués et 500 ou 600 blessés.
60 chasseurs du 2e régiment font partie de l’expédition de Mostaganem. Ils prennent part au combat du 28, devant Mazagran, et à la prise de Mostaganem, qui a lieu le même jour.
 Les 4 et 5 août, le 2e régiment de chasseurs concourt à une expédition dirigée contre la tribu des Smélas.
Le 2 décembre, 400 chasseurs du 2e régiment prennent part à l’expédition contre les Bordgia.
1834
Le 6 janvier, des Arabes attaquent la grand'garde de cavalerie du côté du lac de Déat-Morcely, mais ils sont repoussés par 3 escadrons du 2e de chasseurs.
1835
Le 26 juin, lors du combat d'Illouley-Ismaël, les tirailleurs Arabes sont d’abord repoussés par l'avant-garde, composée de 2 escadrons du 2e régiment de chasseurs d’Afrique, 3 compagnies polonaises et 2 obusiers de montagne; mais ces troupes ayant été ramenées d’une centaine de pas, le général Trézel fait avancer le gros de ses forces, pendant que le colonel Auguste Oudinot exécute, avec son escadron de lanciers, une charge sur le chemin, où il est tué d‘un coup de feu au front. Après un moment de confusion causé par cet événement, un effort général décide l’ennemi à la retraite.
 Du 25 novembre au 13 décembre, le 2e régiment de chasseurs fait partie de l'expédition de Mascara. Le 1er décembre, au combat sur le Sig, il soutient les troupes, qui s’emparent d’un marabout auprès duquel sont réunis de 1 500 à 1 800 Arabes. Le 3 décembre, le maréchal Clauzel et le duc d’Orléans s’avancent en avant de la colonne, précédés seulement de quelques
tirailleurs et suivis d'un peloton de chasseurs d’escorte (40 à 50 chevaux au plus). Tout à coup ils découvrent le revers du rideau et se trouvent à 200 pas d'une masse énorme de cavaliers, dans laquelle vont donner les 10 à 12 voltigeurs qui les précèdent. C'est le début du combat au passage du bois de l’Habrah; un mouvement d’élan se manifeste alors parmi les officiers d’état-major et d’ordonnance qui suivent le prince et le maréchal, sabre à la main sans calculer la force des Arabes et sous les cris de : En avant! en avant! ils chargent à fond l’ennemi et le font reculer en désordre à plus de 500 mètres.
1836
Du 8 janvier au 12 février, le régiment fait partie de l’expédition de Tlemcen.
 Du 7 avril à la fin de ce même mois, 200 chasseurs du 2e régiment font partie des troupes qui opèrent une reconnaissance vers l'embouchure de la Tafna et se trouvent au combat du 15 avril, près Gazer, et à celui du 25 suivant, sur le mont Telgoat, soutenu par le 47e de ligne.
Le régiment fait partie de l’expédition sous les ordres du général Bugeaud, dans la province d'Oran, et se trouve au combat du 11 juin et à celui du 24, à la Sassef, ainsi qu’à celui de la Sikkak, le 6 juillet.
 Le régiment concourt aux opérations dirigées par le général Létang sur la Mina. Le 12 octobre, Abd-el-Kader, campé à Madera avec plus de 8 000 hommes d’infanterie, est débusqué en un instant et mis en pleine retraite par le 2e régiment de chasseurs d’Afrique, les Arabes de Mustapha, le 47e de ligne et des pièces de montagne.
1837
Le régiment fait partie de la division d'Oran.
1838
Le régiment fait partie de la division d'Oran.
1839
Le régiment fait partie de la division d'Oran.
 Le 15 décembre 1839, un détachement, qui fait partie de la garnison de Mostaganem, prend part à une sortie contre les troupes d'Abd-el-Kader, qui attaquaient Mazagran.
1840
Du 12 au 21 mars, le 1er escadron du 2e régiment de chasseurs d’Afrique est détaché de la division d'Oran et fait partie de l'expédition de Cherchell.
 Retourné dans la province d'Oran, le régiment se trouve au combat de Bridia, le 14 mai. 
Le 3 octobre, il est au combat près Miserghin, contre la cavalerie du kalifat Bon-Hamedy. Le régiment s'élance à la poursuite de l'ennemi et après une vive fusillade et un combat à l'arme blanche, les Arabes, dont le nombre est plus que double de celui du 2e régiment de chasseurs, battent en retraite, après avoir éprouvé de grandes pertes.
Du 21 au 23 octobre, le régiment fait partie de l'expédition contre les Ouled Ali (fraction des Béni Amer) et les Garabas. 
Du 8 au 11 novembre, il contribue à opérer une razzia dans les matamores de Bou-Chouicha.
1841
Du 12 au 14 janvier, le régiment concourt à une razzia, dans la plaine du Sig, à environ treize lieues d'Oran, contre les troupes arabes de Ben Tamy.
Du 18 mai au 3 juin, le régiment prend part à l'expédition de Tagdempt, et se trouve au combat du 30 mai, livré contre Abd-el-Kader, sur les hauteurs qui environnent Mascara.
En septembre et octobre, le régiment prend part à la campagne d'automne. Le 22 septembre, au point du jour, la colonne expéditionnaire pénètre dans les montagnes boisées et difficiles de Sidi-Gahia. Le 7 octobre, le gouverneur général se trouvant en présence des troupes d'Abd-el-Kader, donne aussitôt l'ordre d'engager l'action. Les 800 chasseurs, les spahis, et autres troupes de cavalerie, tombent sur la cavalerie des tribus et la mettent en fuite. D'un autre côté, le gouverneur général, franchissant les derniers ravins avec les zouaves, arrive pour secourir une partie des Medjahers, acculés par l'ennemi à une berge presque infranchissable. Aussitôt les cavaliers rouges d'Abd-el-Kader s'arrêtent, mais ils sont promptement renforcés par le reste des réguliers. En cet
instant, les chasseurs d'Afrique, les spahis et les Douairs, qui viennent de vaincre à droite, font un changement de direction et accourent prendre part à ce nouvel engagement. Ils donnent avec une grande impétuosité, dispersent et chassent tous les irréguliers du champ de bataille. Les cavaliers rouges seuls combattent vaillamment, quoique perdant du terrain, trois fois ils se rallient et soutiennent trois charges vigoureuses. Ils sont finalement mis en fuite et poursuivis jusqu'à une distance de deux lieues. Le 14 novembre, le régiment fait partie de l'expédition dirigée, contre la tribu des Beni-Méhemet et Sidi-Zerdoud, pour venger l'assassinat commis sur la personne du sous-lieutenant Alleaume. Partie de Bône, la colonne surprend la tribu au milieu des divertissements du Ramadan. Au signal convenu, l'attaque commence et en un instant, tout est tué ou mis en fuite, les troupeaux sont enlevés, ainsi que tout ce qui se trouvait dans les tentes.
1842
Du 14 mai au 13 juin, 250 chasseurs du 2e régiment prennent part à une expédition sur le Chelif, et se trouvent au combat du 18 mai contre les Beni-Zerouels, Beni-Zentès, Beni-Mediouna, ainsi qu'à celui du 19.
Du 18 août au 7 septembre, le régiment fait partie de l'expédition dans la vallée de l’Oued-Rihou.
En septembre et octobre, le régiment fait partie d'une expédition dirigée au sud et sud-est de Tegedempt, par le général Lamoricière.
En novembre et décembre, le régiment concourt à l'expédition contre les Flittas, toujours sous le commandement du général Lamoricière.
En décembre, 200 chasseurs du 2e régiment prennent part à une expédition et à une razzia exécutée le 20 décembre, contre les Cheurfas.
1843
Du 8 au 16 mai, une partie du régiment participe aux opérations chez les Djaffras, dirigées par le général Bedeau.
Le 14 mai, une autre partie du régimen, sous le commandement du général Gentil, effectue une razzia contre des fractions rebelles des Flittas. Un combat s'engage entre 51 chasseurs d'Afrique d'abord, auxquels 60 se réunissent un peu plus tard, pour contenir les attaques de 3 000 à 4 000 cavaliers réguliers et de 1 000 à 1 200 cavaliers des tribus. Les chasseurs ne pouvant plus combattre comme cavalerie, se réfugièrent sur une butte où se trouvent le marabout de Sidi-Rached et un cimetière. Ils mettent pied à terre, entourent leurs chevaux, et, couchés à plat ventre pour ne pas être tous tués par un feu très-supérieur, ils ne se relèvent que pour repousser les cavaliers réguliers et les gens des tribus qui ont également mis pied à terre. Ils rendent ainsi vains les efforts répétés de cette multitude, et quand, après plus de deux heures de résistance, ils sont délivrés par un bataillon du 32e de ligne, il y a 14 chasseurs tués et 22 blessés ainsi que 37 chevaux qui ont péri sous les balles.
En mai et juin, deux escadrons du régiment font partie des expéditions au sud de Mascara et dans l'Ouarensenis, sous les ordres du général Lamoricière. Ils prennent part, le 19 juin, à un combat livré dans la vallée du Haut-Rihou contre plusieurs tribus. 
Au mois d'août, ces escadrons concourent aux opérations dirigées par le même officier-général. Le 24, les tentes d’Abd-el-Kader ayant été aperçues Kerima par quelques cavaliers envoyés en reconnaissance, le général Lamoricière lance aussitôt sa cavalerie qui envahit le camp, tue une quarantaine de fuyards, fait une douzaine de prisonniers, enlève environ 60 chameaux, bon nombre de chevaux et de mulets. La tente de l'émir, celle du kalitat Ben-Alla et plusieurs de ses domestiques sont pris.
Le 11 novembre, une partie du régiment concours lors du combat de l'oued El Malah ou fut tué Mohammed Ben Allel dit Sidi Embarek, conseiller militaire d'Abd-el-Kader et descendant de Sidi Ali Embarek.

### 3erégimentde chasseurs d'Afrique
Une ordonnance royale, du 6 janvier 1833 a prescrit la formation définitive, à Bône, d'un régiment de chasseurs d'Afrique, sous le numéro 3. Ce régiment fut organisé immédiatement.
1833
520 cavaliers du 3e chasseurs, du corps auxiliaire turc et des spahis, font partie d'une expédition contre la tribu des Ouled Attia. Sortie de Bône le 21 avril, à minuit, la colonne cerne, a la pointe du jour, les Ouled Attia. Les Arabes s'élancent avec fureur sur les troupes, mais deux charges brillantes de cavalerie exécutées à l'arme blanche, mettent l'ennemi dans une déroute complète.
Le 12 septembre, 400 hommes du 3e régiment concourent à l'expédition contre la tribu des Merdès.
1834
Les 2 et 5 mars et le 23 avril 1834, des pelotons du 1er escadron du 3e de chasseurs d'Afrique concourent, avec le 59e régiment d'infanterie de ligne aux opérations exécutées par la garnison de Bougie. 
 Lors de l'attaque du 29 avril par les Kabaïles ceux-ci sont poursuivis et sabrés par la cavalerie française.
 Le régiment prend part à une expédition contre Achmet, bey de Constantine. Lors du combat du 20 novembre, les escadrons du 3e de chasseurs, les spahis, les Arabes auxiliaires mettent les troupes d‘Achmet-Bey dans la plus complète déroute.
Les 5 et 8 décembre, l'escadron du 3e de chasseurs qui est à Bougie se trouve dans divers combats.
1835
Les 30 avril et 1er mai, les escadrons restés à Bône font partie d'une expédition contre les Beni-Foughas.
Les 3 et 4 octobre, 3 escadrons de ce corps concourent à une expédition contre les Beni-Salah.
1836
Au mois de novembre, 259 hommes du 3e régiment de chasseurs d'Afrique font partie de l'expédition de Constantine. Le 24 novembre, premier jour de la retraite, les chasseurs d'Afrique, formant l'arrière-garde, contribuent à repousser toutes les attaques des Arabes, leur tuant beaucoup de monde et les contenant constamment. Le 27, trois escadrons du 3e chasseurs d’Afrique exécutent une charge brillante contre les Arabes qui se précipitent sur l'arrière-garde française, au moment où l'armée quitte le bivouac de Sidi-Tamtam.
1837.
En octobre 1837, les six escadrons du 3e régiment de chasseurs d'Afrique, qui entrent dans la composition de la 1re brigade du duc de Nemours, prennent part à la seconde expédition de Constantine.
1838
Du 8 au 12 avril, le régiment fait partie de l'expédition et de la reconnaissance sur Stora, sous les ordres du général Négrier.
Le 3e régiment de chasseurs est aux combats des 16 et 11 décembre, pendant l'expédition de Sétif.
1839
Trois escadrons du 3e régiment de chasseurs d’Afrique prennent part à une autre expédition de Sétif et se trouvent au combat du 26 mai, à Sidi Embarek, contre Ben Salem lieutenant d'Abd-el-Kader.
 Aux mois d'octobre et novembre, le régiment fait partie de l'expédition des Portes de Fer.
 En décembre, un détachement du 3e chasseurs fait partie d'une expédition contre les Ouled Nibotz.
1840
Deux escadrons du 3e régiment de chasseurs d'Afrique prennent part à l'expédition du 2 février contre les Beni-Saak et les Beni-Duelkan. Ces
tribus sont attaquées par la cavalerie, qui, ne pouvant pénétrer dans les douars avec les chevaux, met pied à terre et détruit tout ce qui se présente devant elle.
Du 16 au 25 avril, deux escadrons du régiment font partie de l'expédition contre les Aractas.
Le 18 mars, un escadron du régiment prend part à l'expédition contre les tribus des Eulma, et le 21 avril à celle contre les Ouamers et il se trouve au combat qui est livré à 4 lieues de Sétif.
 Le 17 août, un escadron du 3e de chasseurs a un engagement avec la cavalerie de Ben Saïd, qui s'était avancée dans la plaine jusqu'à quelques lieues de Sétif.
Le 1er septembre le régiment participe au combat de Merjazergha, près Sétif. La colonne ayant rencontré l'ennemi, l'aborde sur le champ avec la plus grande vigueur. Quatre escadrons des 3e et 4e régiments de chasseurs d’Afrique chargent sur un bataillon régulier qui s'était formé en carré, l'enfoncent et lui enlèvent un drapeau.
Le 13 septembre, le régiment est au combat au pied du col d'Ouled-Braham. Lors de ce combat, les escadrons des 3e et 4e chasseurs d’Afrique font plusieurs charges brillantes.
 Du 27 décembre 1840 au 2 janvier 1841 un détachement du régiment fait partie d'une expédition contre les Beni-Salah en représailles de l'assassinat du capitaine Saget.
1841
Le 24 janvier, un détachement du régiment prend part à l'expédition contre la tribu des Beni-Ouelban.
Les 1er et 2 avril, un autre détachement, provenant de la garnison de Philippeville, concourt à une opération qui a pour but de châtier le cheik Ben-el-Lakal, de la tribu des Zerdezas.
 Mi mai, un escadron du 3e régiment de chasseurs et quelques spahis sont commandés pour aller punir la tribu des Ammers. Le 20 mai, au point du jour, le détachement surprend les Ammers, leur fait 18 prisonniers, leur enlève de nombreux troupeaux.
Les 12 et 13 août, 120 cavaliers du 3e chasseurs et des spahis font partie d'une expédition contre la tribu des Ouled-Salem.
 Le 12 septembre, 120 hommes du 3e chasseurs d’Afrique font partie d'une expédition exécutée par la garnison de Philippeville, pour châtier des Kabaïles. Le 13, la colonne est engagée dans un combat qui dure 14 heures, et elle taille en pièces les ennemis qui ne peuvent lui échapper.
 Le 28 septembre, 250 hommes partant du camp d'El Arrouch. du 22e de ligne et un escadron de chasseurs du 3e régiment exécutent une razzia contre la tribu des Aïssa.
1842
Aux mois de mai et juin, le régiment prend part à l'expédition de Tebessa. 
Le 20 mai, 70 chasseurs du 3e régiment contribuent à la défense du camp d'El-Arrouch attaqué par 4 000 Kabaïles.
1843
Du 12 février au 14 mars, le régiment fait partie de l'expédition contre les Zerdezas et dans l’Edough.
Du 6 avril au 14 mai, il prend part à l'expédition et à la prise de Collo. Le 18 avril, il se trouve au combat de Bar-T'outa, et le 2 mai à celui contre les Beni-Toufous.
Du 20 mai au 1er août, 300 chasseurs du régiment font, sous les ordres du général Baraguay-d'Hilliers, des expéditions contre les Hanenchas et les El-Hasnaoui.

### 4erégiment de chasseurs d'Afrique
Le 4e régiment de chasseurs d'Afrique a été créé par ordonnance du roi du 31 août 1839, et organisé immédiatement pour être employé dans la province de Constantine.
1840
Du 16 au 26 avril, deux escadrons de ce régiment font partie de l'expédition contre les Aractas, et se montrent vaillamment au combat sur l'Oued Meskiana, le 21 avril.
Les 12 et 13 août, une partie du régiment concourt à l'expédition contre les Sanendjahs.
le 1er septembre, lors du combat de Merjazergha, près Sétif, quatre escadrons des 4e et 3e régiments de chasseurs d'Afrique chargent sur un bataillon régulier formé en carré, l‘enfoncent et lui enlèvent un drapeau.
1841
Du 27 décembre 1840 au 2 janvier 1841, un détachement du régiment fait partie d'une expédition contre les Beni-Salah, en représailles de l'assassinat du capitaine Saget.
 Le 4e régiment de chasseurs, qui est arrivé, dès le mois de mars 1841, dans la province d'Alger, pour renforcer la cavalerie de cette province, prend part à la campagne du printemps et aux ravitaillements de Médéa, du 1er au 8 avril, et de Miliana, du 27 avril au 9 mai.
Du 18 mai au 2 juin, le 4e de chasseurs, sous les ordres du général Baraguay-d'Hilliers, concourt à l'expédition de Boghar et de Thaza.
 Le régiment prend également part à diverses opérations exécutées par le même officier-général dans la province d'Alger, du 6 juin au 3 juillet.
En septembre et octobre, le régiment prend part à la campagne d’automne et aux ravitaillements de Médéa et de Miliana.
1842
Le 11 avril, 22 hommes du 26e de ligne, chargés de l'escorte de la correspondance, sont assaillis, entre Boufarik et Beni Mered, par 200 à 300 cavaliers arabes de Ben Salem. Le sergent Blandan commandant le détachement, sommé de se rendre par l'un des Arabes, lui répond par un coup de fusil qui le renverse; alors s'engage un combat acharné. Blandan, frappé de trois coups de feu, tombe en s'écriant « Courage, mes amis, défendez-vous jusqu'à la mort. » Sa noble voix est entendue, et tous sont fidèles à l'ordre héroïque de leur sergent. Mais bientôt, le feu des Arabes, si supérieur en nombre met 17 de ces braves hors de combat. 5 seulement restent debout. Ils défendent encore leurs camarades blessés ou morts jusqu'à l'arrivée des secours amenés par le lieutenant-colonel Moris du 4e régiment de chasseurs, qui se précipitent sur l'ennemi et le mettent en fuite. Le sergent Blandan mourut le lendemain à Boufarik des suites de ses blessures. 
 Cette action héroïque a été portée à la connaissance de l'armée, par un ordre du jour du gouverneur général, du 14 avril 1842 qui a indiqué : L'armée et les citoyens conserveront longtemps le souvenir héroïque de 21 braves commandés par le sergent Blandan. 
 Une statue du Sergent Blandan a été érigée à Nancy à une extrémité de la rue qui porte son nom.
 Du 27 avril au 5 mai, le régiment concourt au ravitaillement de Miliana. Le 4 mai, la cavalerie s’empare, dans un coup de main, d’un troupeau de 200 bœufs, 600 moutons et 40 bêtes de somme.

En juin et juillet, le régiment fait partie de l'expédition sur le Chélif, sous les ordres du général Changarnier. 
En juillet, un escadron du 4e de chasseurs concourt à une expédition dans la province de Tittery, sous les ordres du général de Bar.
En septembre, le régiment prend part à l'expédition dans l'Ouarensenis sous les ordres du [général Changarnier].
 En octobre, des détachements du régiment font partie d'une expédition menée contre les montagnards du Nord. Le 24 octobre, la colonne se met de nouveau en marche contre Ben-Allal. Le 28 octobre elle atteint plusieurs tribus qui prêtaient appui à ce lieutenant de l'émir, et, après un combat assez vif, leur enlève 100 prisonniers, 4 000 à 5 000 moutons, 500 bœufs, des chevaux, des mulets, et beaucoup de butin. 80 chasseurs du 4e régiment ont soutenu seuls les attaques de l'ennemi. 
En novembre et décembre, le régiment prend part à l’expédition dans l'Ouarensenis sous les ordres du gouverneur général.
1843
En février et mars, un détachement du 4e chasseurs concourt aux opérations, sous les ordres du général de Bar, exécutées aux environs de Cherchell, et à celles conduites par le lieutenant-colonel de Ladmirault, du 11 au 22 avril, également aux environs de Cherchell.
 Le 19 avril, un peloton du 4e atteint les Arabes, en sabre 18 et met le reste en déroute.
 En mai, juin et jusqu'au 12 juillet, plusieurs escadrons font partie de l'expédition dans l'Ouarensenis, sous les ordres du gouverneur général. Le 12 mai, le colonel Pelissier, chargé de poursuivre la tribu des Sbihh, part avec la cavalerie, le goum et les zouaves, atteint les émigrants sur le soir, et après un petit combat, fait une des razzias les plus considérables.

Le 4e régiment de chasseurs fournit un détachement qui concourt au combat de Taguin et à la prise de la Smala d’Abd el-Kader, le 16 mai, par le duc d’Aumale.
 En mai et juin, 55 chasseurs du 4e régiment prennent part à l'expédition de l'Ouarensenis, sous les ordres du général Changarnier.
Le 29 juin, partant du camp de Teniet-el-Haad, un escadron du 4e chasseurs contribue à exécuter une razzia, dans le pays des Beni-Meda.
 Les escadrons qui ont concouru aux opérations dirigées par gouverneur général jusqu'au 12 juillet, font ensuite partie de la colonne qui, sous les ordres du colonel Pélissier, opère, du 13 juillet au 11 août, dans l'ouest de l'Ouarensenis. Le 26 juillet, le colonel Pélissier aperçoit la tribu des Ouled-Raba qui émigrait. Il la poursuit et l'atteint. L'ennemi laisse entre nos mains 150 prisonniers, 210 bœufs et 3 000 moutons.
Le 11 novembre, une partie du régiment concours lors du combat de l'oued El Malah ou fut tué Mohammed Ben Allel dit Sidi Embarek, conseiller militaire d'Abd-el-Kader et descendant de Sidi Ali Embarek.

## Spahis

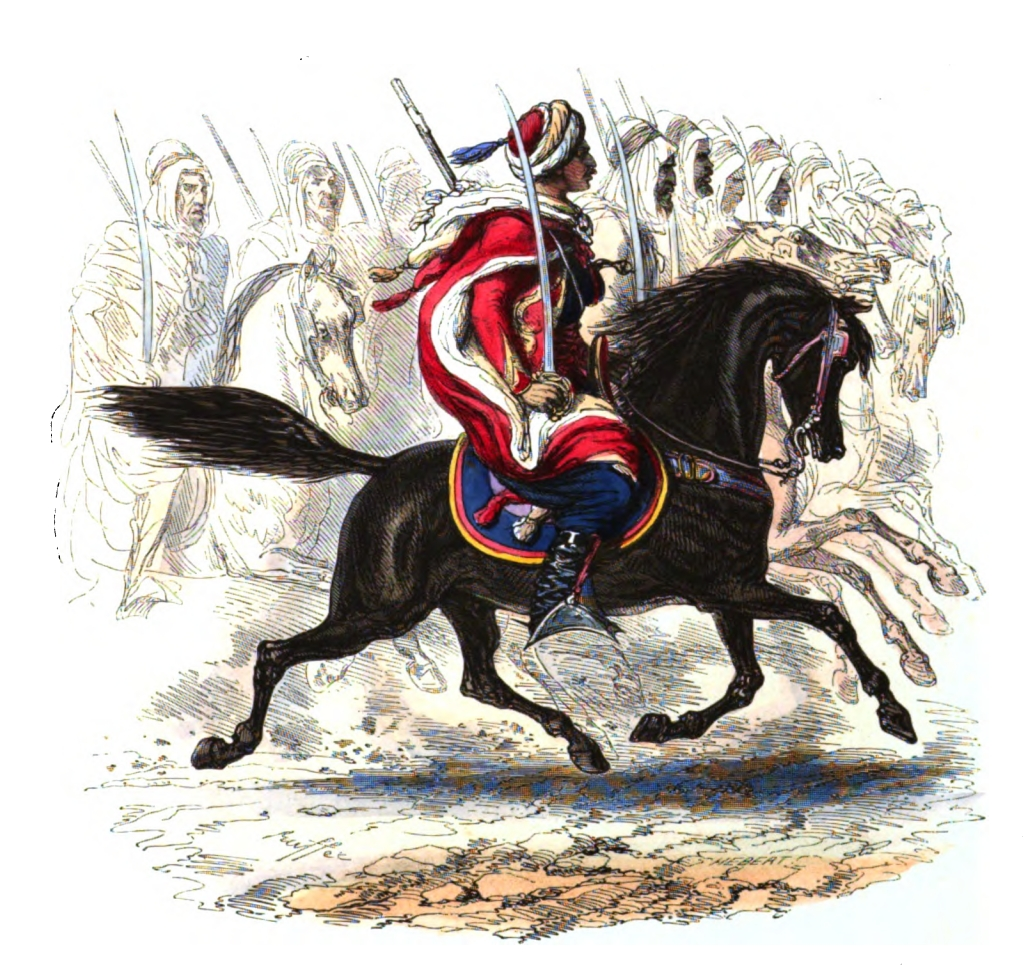
Spahis

Indépendamment de la cavalerie formée en 1831 et 1832, trois corps de spahis ont été organisés :
- le 1er en septembre 1834, pour la province d'Alger
- le 2e en juin 1835, pour la subdivision de Bône
- le 3e en août 1836, pour la province d'Oran.

Ces corps, composés d'indigènes et d'un certain nombre de Français, se recrutaient parmi les cavaliers arabes les mieux montés et sur lesquels on avait les meilleurs renseignements.
Les spahis ont justifié les espérances que l'on avait conçues de leur institution, ainsi qu'on l'a vu par les notices de chaque régiment d'infanterie ou de cavalerie, aussi cette institution a-t-elle reçu à partir de 1841 un grand développement, ainsi que l'indique l'ordonnance du 7 décembre 1841 qui porte le corps de cavalerie indigène à vingt escadrons et leur conserve le nom de spahis.
Ces spahis, répartis dans les différentes provinces de l'Algérie, étaient placés sous le commandement supérieur du colonel Youssouf.

## Gendarmes maures

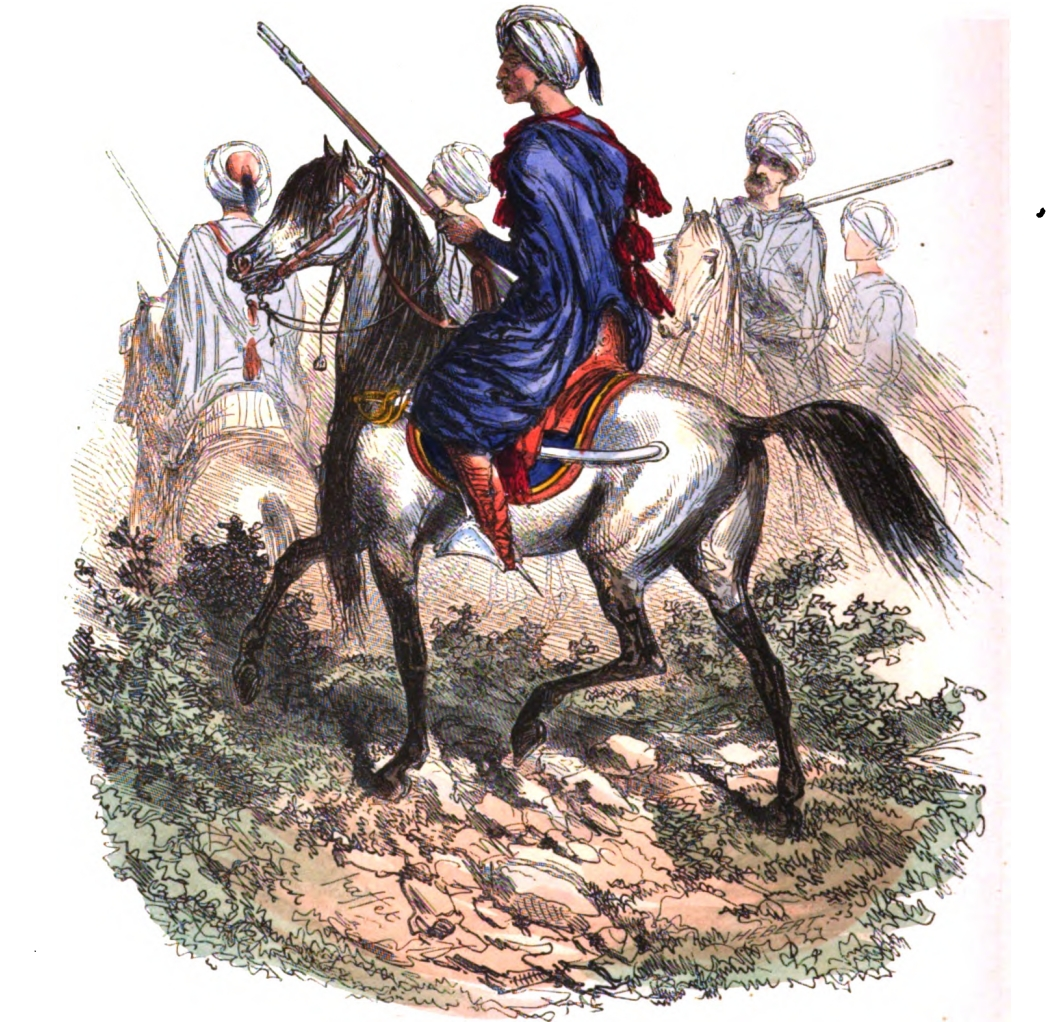
Gendarmes maures

Indépendamment de l'agha des Arabes et des gardes chargés de la police intérieure à Alger, et placés sous les ordres du commandant en chef du corps d'occupation, il existait, en 1831, une garde extérieure composée de cheiks et de chaouchs, qui, sous le nom français de gardes champêtres, étaient de véritables gendarmes maures.

Depuis leur création, les gendarmes maures, chargés de la police rurale à Alger, ont été commandés par deux scheilts avant le rang et la solde de maréchal-des-logis.

Les gendarmes maures faisaient autour d'Alger et de Bône un service de surveillance et de police qui contribuait efficacement à amener dans toute l'étendue de notre occupation la sécurité des communications et celle des propriétés. Plusieurs d'entre eux
étaient spécialement préposés, dans certaines circonstances, à la garde des blockhaus.

Leurs connaissances des localités et des habitudes des autochtones rendaient très utiles les renseignements qu'ils pouvaient fournir sur l'état du pays.

Les gendarmes maures ont été dissous par l'ordonnance du 21 décembre 1841, qui organise des corps de troupes indigènes en Algérie.

## Vétérans
Une ordonnance du 26 novembre 1830 créa dans chacun des 86 départements une compagnie de vétérans, recrutés par engagement volontaire parmi les anciens militaires ayant moins de 45 ans d'âge. Les officiers étaient choisis parmi les officiers en retraite ou en réforme. Les engagements étaient contractés pour 7 ans devant le sous-intendant. La solde et l'uniforme étaient ceux de l'infanterie. Chaque compagnie avait 1 capitaine, 1 lieutenant, 2 sous-lieutenants, 1 sergent-major, 1 fourrier, 4 sergents, 8 caporaux, 2 tambours, 134 vétérans et 2 enfants de troupe. Chaque compagnie devait être organisée dès que 35 hommes seraient réunis au chef-lieu.
Bataillons et compagnies de vétérans
- 2e bataillon de vétérans de 1833 à
- 6e compagnie de fusiliers Vétérans
- 7e compagnie de fusiliers Vétérans de 1837 à
- 8e compagnie de fusiliers Vétérans de 1837 à
- 9e compagnie de fusiliers Vétérans de 1837 à

## Unités disciplinaires
Compagnies de discipline
- 1re compagnie de fusiliers de discipline de 1833 à
- 2e compagnie de fusiliers de discipline de ? à 1840 puis de 1841
- 3e compagnie de fusiliers de discipline de 1841 à 1840 puis de 1841
- 4e compagnie de fusiliers de discipline de ? à 1840
- 5e compagnie de fusiliers de discipline formée en Algérie en 1831[18]
- 6e compagnie de fusiliers de discipline de 1833 à
- 7e compagnie de fusiliers de discipline de 1833 à
- 8e compagnie de fusiliers de discipline de 1836 à 1840
- 9e compagnie de fusiliers de discipline de 1836 à
- 1re compagnie de pionniers de discipline de 1833 à
- 2e compagnie de pionniers de discipline de 1836 à 1840 puis de 1841
- 3e compagnie de pionniers de discipline de 1836 à
- 5e compagnie de pionniers de discipline formée en Algérie en 1831[18]

## Tirailleurs et zouaves
Zouaves
- Bataillon de Zouaves de Tlemcen de 1837 à

Tirailleurs d'Afrique
- Bataillon de Tirailleurs d'Afrique de 1837 à
- 1er régiment de tirailleurs algériens
- 2e régiment de tirailleurs algériens
- 3e régiment de tirailleurs algériens